# Biserica de lemn din Runc

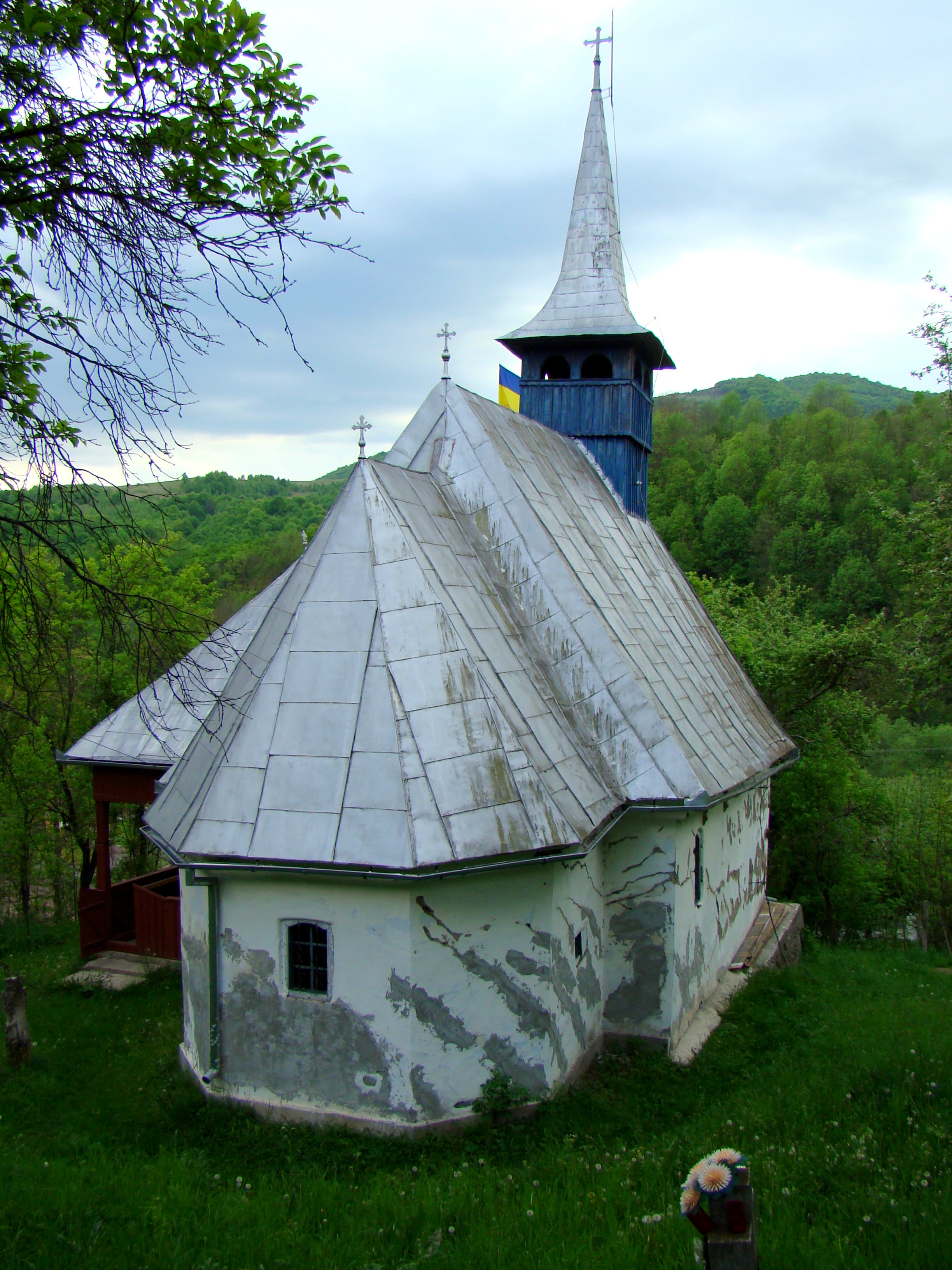
Biserica de lemn din Runc, județul Alba, 2009.

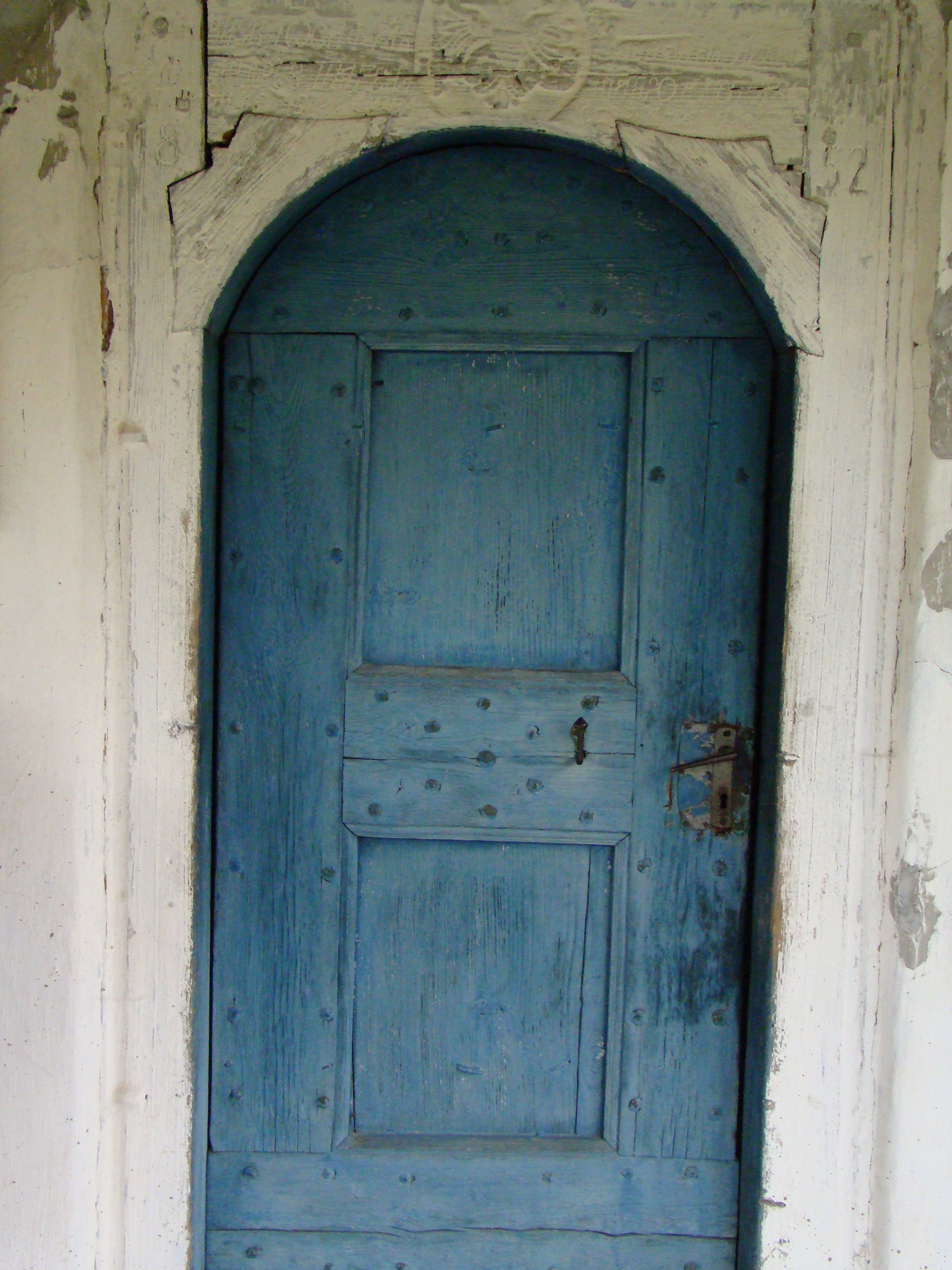
Intrarea bisericii de lemn din Runc, județul Alba, 2009.

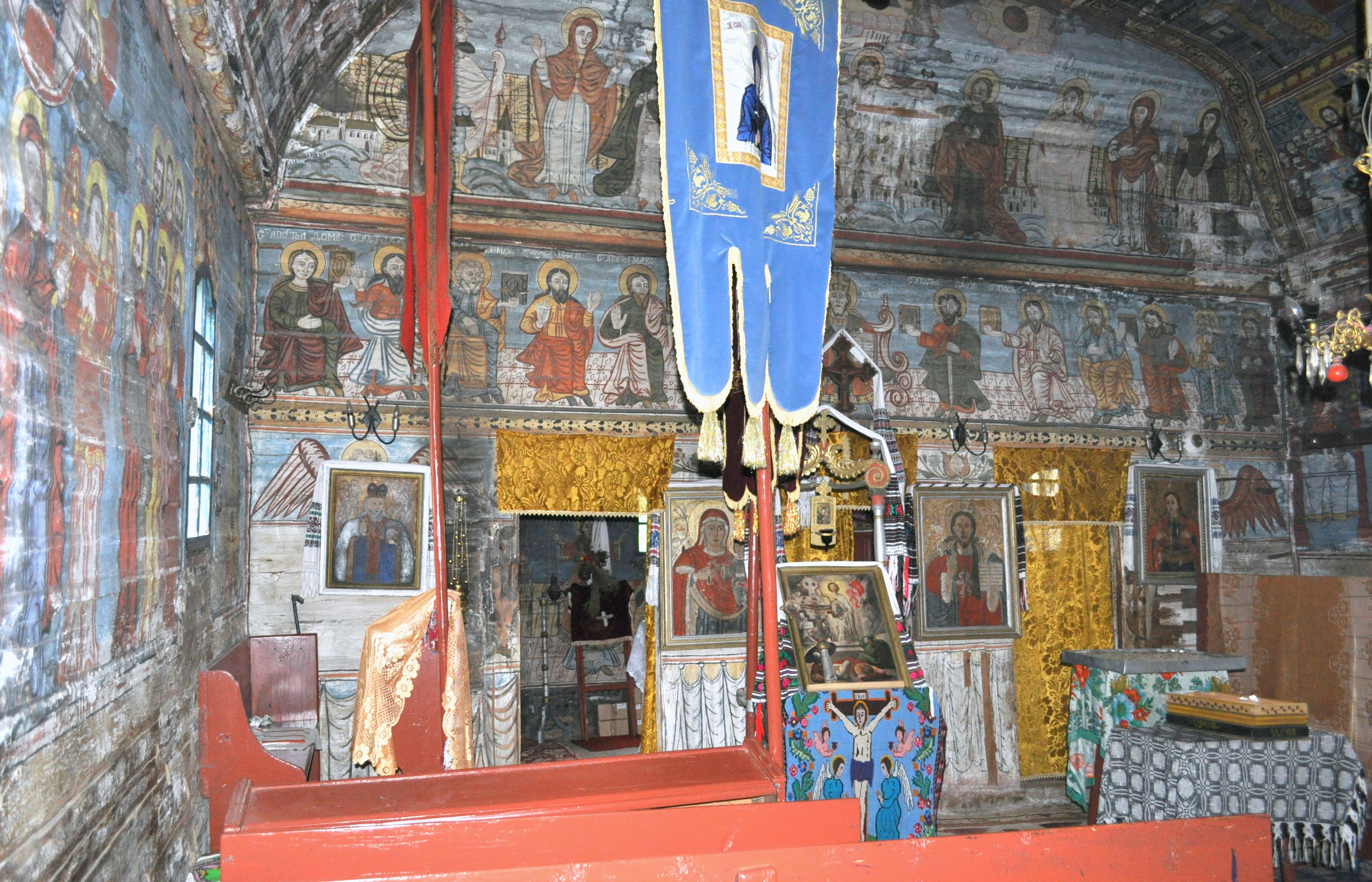
Interiorul navei

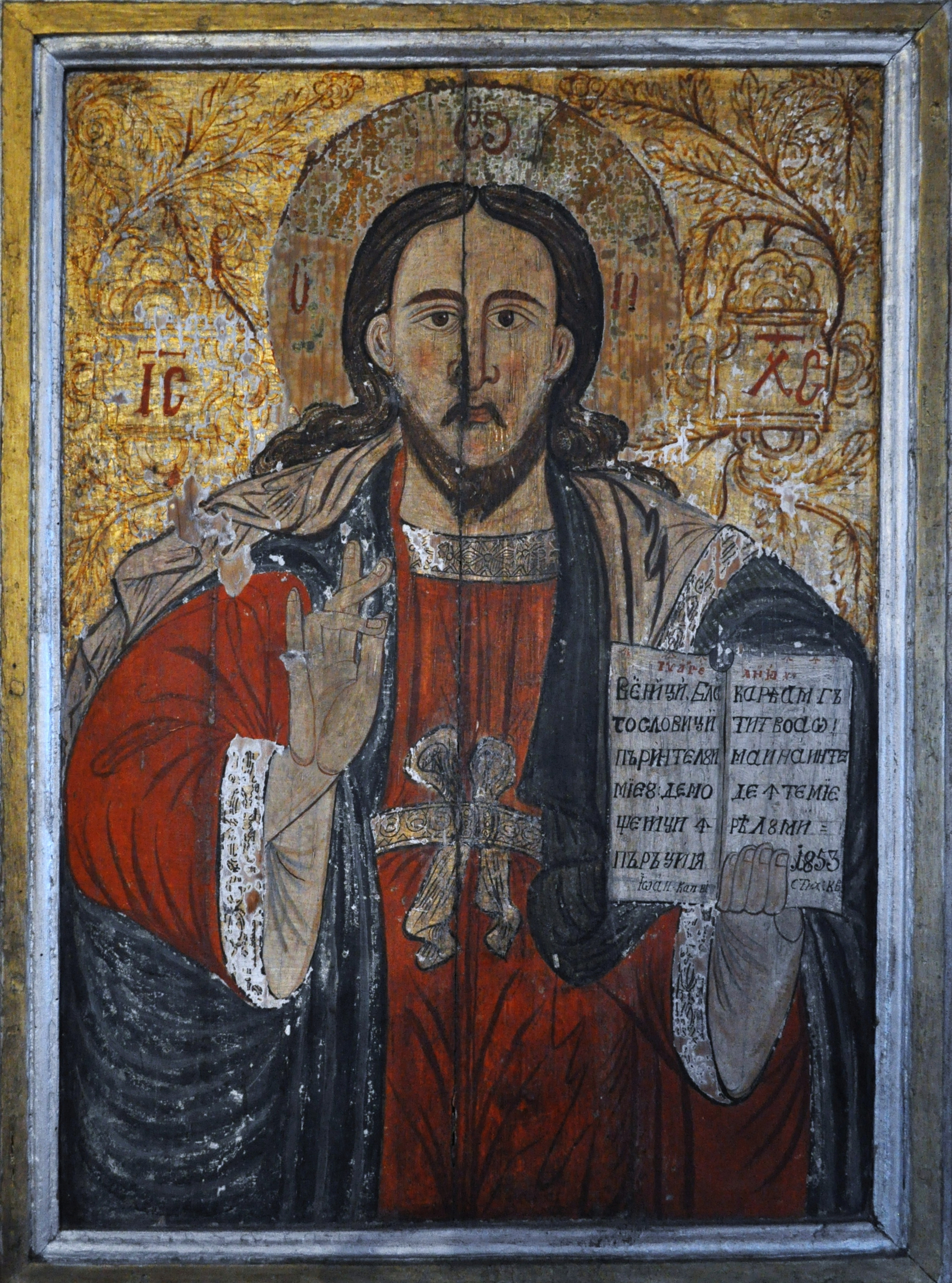
Icoană împărătească „Iisus binecuvântând”

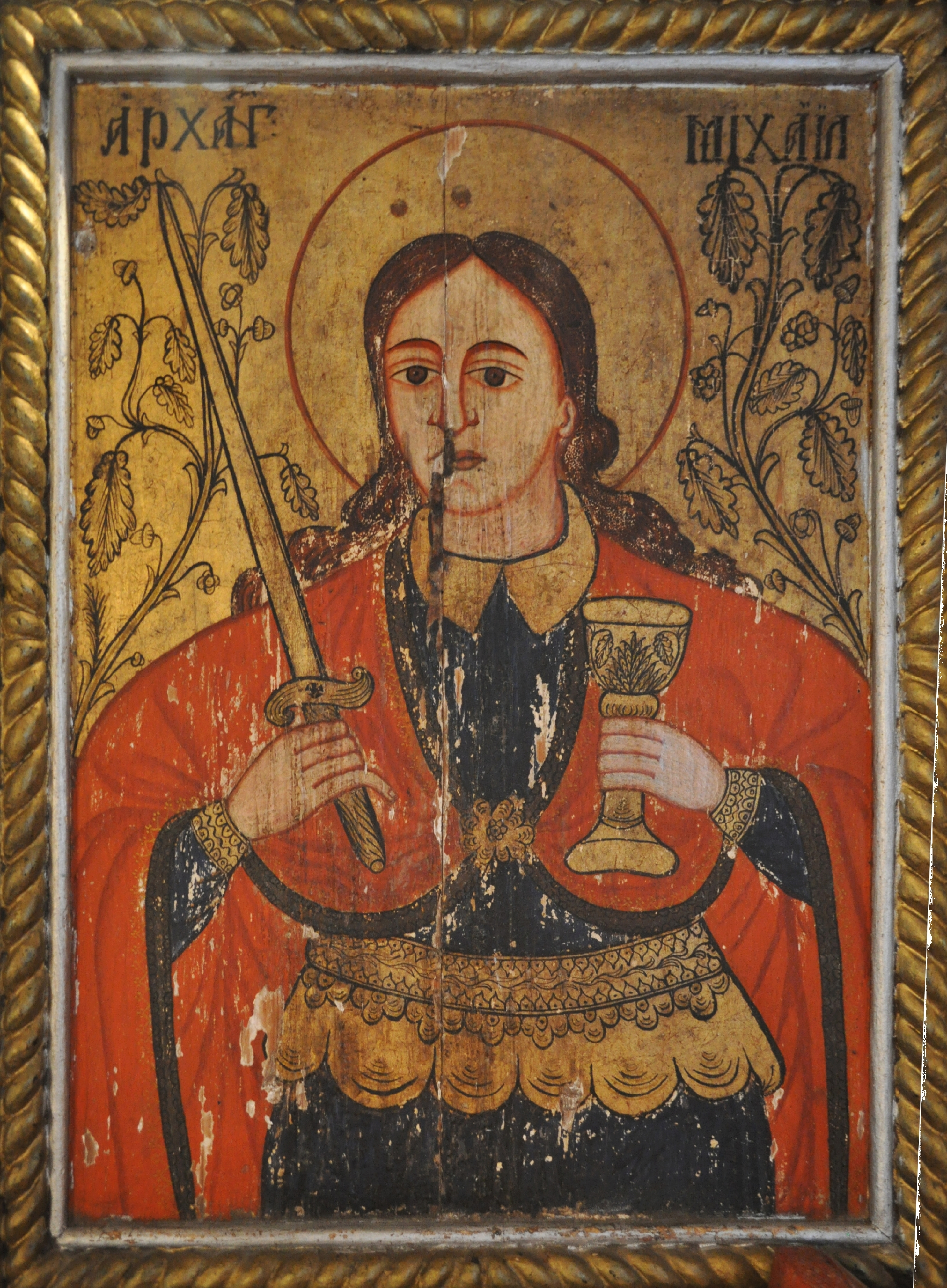
Icoană împărătească „Arhanghelul Mihail”

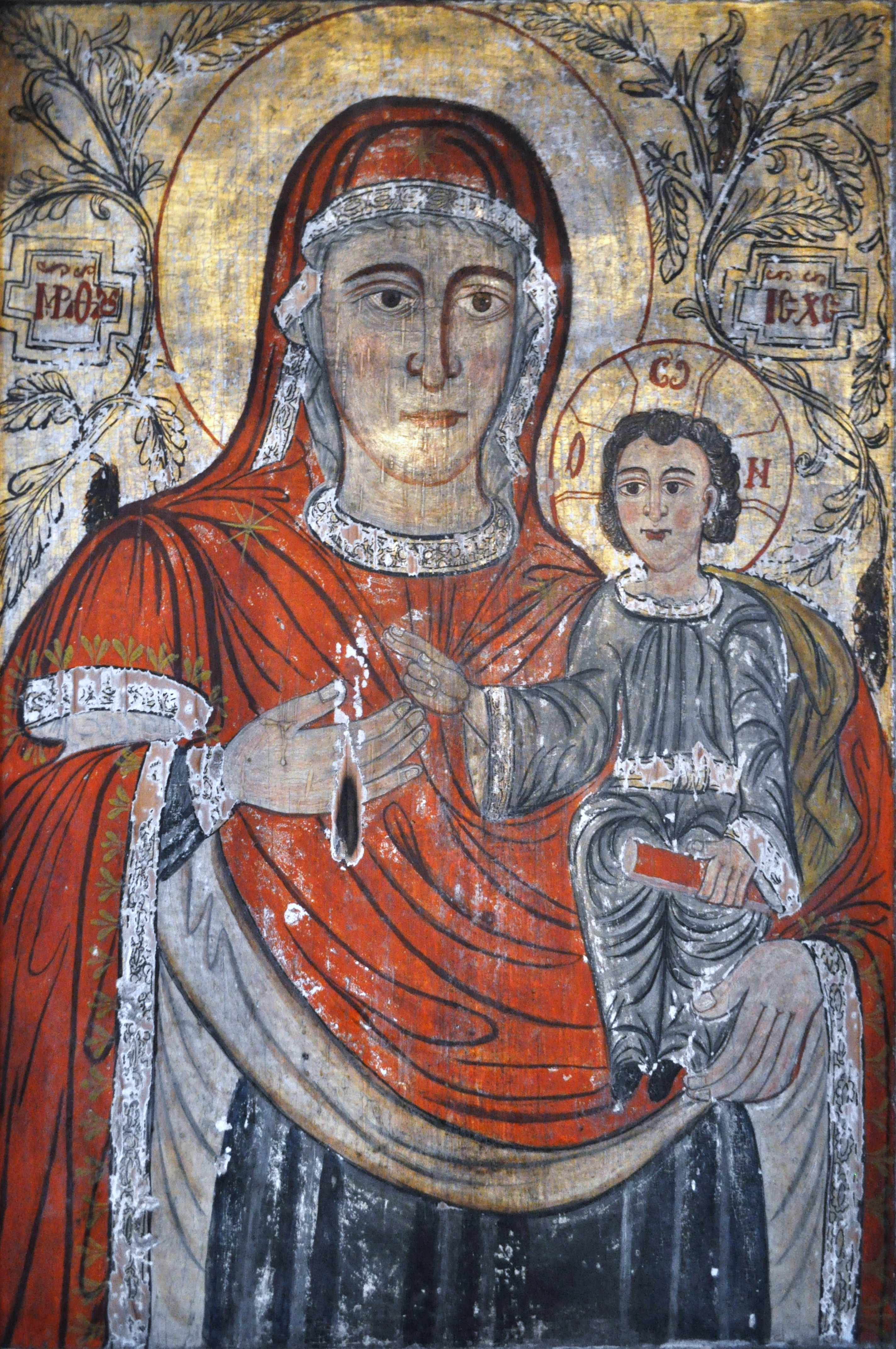
Icoană împărătească „Maica Domnului cu Pruncul”

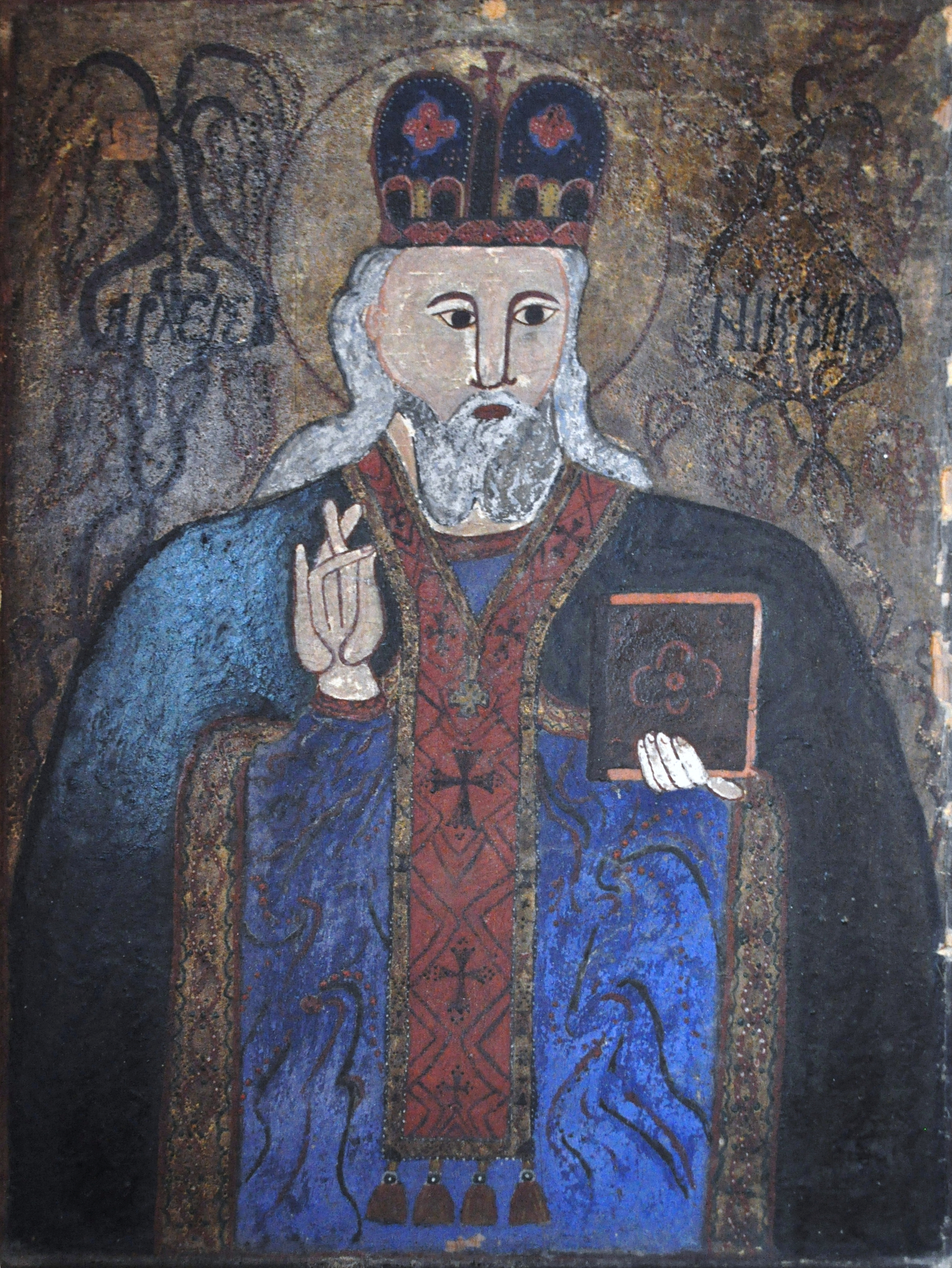
Icoană împărătească „Sfântul Nicolae”

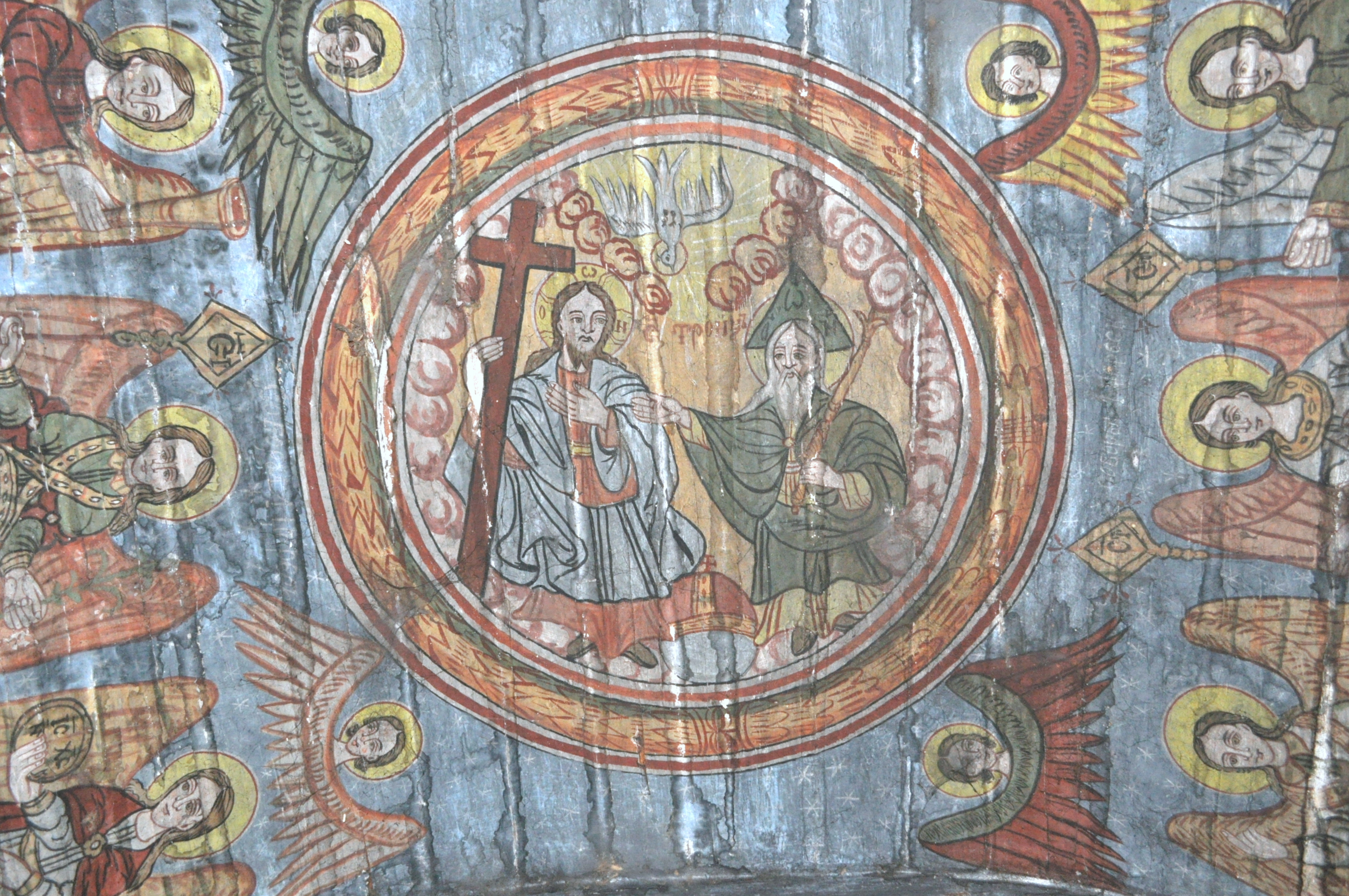
Bolta altarului: Sfânta Troiță

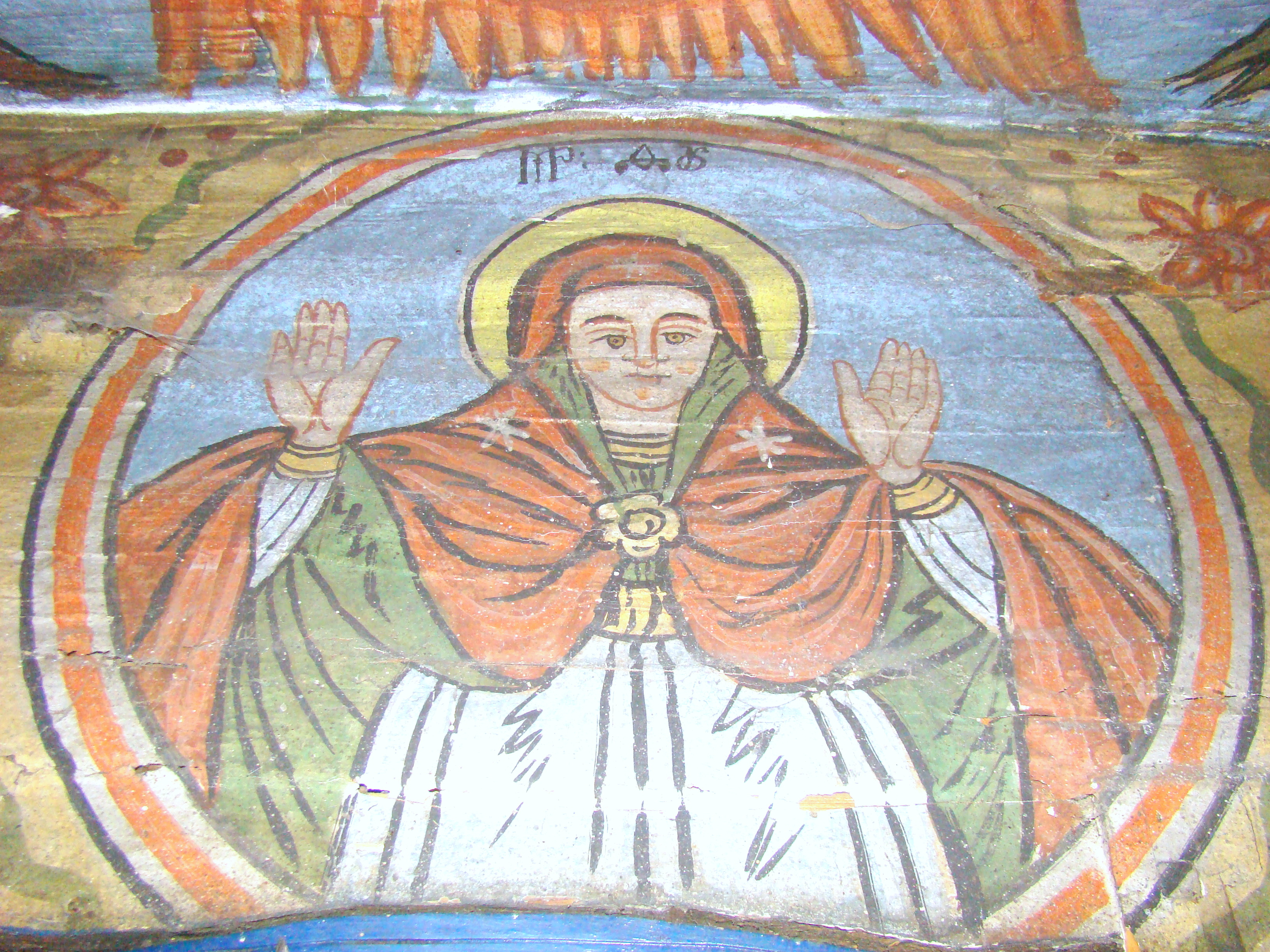
Pictura altarului: Maica Domnului orantă

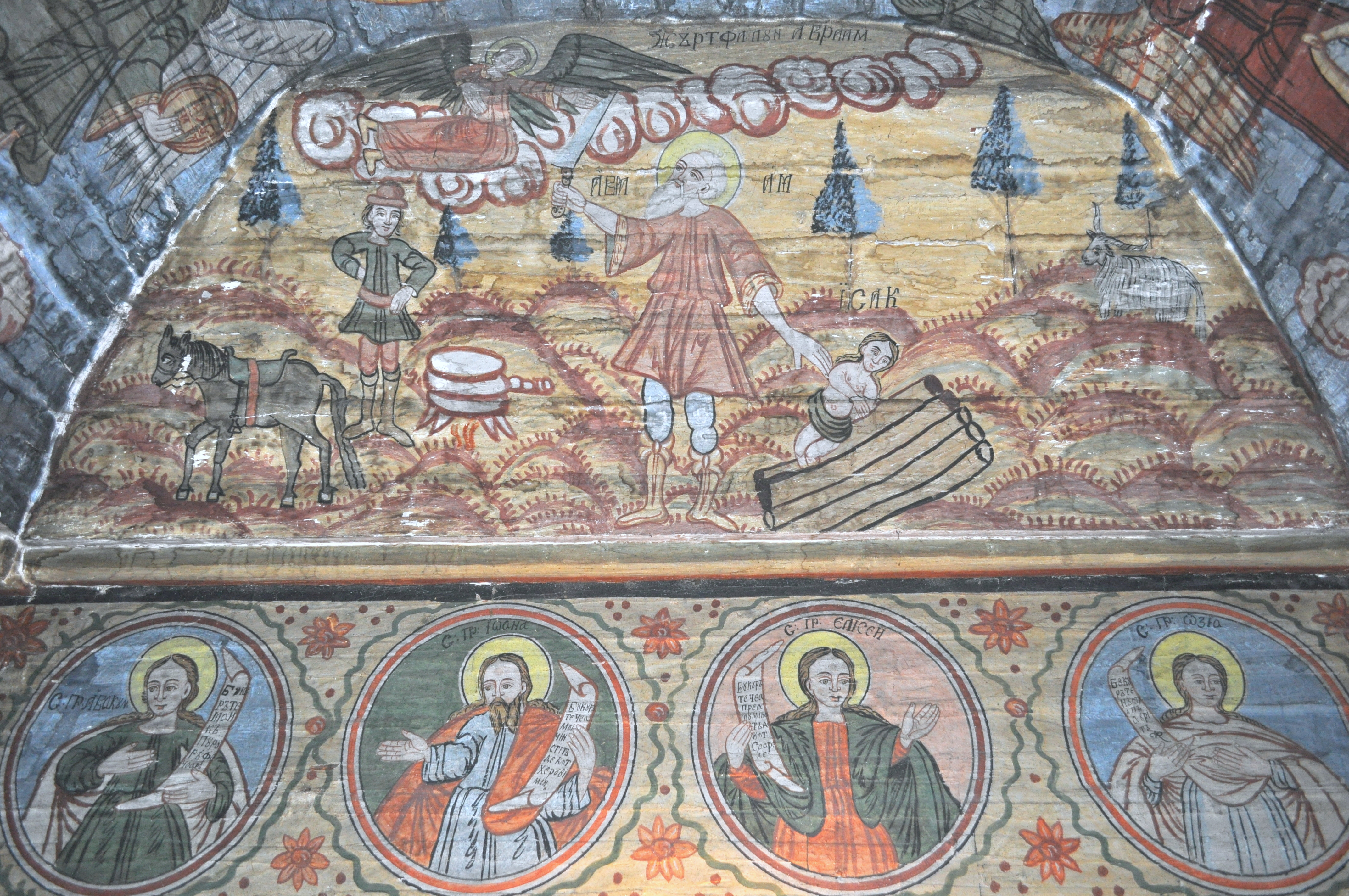
Pictura altarului: Jertfa lui Avraam; Sfinții prooroci (în medalioane)

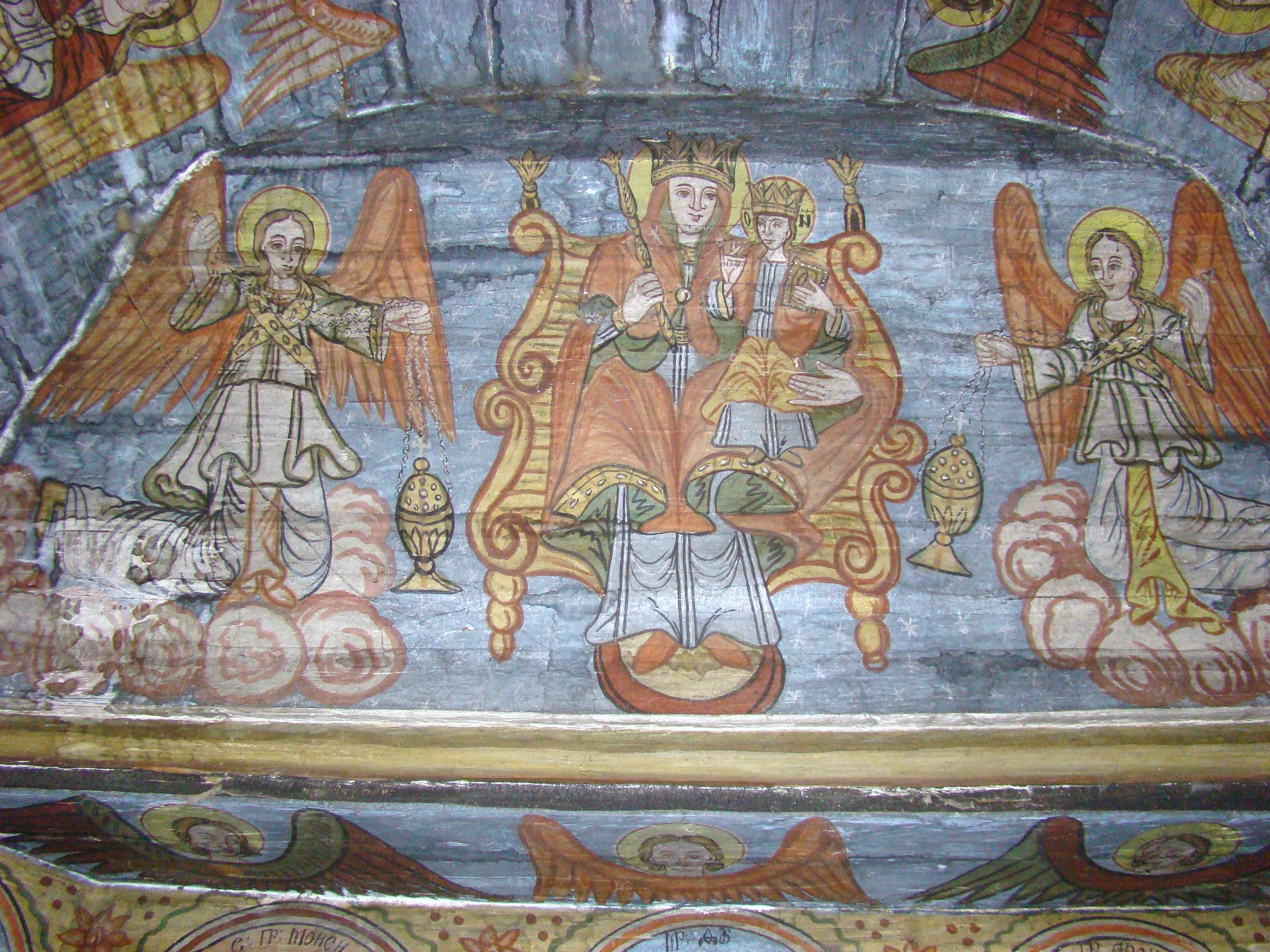
Pictura altarului: Maria cu arhanghelii

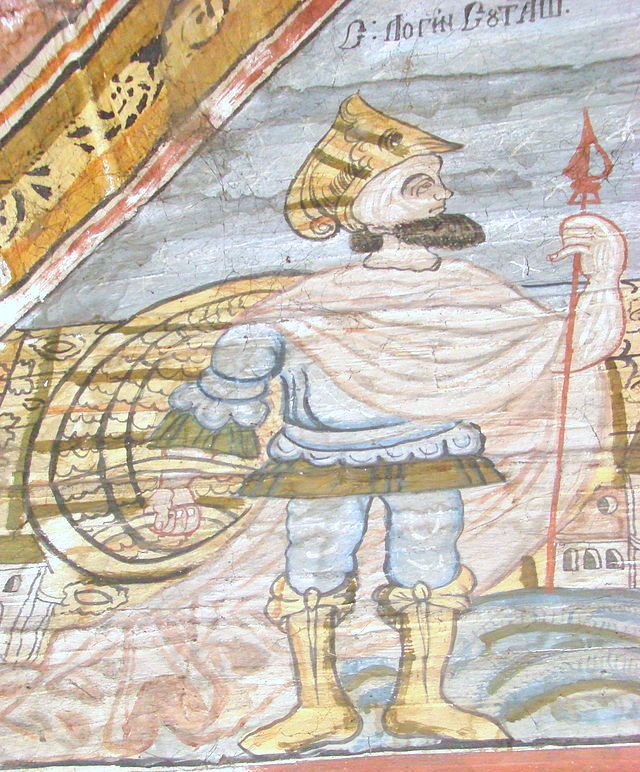
Pictura tâmplei (detaliu): Longhin sutașul

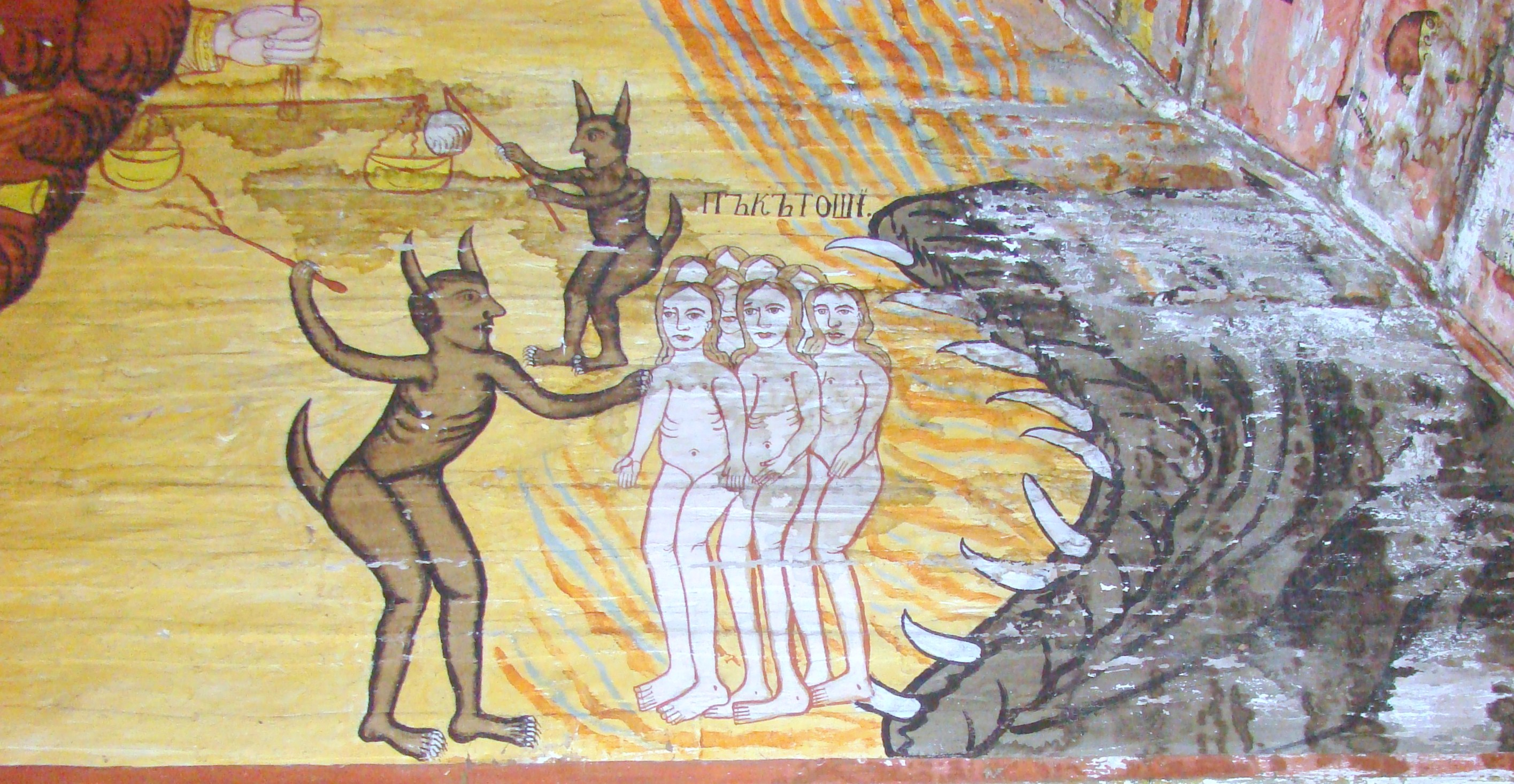
Timpanul de vest al naosului: Judecata de apoi

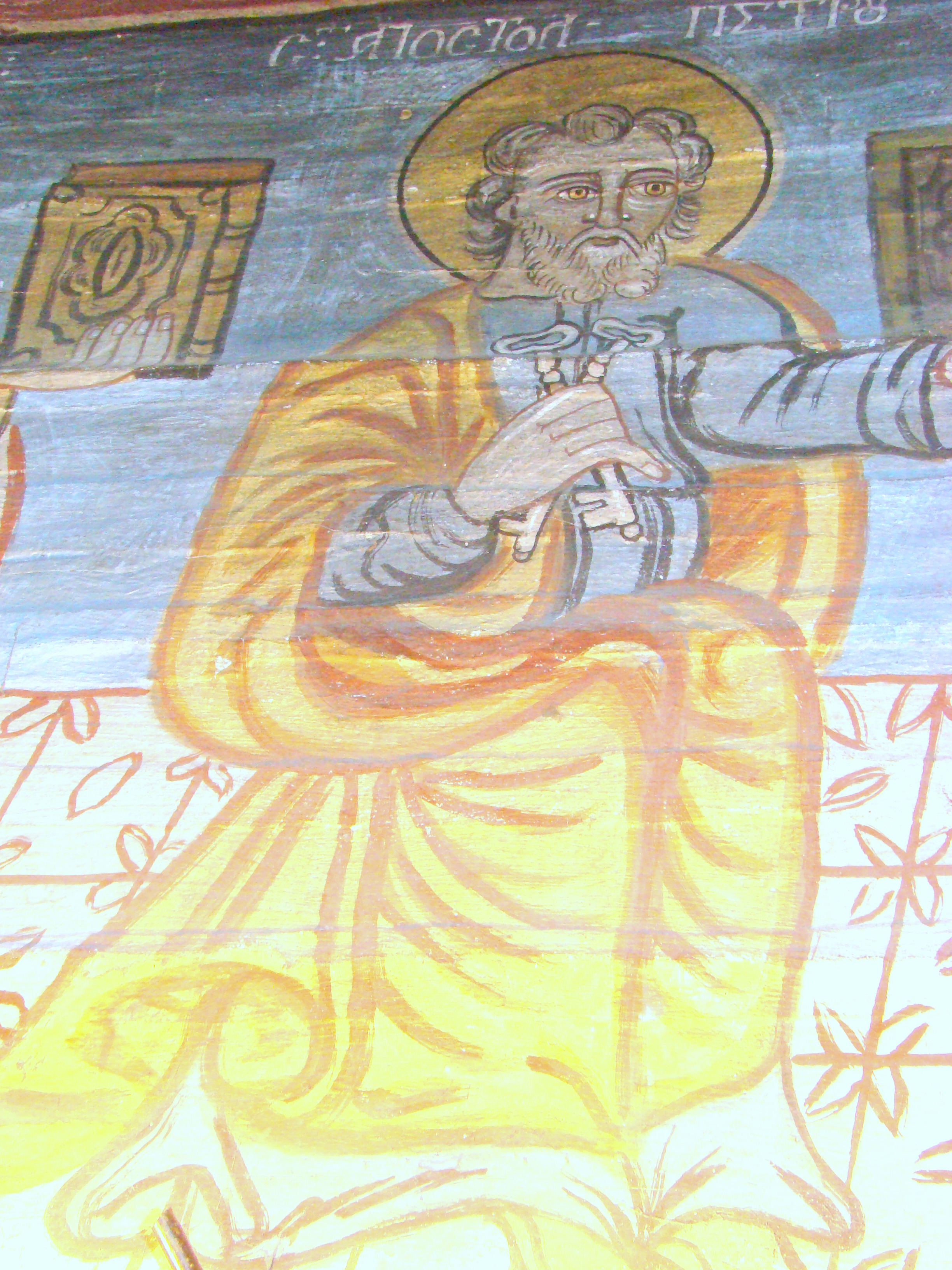
Apostolul Petru

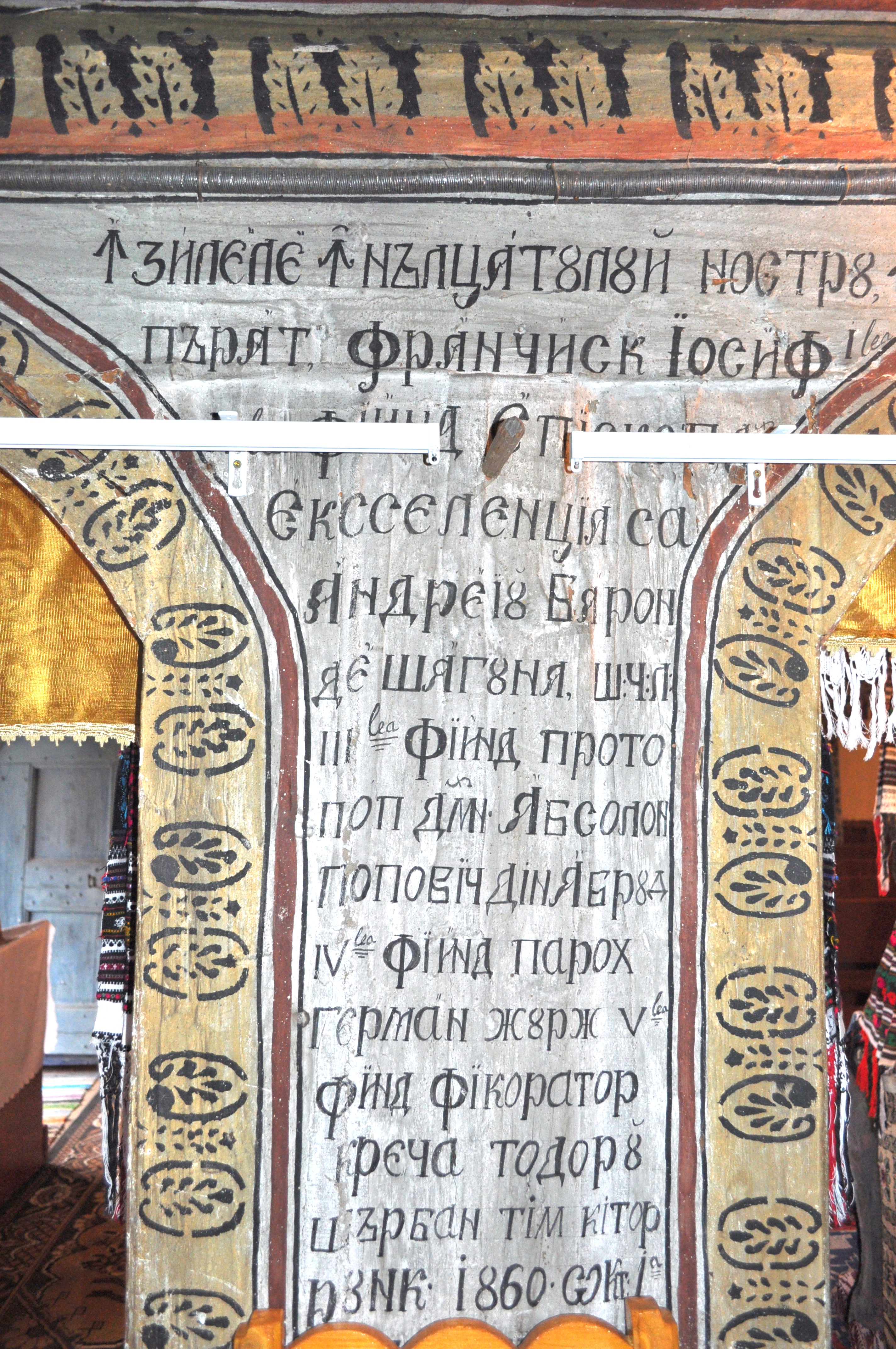
Pisania din altar care datează pictura

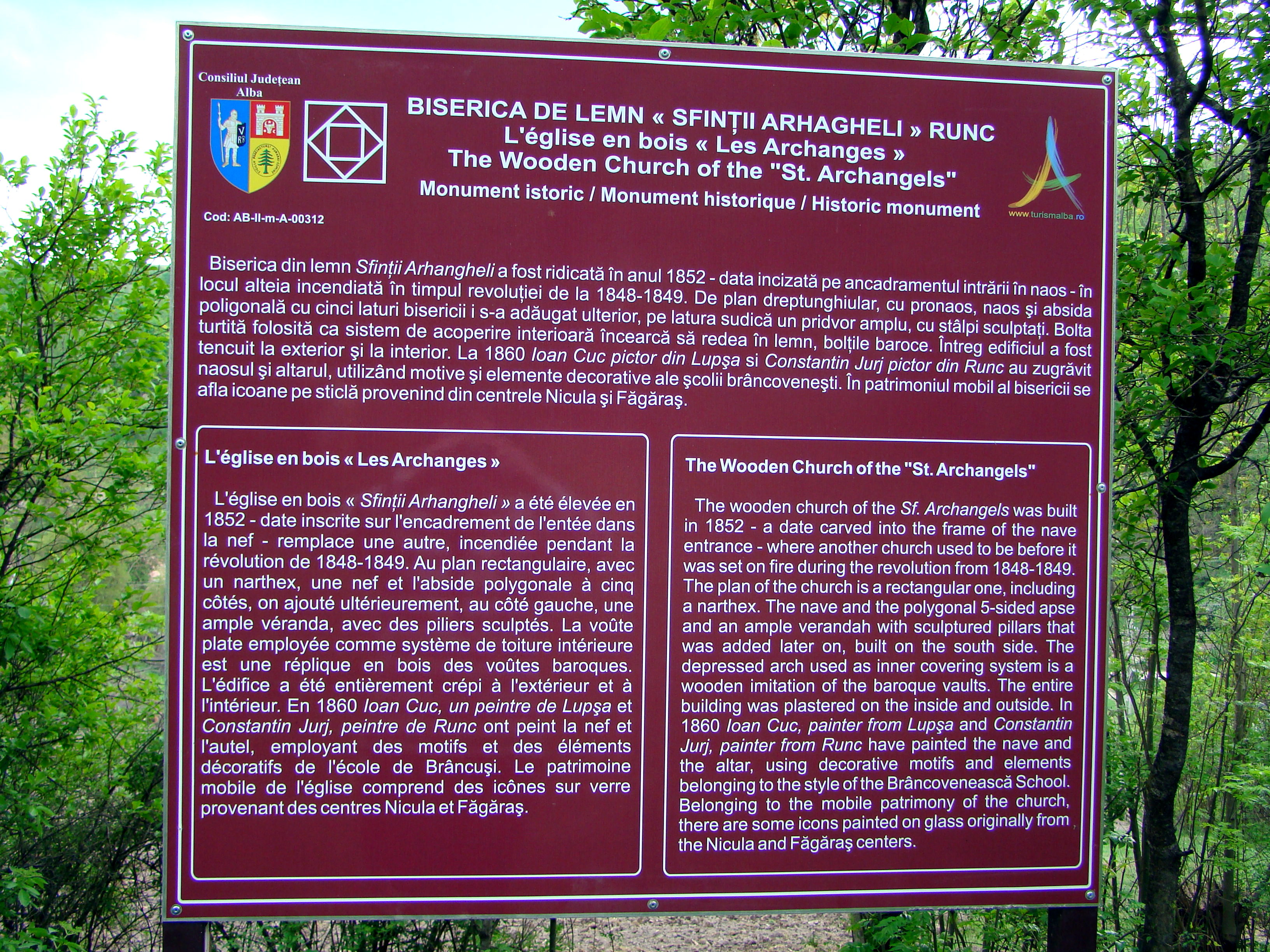
Panoul informativ

Biserica de lemn din Runc, comuna Ocoliș, județul Alba, datează din anul 1852.. Are hramul „Sfinții Arhangheli Mihail și Gavriil”. Biserica se află pe noua listă a monumentelor istorice sub codul LMI:  AB-II-m-A-00312.

## Istoric și trăsături
Pe una din văile laterale ale bazinului de mijloc al Arieșului, pe cea a Ocolișului, în lungul căreia drumul pornind din centrul de comună conduce la minunatele fenomene naturale care sunt “Cheile Runcului” si “Cheile Pociovaliștei” , se află satul Runc. Așezarea, înșirată de-a lungul văii, datorează prima atestare documentară bisericii sale, în 1733, în conscripția lui Clain, deși numărul mare al familiilor sale, la mijlocul secolului al XVIII-lea, îi indică vechimea mult mai mare, originea fiindu-i oglindită în numele său.
În timpul revoluției de la 1848, biserica, atestată de conscripțiile amintite din veacul al XVIII-lea, arde, fiind înlocuită, în 1852, conform inscripției de pe cadrul intrării, în naos, de pe latura de sud.
Vechimea și rosturile culturale ale bisericii dispărute, sunt amintite prin cărțile de la sudul munților (Triod post 1730; Molitvelnic, Râmnic, 1747). Apostolul bucureștean din 1683, însemnările marginale îl atestă în folosința satelor, timp de 200 de ani: “a bisericii Runcu, dar mai ales a lui Constantin Jurj, la trei sate, 1863”.
Biserica actuală este datată de inscripția de pe portalul de intrare, centrată în jurul pajurei, simbol al imperiului și casei de Habsburg, cu următorul conținut: "... sau ... în zilele împăratuluilui Francisc Iosif I-lea și fiind arhiereu Ard[ealului] Andreiu Șaguna și protopop Absolon Popovici din Abrud falva sau rădicat această s[fântă] beserecă 1852".  Biserica are plan dreptunghiular, cu absida decroșată poligonală cu cinci laturi. La interior este acoperită cu bolți semicilindrice, intersectate prin timpane înclinate. Elementele arhitectonice care conferă monumentalitate, în pofida pereților tencuiți, sunt pridvorul larg, de pe sud, ca și clopotnița cu foișor, ambele cu stâlpi sculptați. Întreg edificiiul a fost tencuit la interior și la exterior. La 1860 Ioan Cuc, pictor din Lupșa, și Constantin Jurj, pictor din Runc, au zugrăvit naosul și altarul, utilizând motive și elemente decorative ale școlii brâncovenești. Pictura parietală realizată de cei doi pictori localnici este valoroasă nu numai prin desenul și
culorile pline de strălucire , dar și prin faptul că demonstrează viabilitatea tradițiilor artei brâncovenești și în a doua jumătate a secolului al XIX-lea. Faptul devine sesizabil atunci când este vorba de modul de compunere și înscriere în suprafață , dar mai ales prin repertoriul elementelor decorative , deosebit de sugestiv,între motive întâlnindu-se bandouri frecvent utilizate de pictorii de școală brâncovenească , care le-au preluat de la monumentele  noastre vechi.
Decorația pictată de la Runc constituie cea mai palpitantă dovadă a vitalității acestei arte în Munții Apuseni unde, pe mai bine de un veac, s-au întâlnit slujitorii ei din toate provinciile românești. Cea dintâi realizată, în 1859, este tâmpla, o tradițională și amplă Răstignire, cu Longhin sutașul și Mironosițele, urmată de friza apostolilor. Între uși și deasupra lor, ca pretutindeni în naos și în absidă, se remarcă bogăția de flori.
În altar, temele iconografice și distribuirea lor, sunt în genere aceleași pe care le întâlnim de un veac: Sf. Troiță, Maria cu arhanghelii, soboarele îngerești, jertfa lui Avram; proorocii mesianici “Isus Hristos pâinea vieții”, arhierei și arhidiaconi. Pentru ea pisania consemnează cu data de 1 octombrie 1860, personalitățile în timpul căreia a fost făcută, începând cu Francisc Iosiv, episcopul Andrei Șaguna, protopopul Popovici din Abrud, parohul Gherman Jurj, procurator Grecea Todori, Sărban Tiur ctitor, artiști fiind “Ioan Cuc, pictor din Lupșa, Constantin Jurj, pictor din Runc”.
Pereții naosului (pronaosul nu a fost pictat), sunt ocupați de reprezentări pe suprafețe mari; pe nord, Înălțarea lui Hristos, iar lângă altar, mucenicul Haralambie; pe sud, Coborârea la iad, și Viziunea patriarhului Petru. Pe timpanul de vest; Dreapta Judecată a lui Hristos, Credința Tomei, Aflarea mormântului gol, Când s-a arătat Hristos Mariei Magdalena.
Pe boltă, câte două registre cu reprezentări din viața lui Hristos și a Mariei (printre care Adormirea Maicii Domnului), încadrate de evangheliști. Pictura naosului nu are pisanie, despre ea aflând într-un act scris de preotul Constantin Jurj, care consemnează toate fazele picturale, cu zugravii și prețul lor. Fruntariul, în 1859, pentru suma de 23 de forinți, prin Ioan Cuc din Lupșa și Constantin Giurgescu din Runc; altarul, 1860, pentru 40 de forinți, de aceiași meșteri, iar în 1861-1862, s-a zugrăvit biserica cu bolta, pentru 100 de forinți, numai de Constantin Giurgescu paroh (ex Jurj).
Decorația pictată, de factură populară, se remarcă prin vioiciunea paletei coloristice și revărsarea florilor.
Se păstrează două icoane împărătești, din 1853, reprezentând pe Maria cu pruncul și respectiv pe Isus Hristos, autorul fiind cu probabilitate, Ioan Cuc.
Dintre piesele de patrimoniu mai semnalăm, tetrapodul pictat în 1859, cu reprezentarea celor Trei Ierarhi, de Gheorghe Șpan pictor, cu plata lui Vasile Truță din Poșaga de Sus, ca și cele două sfeșnice, sculptate și pictate, în 1862, probabil de Constantin Jurj. În patrimoniul mobil al bisericii se află icoane pe sticlă provenind din centrele Nicula și Făgăraș.
Monumentul de la Runc poate fi socotit un epilog al epocii de înflorire a artelor în Munții Apuseni.

## Imagini din exterior

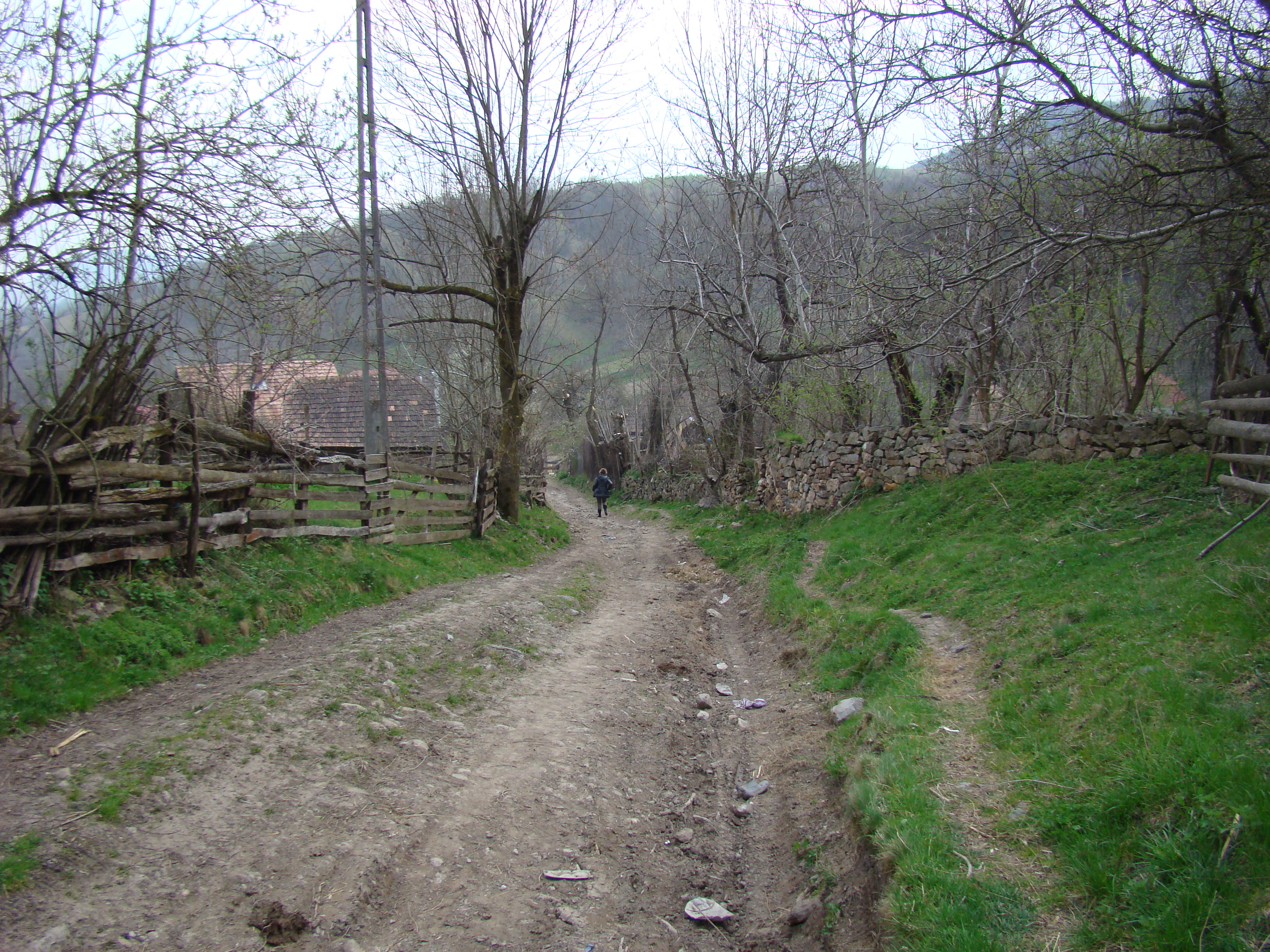
Drumul spre biserică
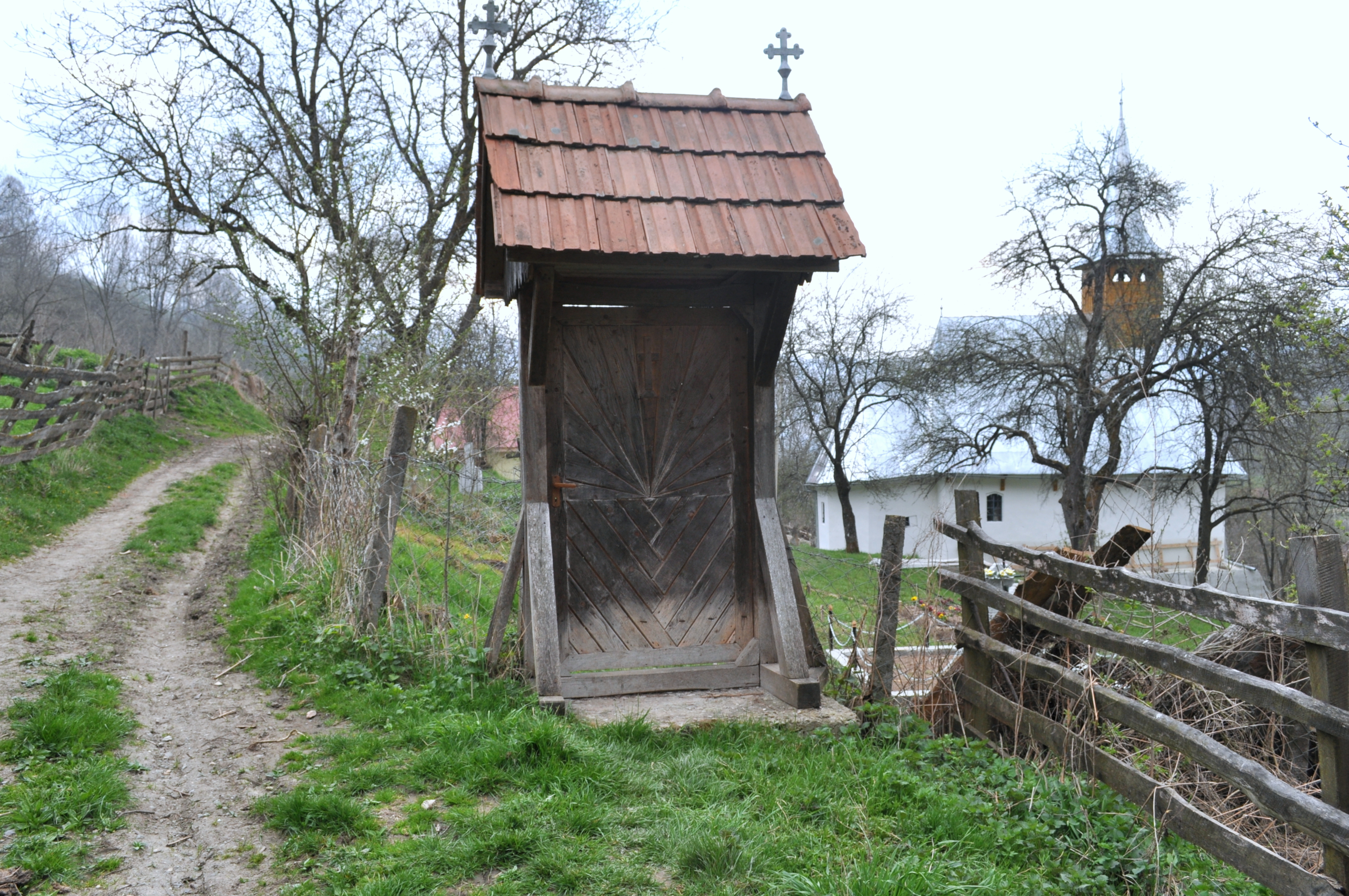
Biserica din depărtare
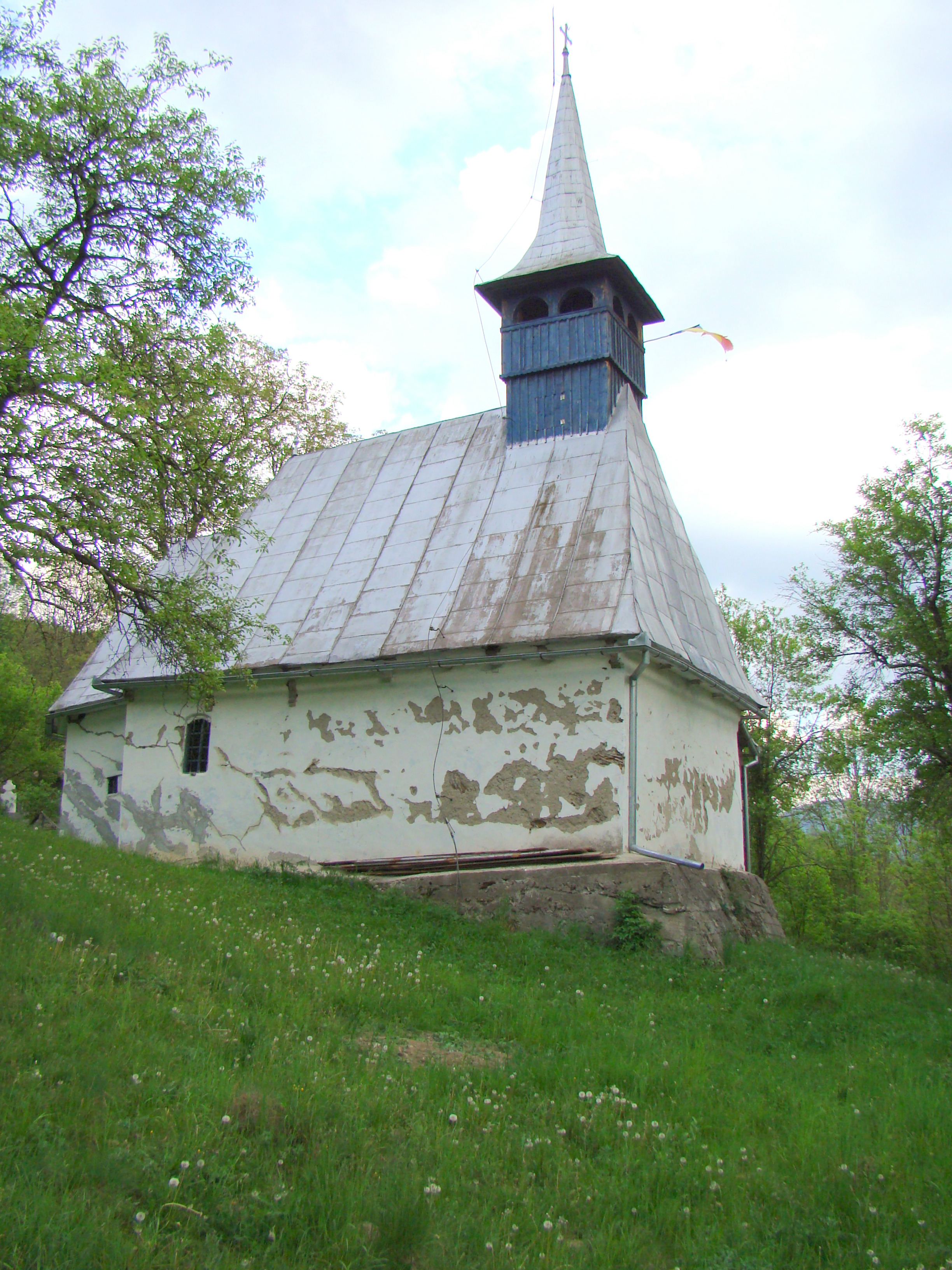
Vedere din nord-vest
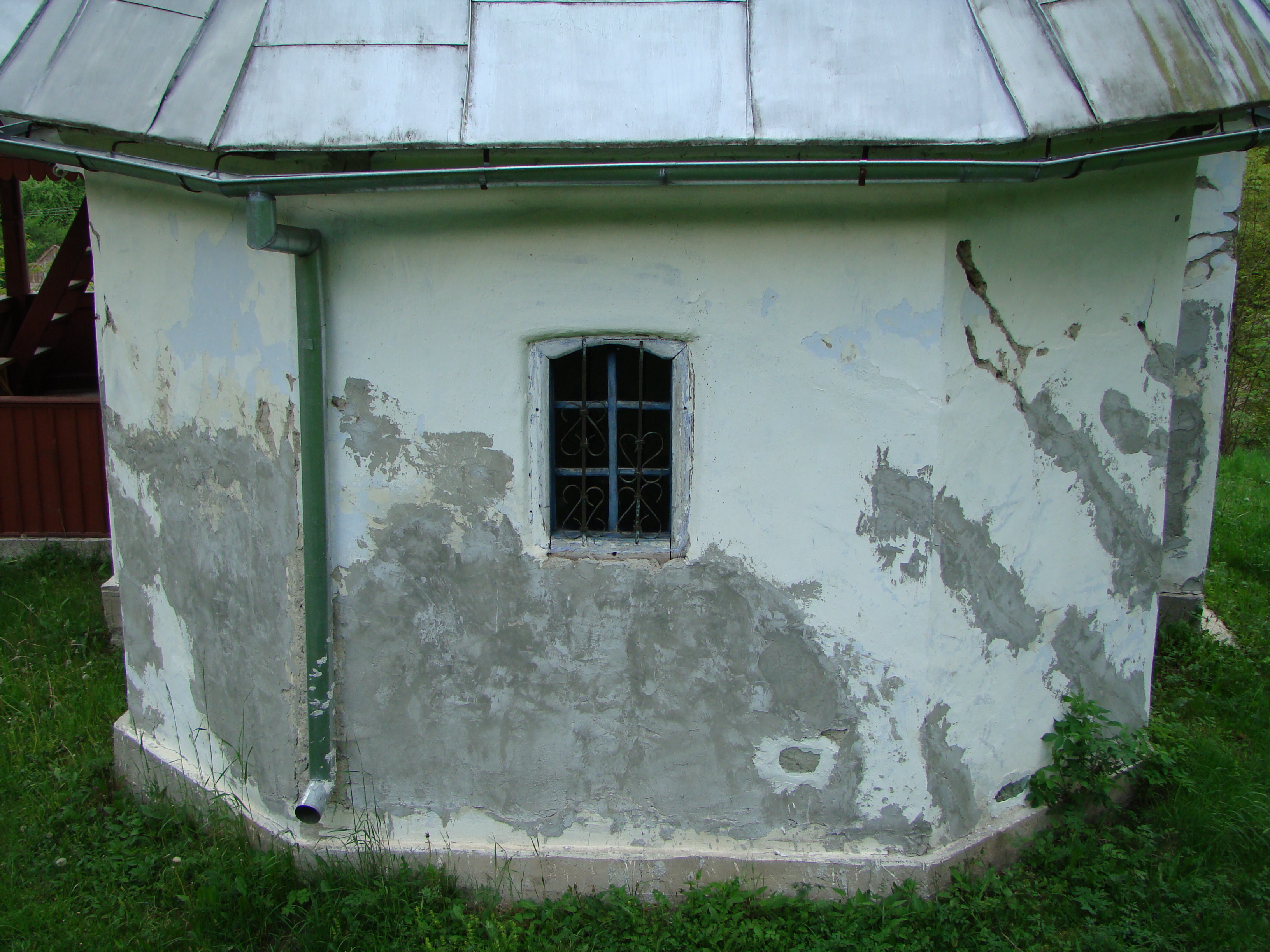
Absida altarului
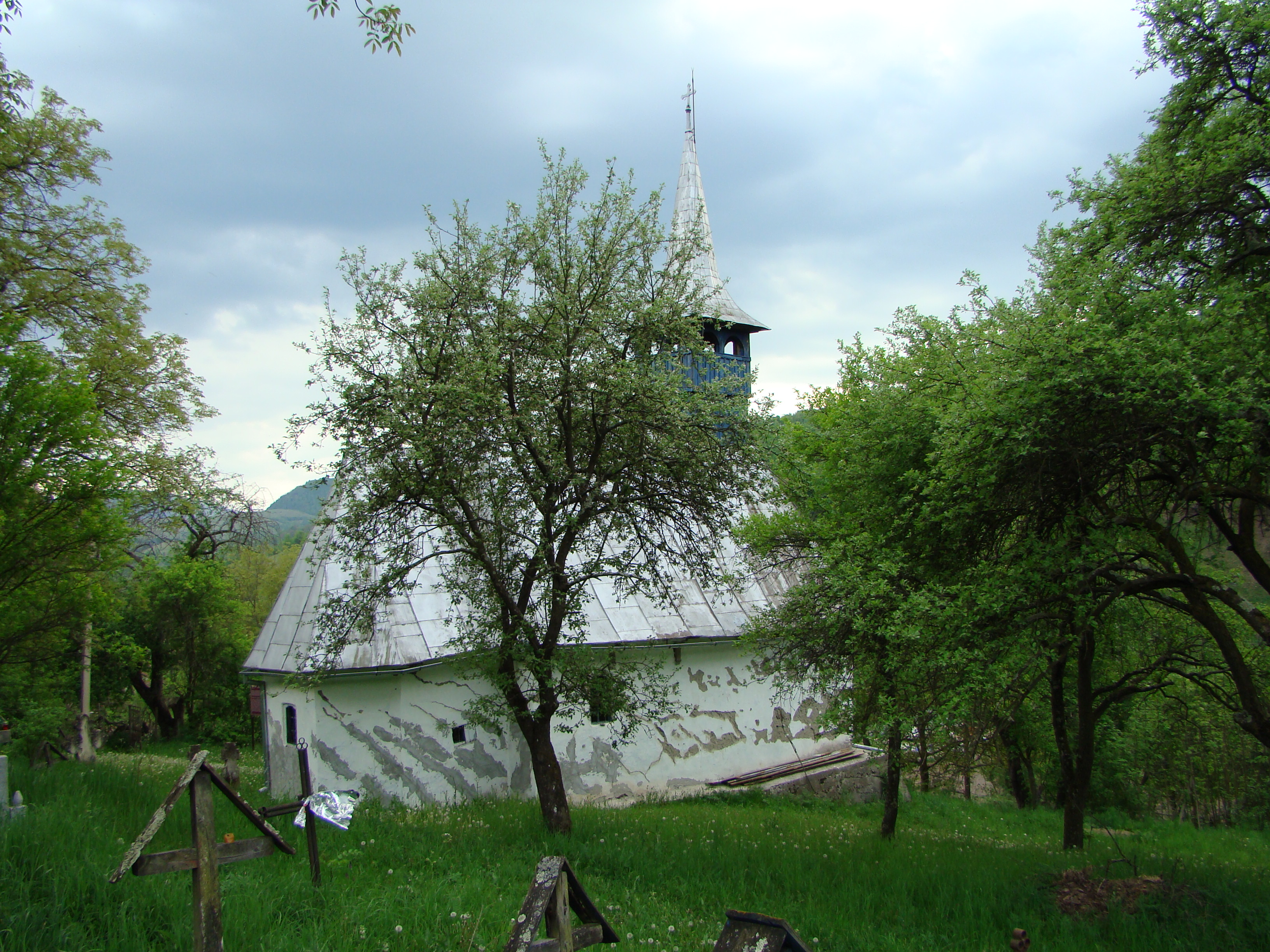
Vedere generală
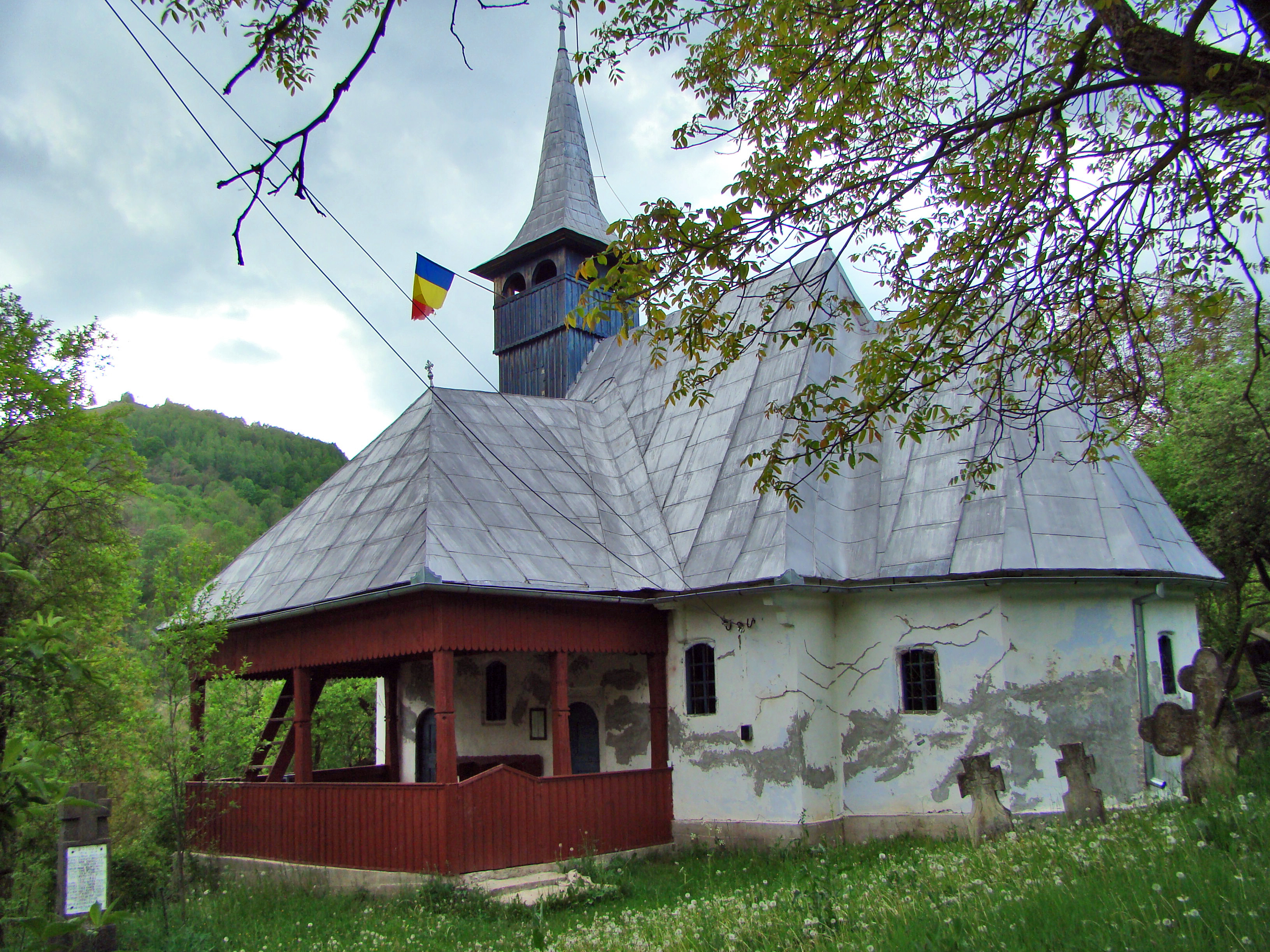
Vedere de ansamblu din sud-est
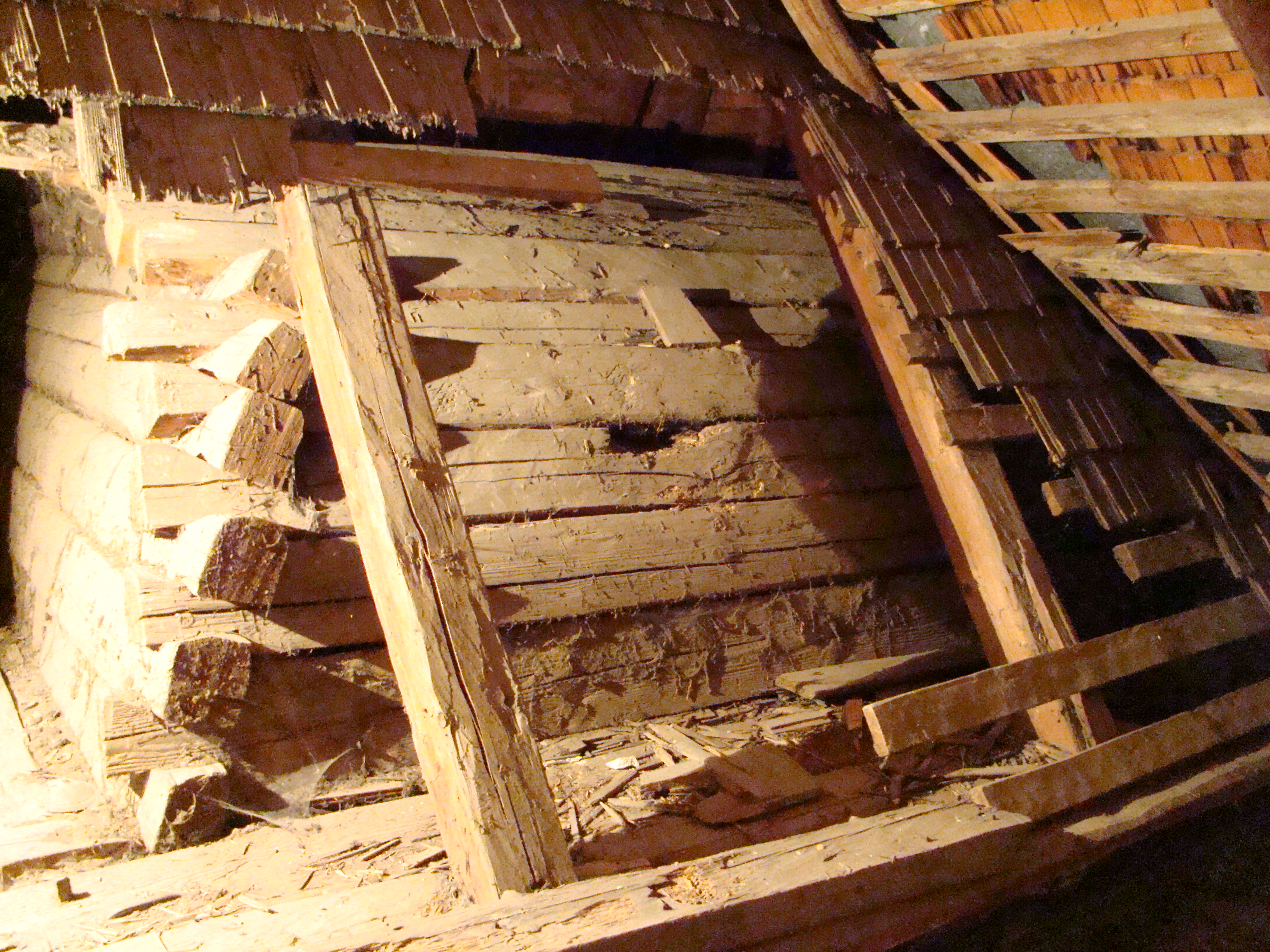
Construcția bolții
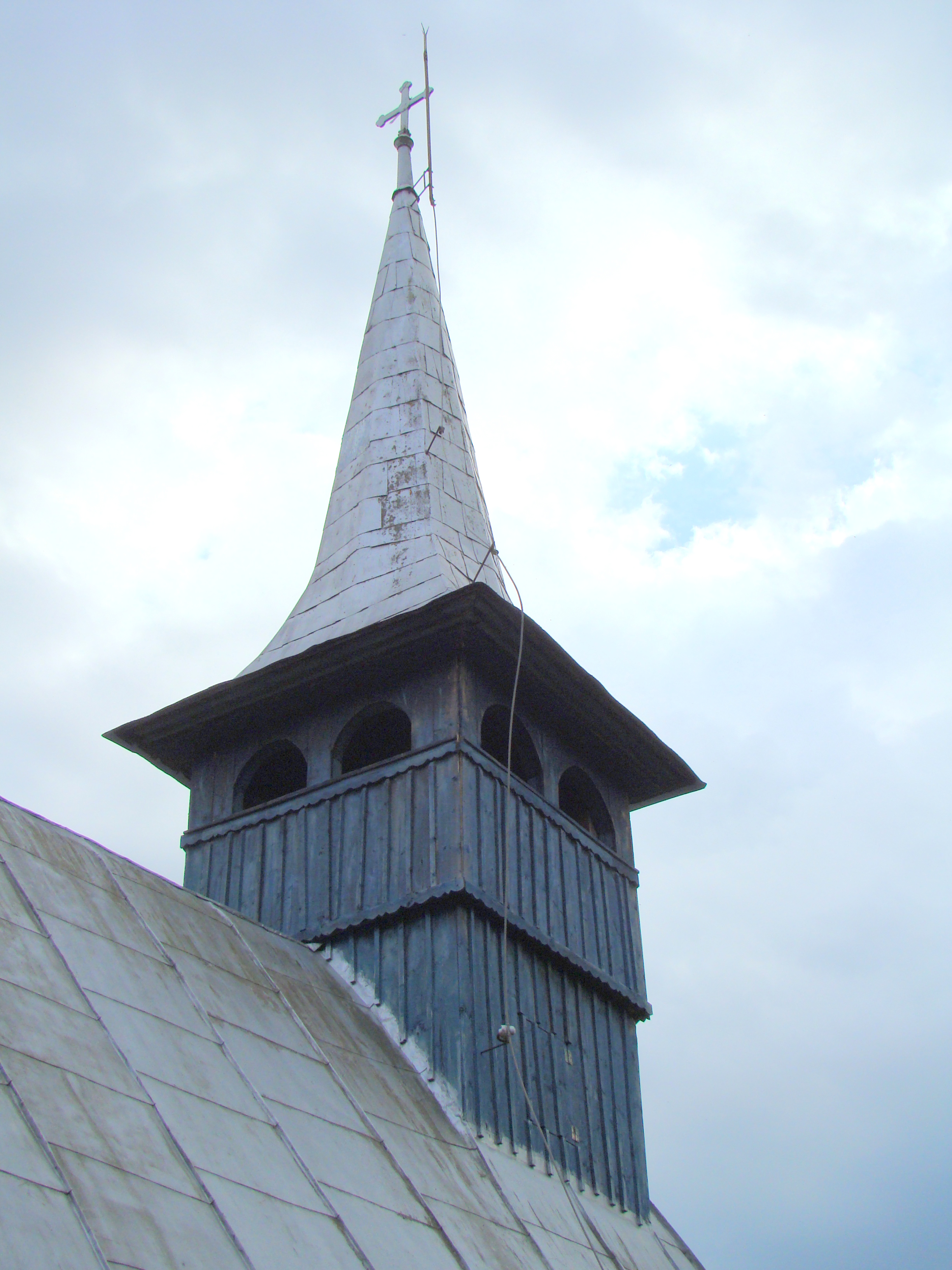
Turnul
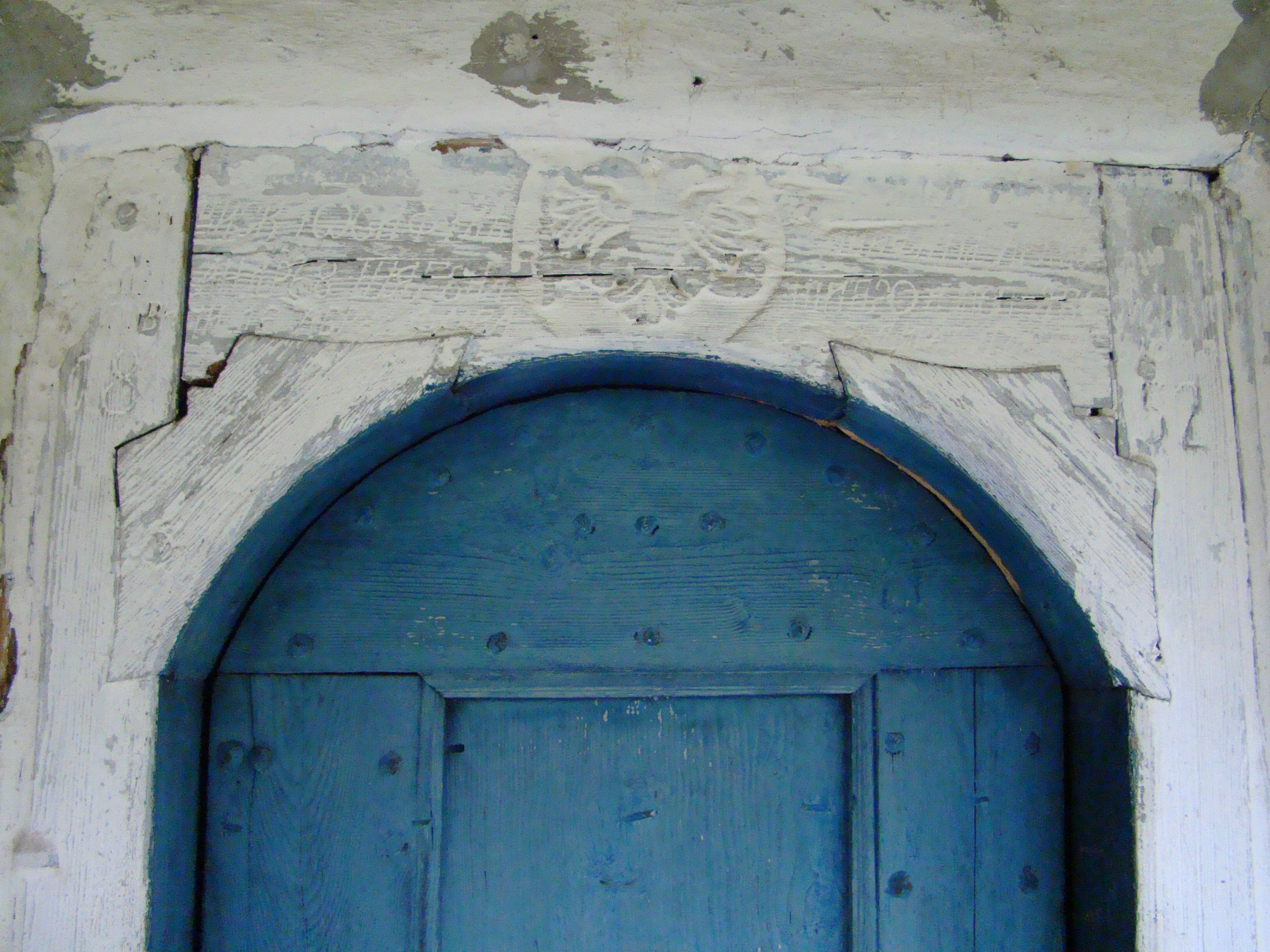
Partea superioară a portalului
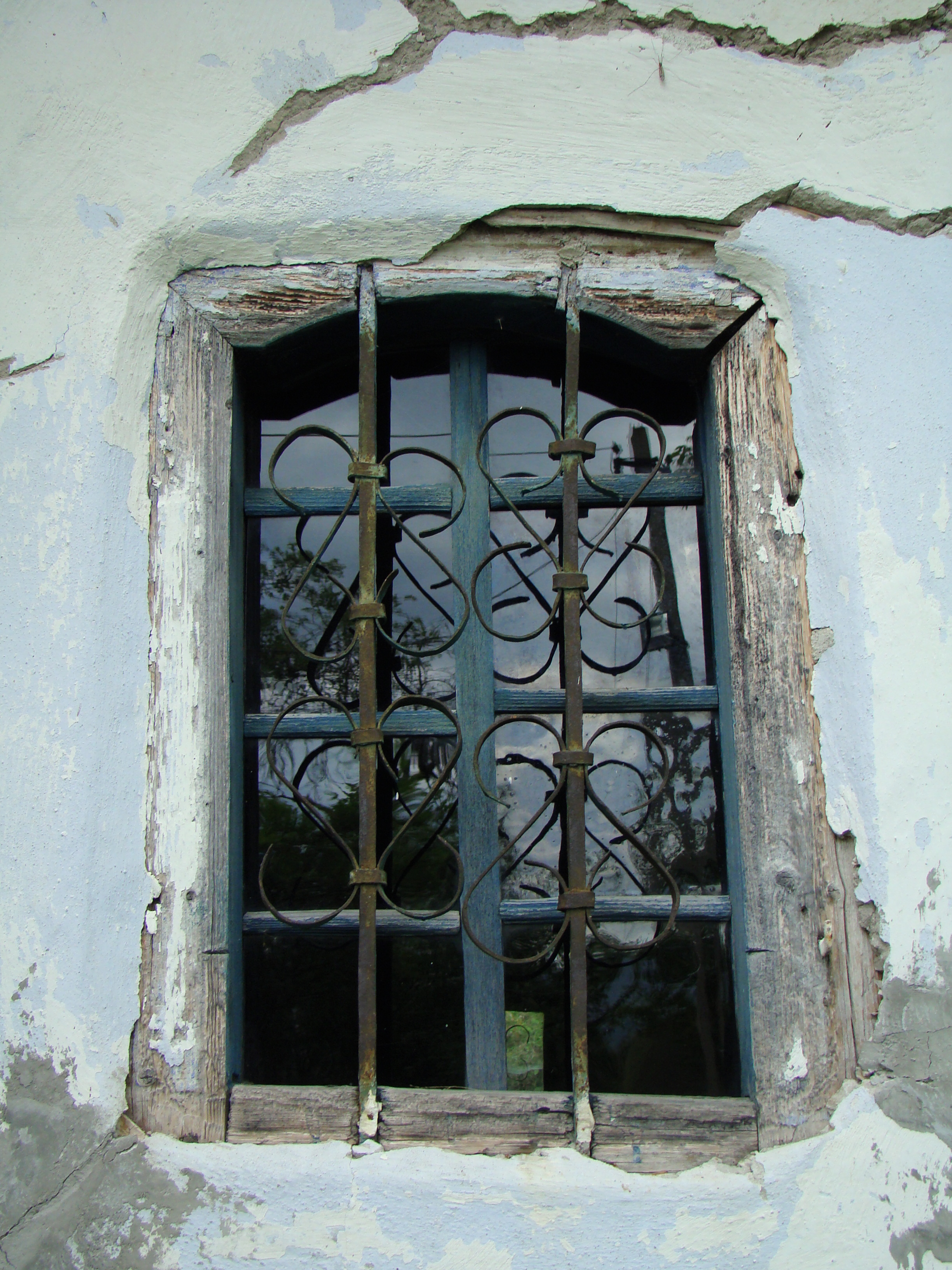
Fereastră
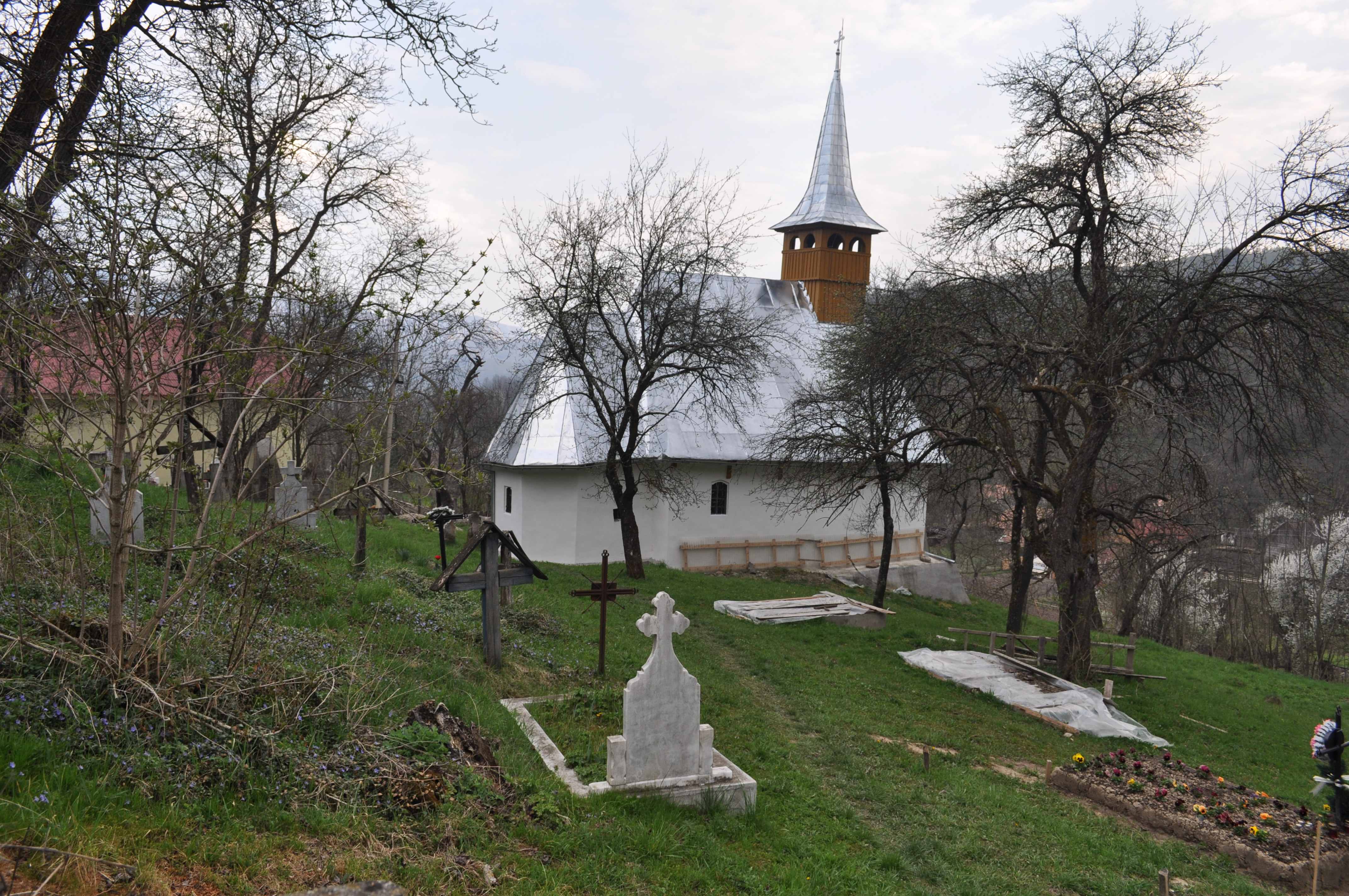
Biserica (nord)
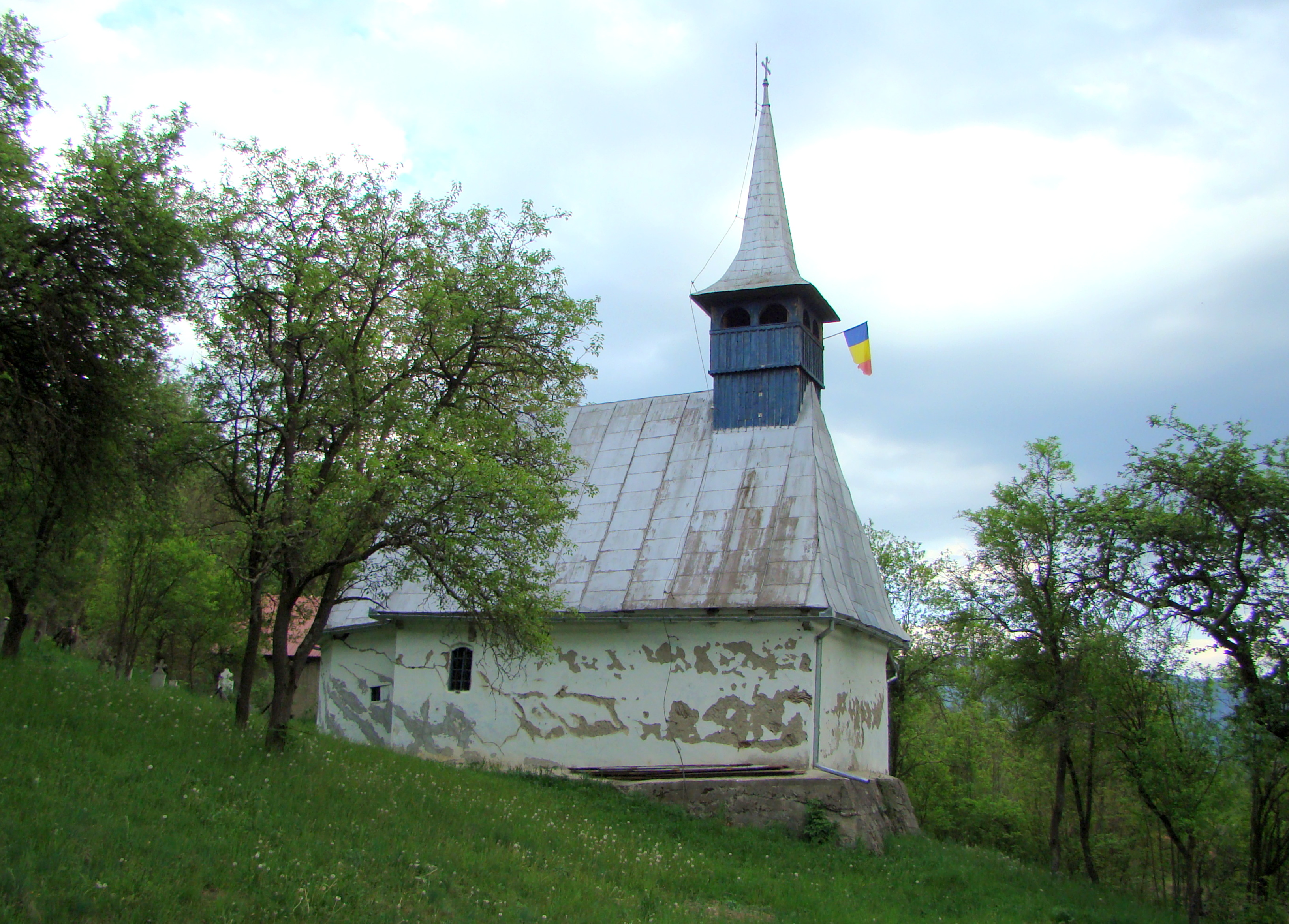
Biserica (nord)
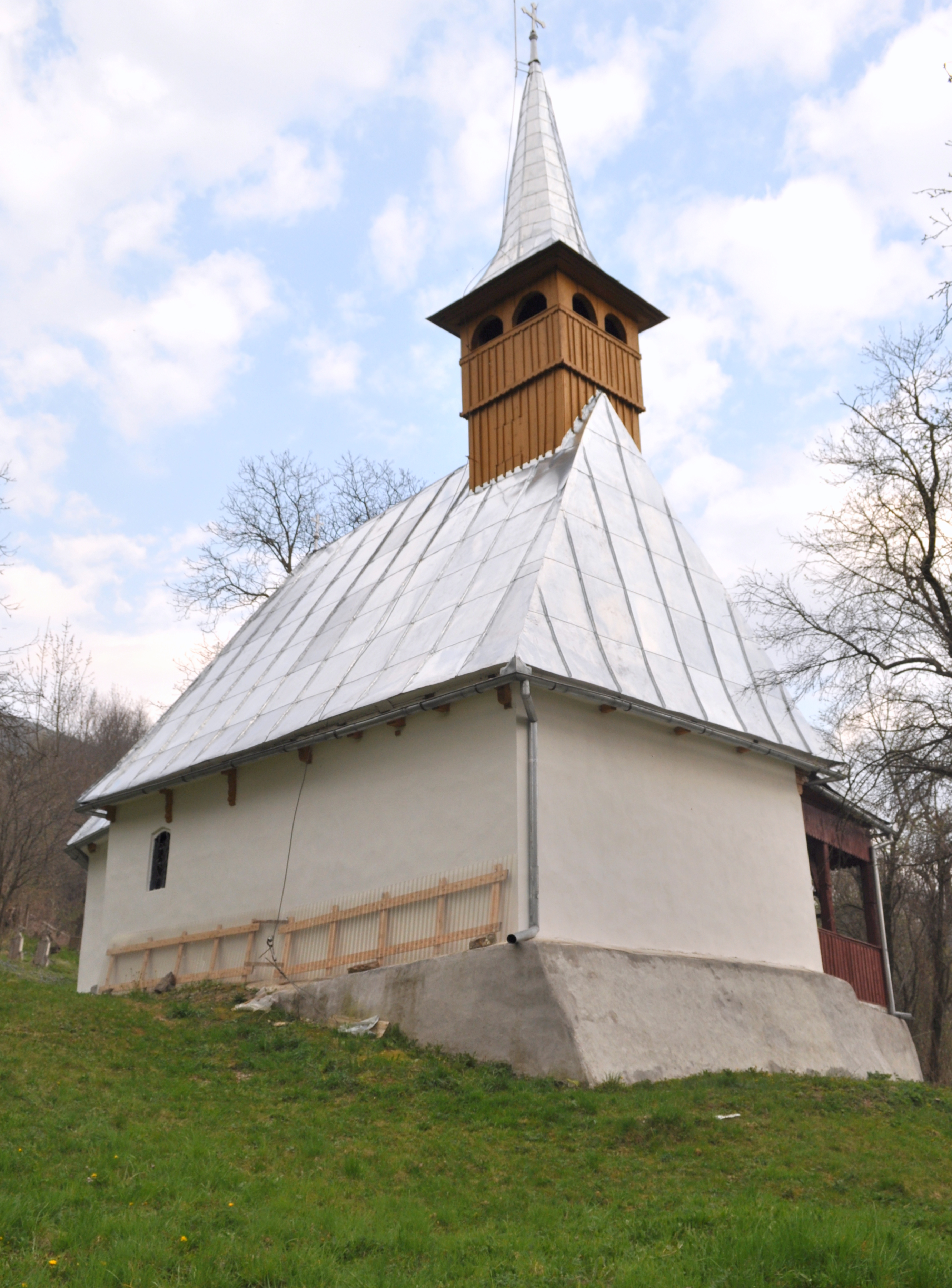
Biserica (nord-vest)
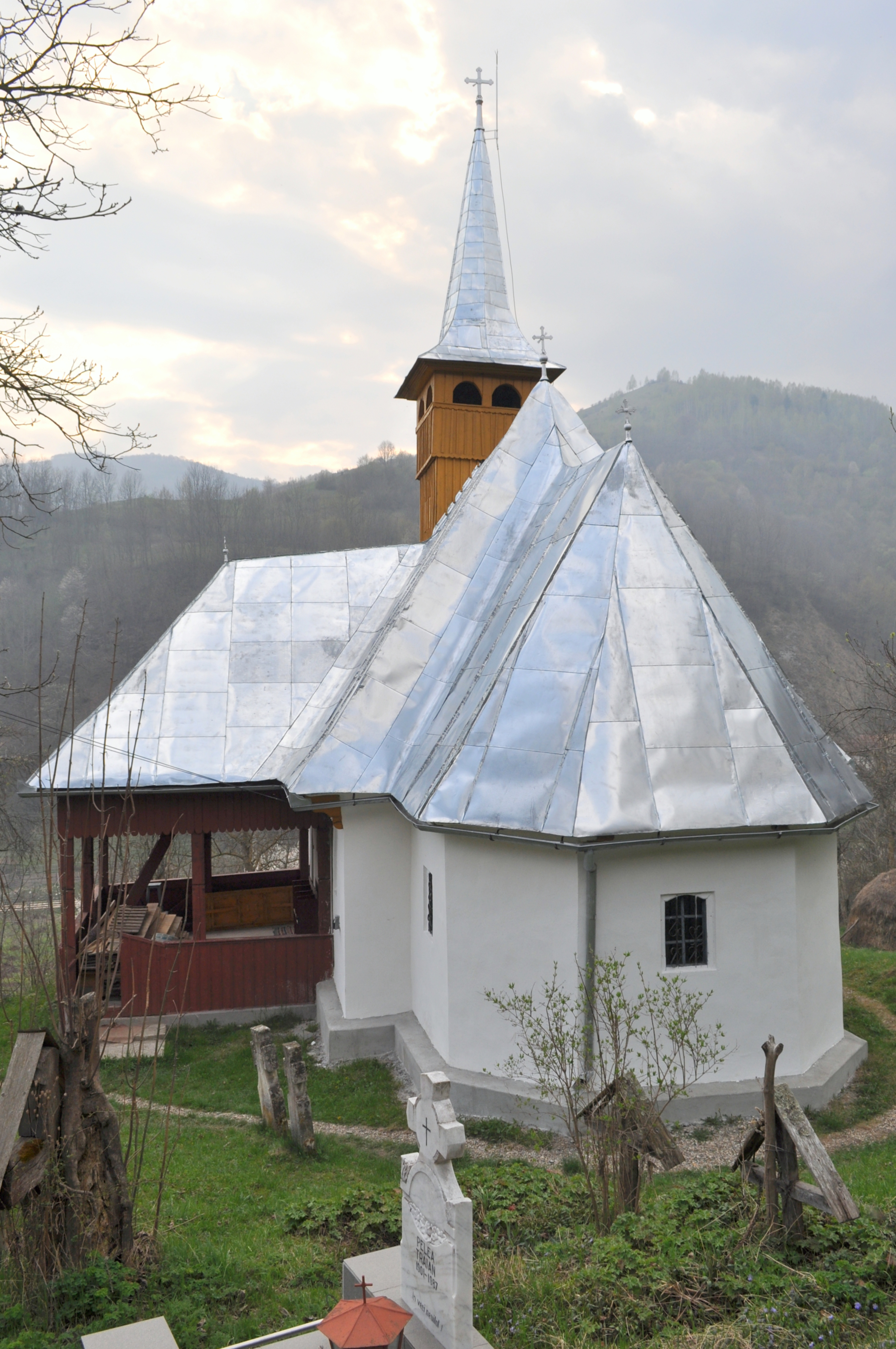
Biserica (est)
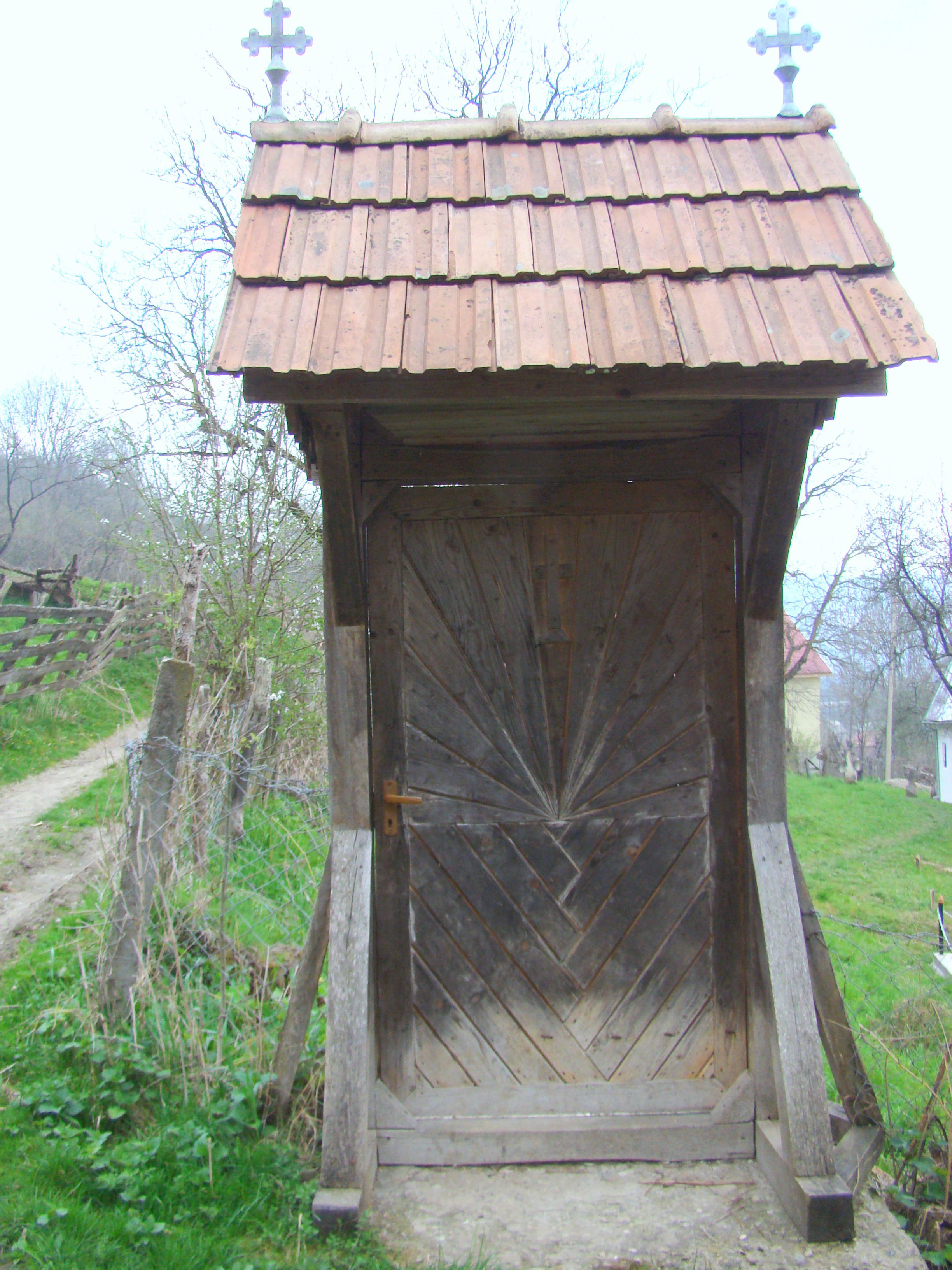
Portița de acces în curtea bisericii
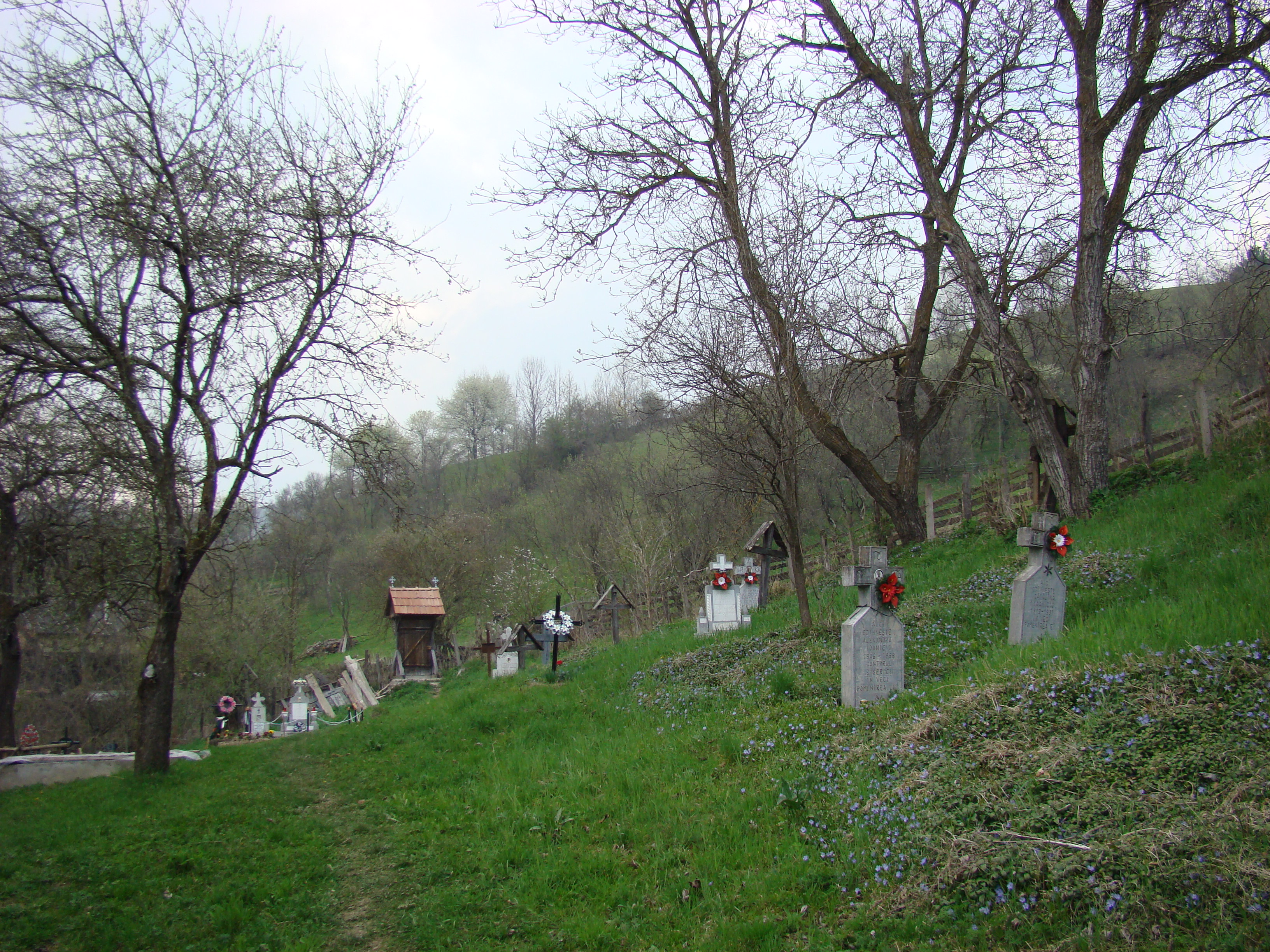
Împrejurimi
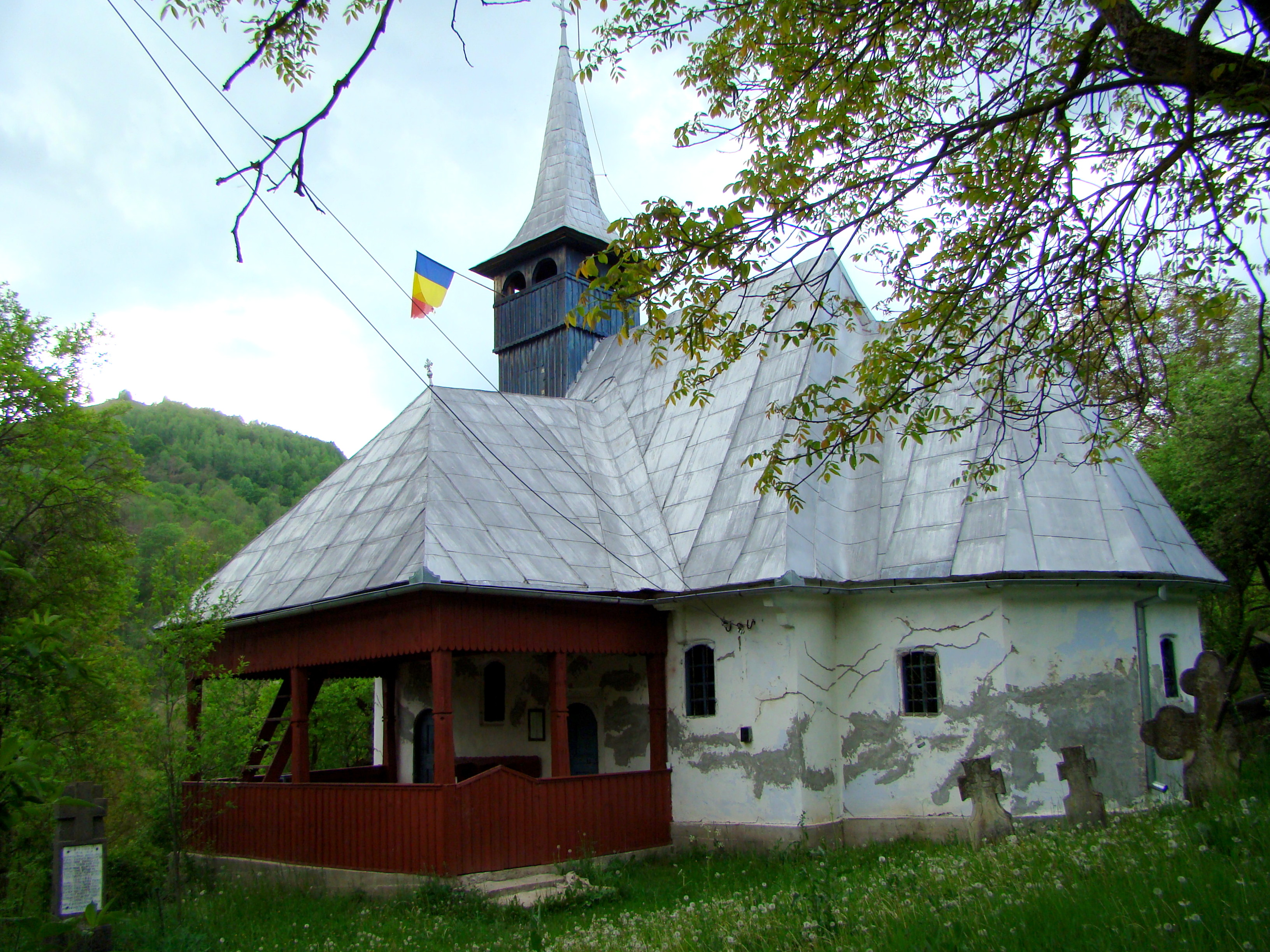
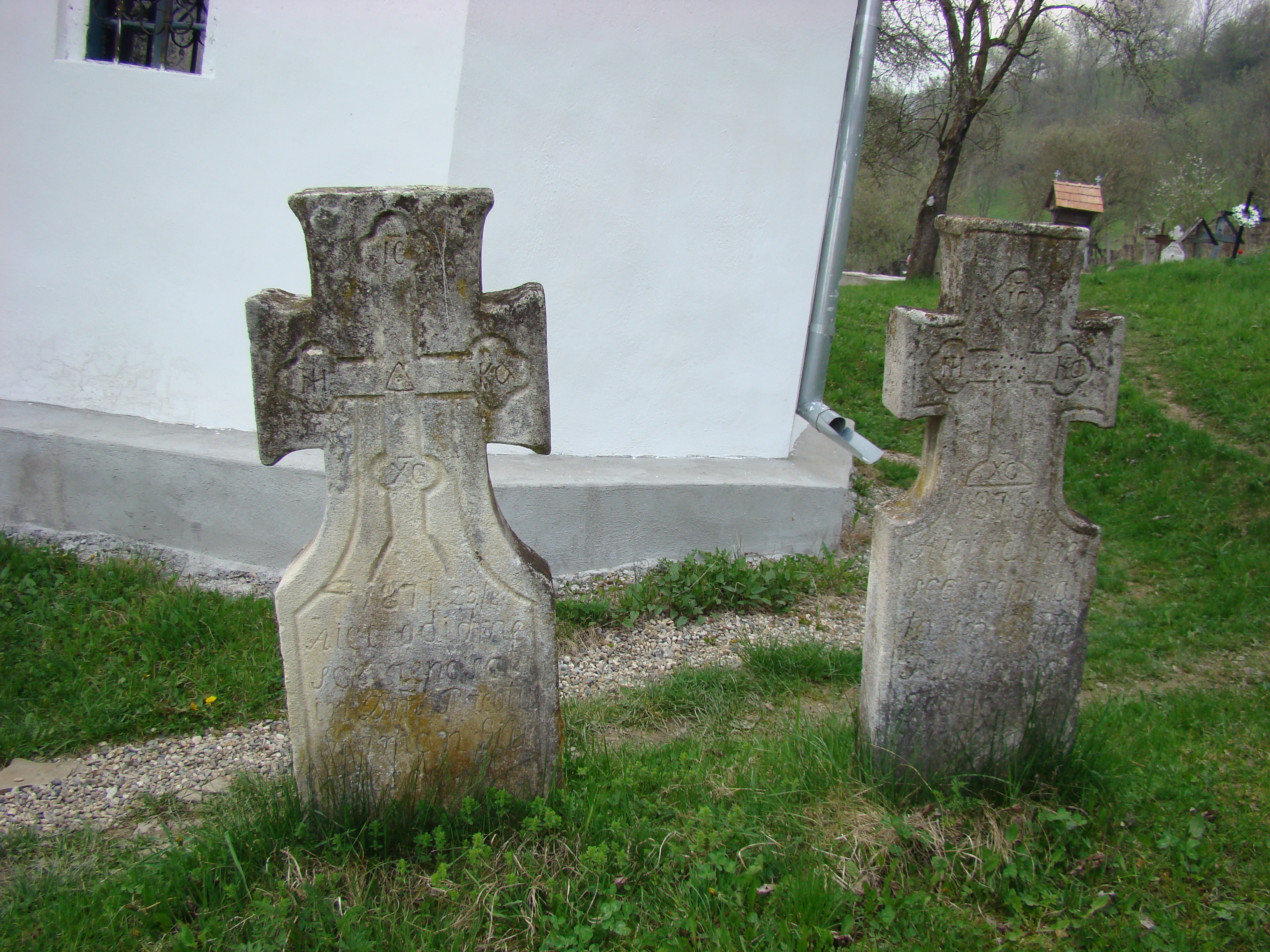
Cruci vechi de piatră
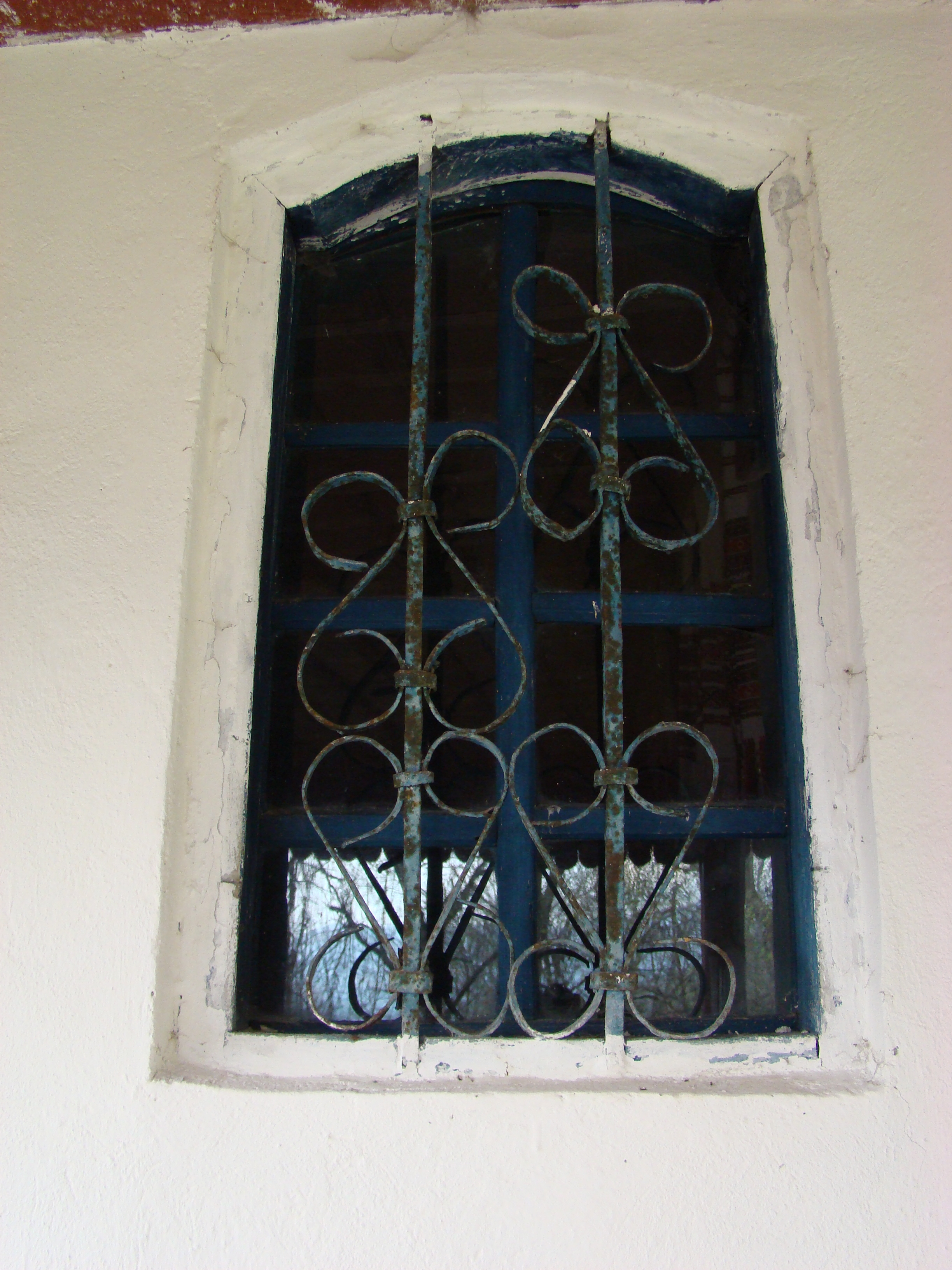
Fereastră
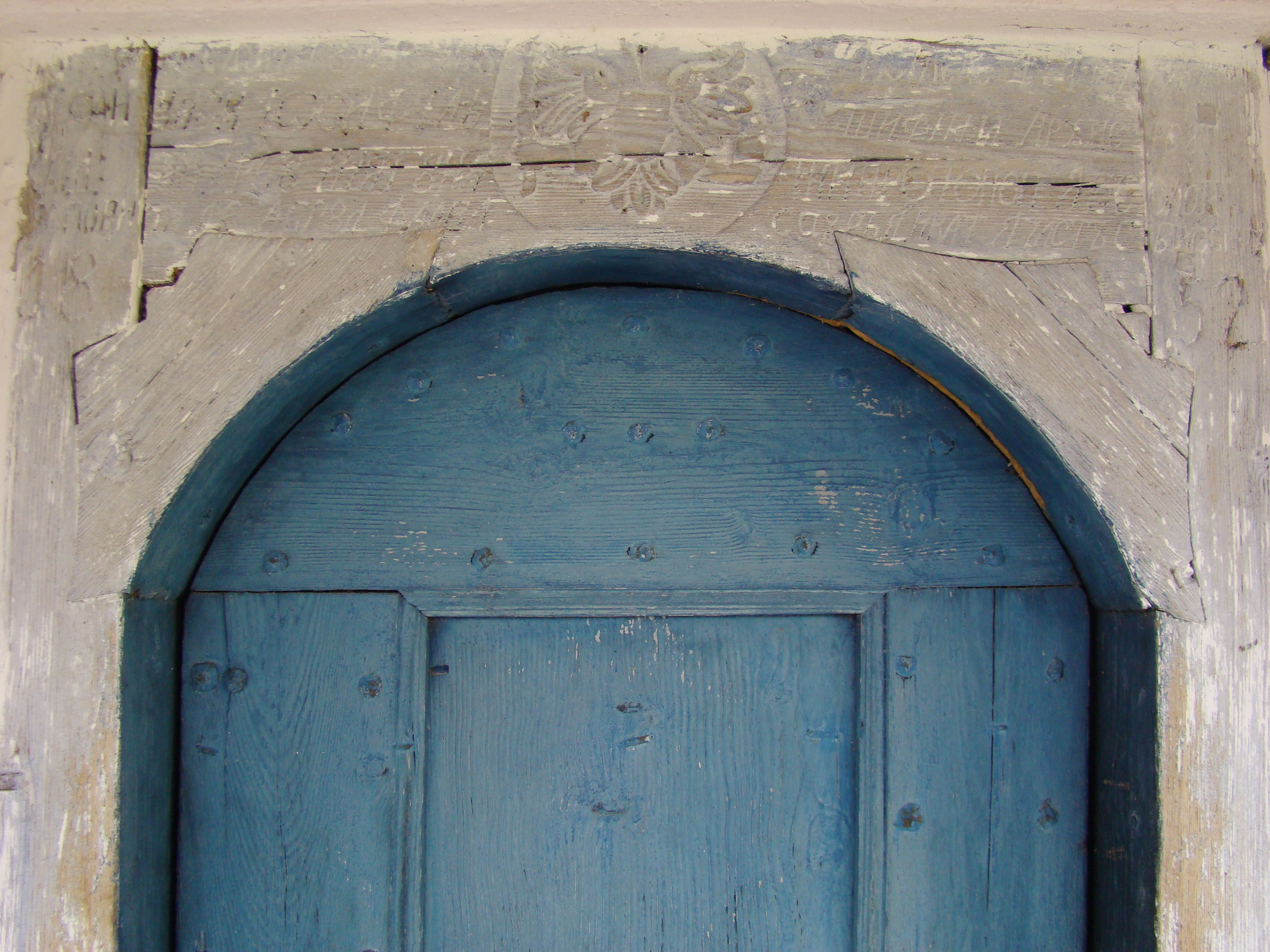
Portalul exterior (detaliu)
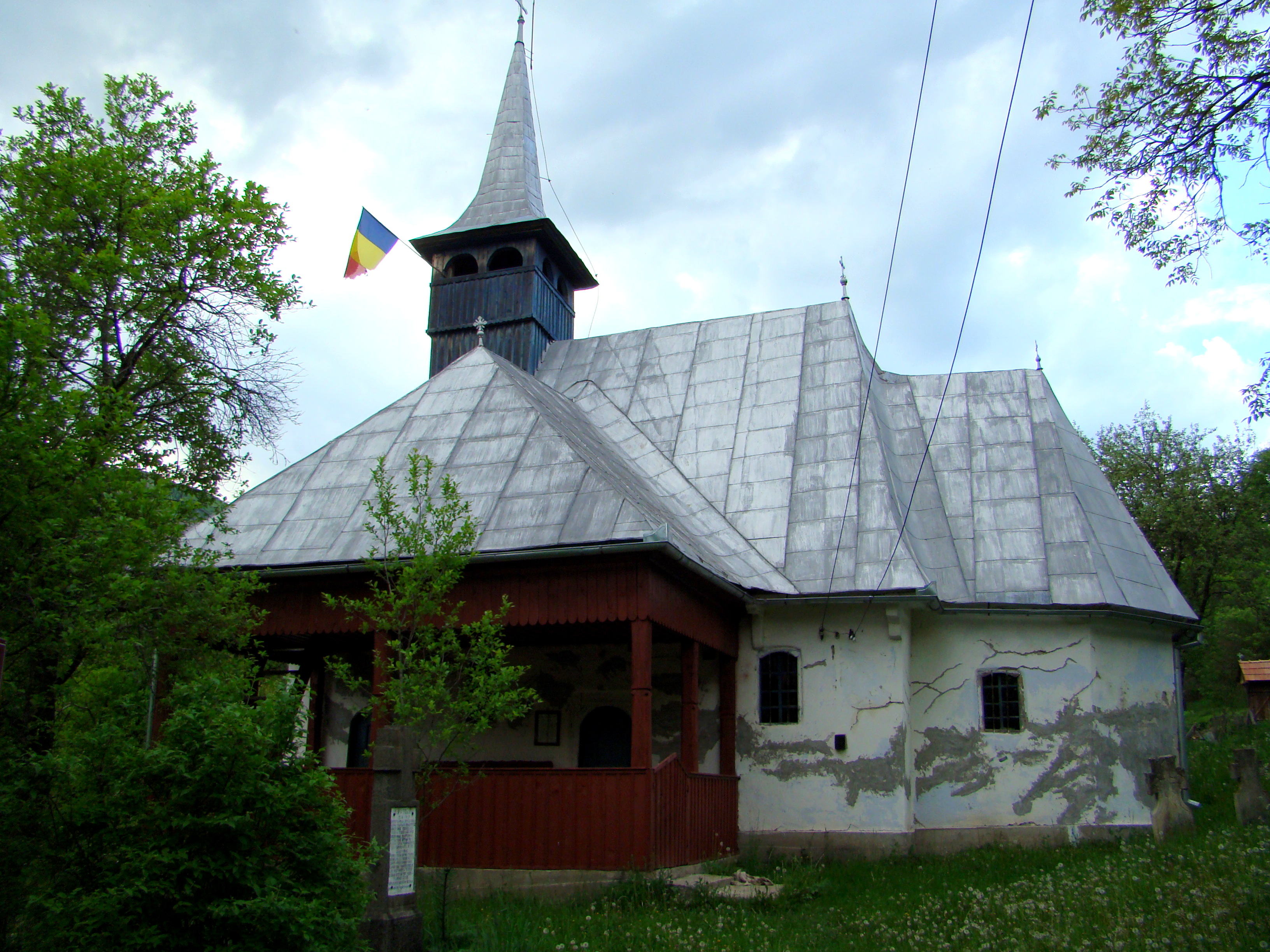
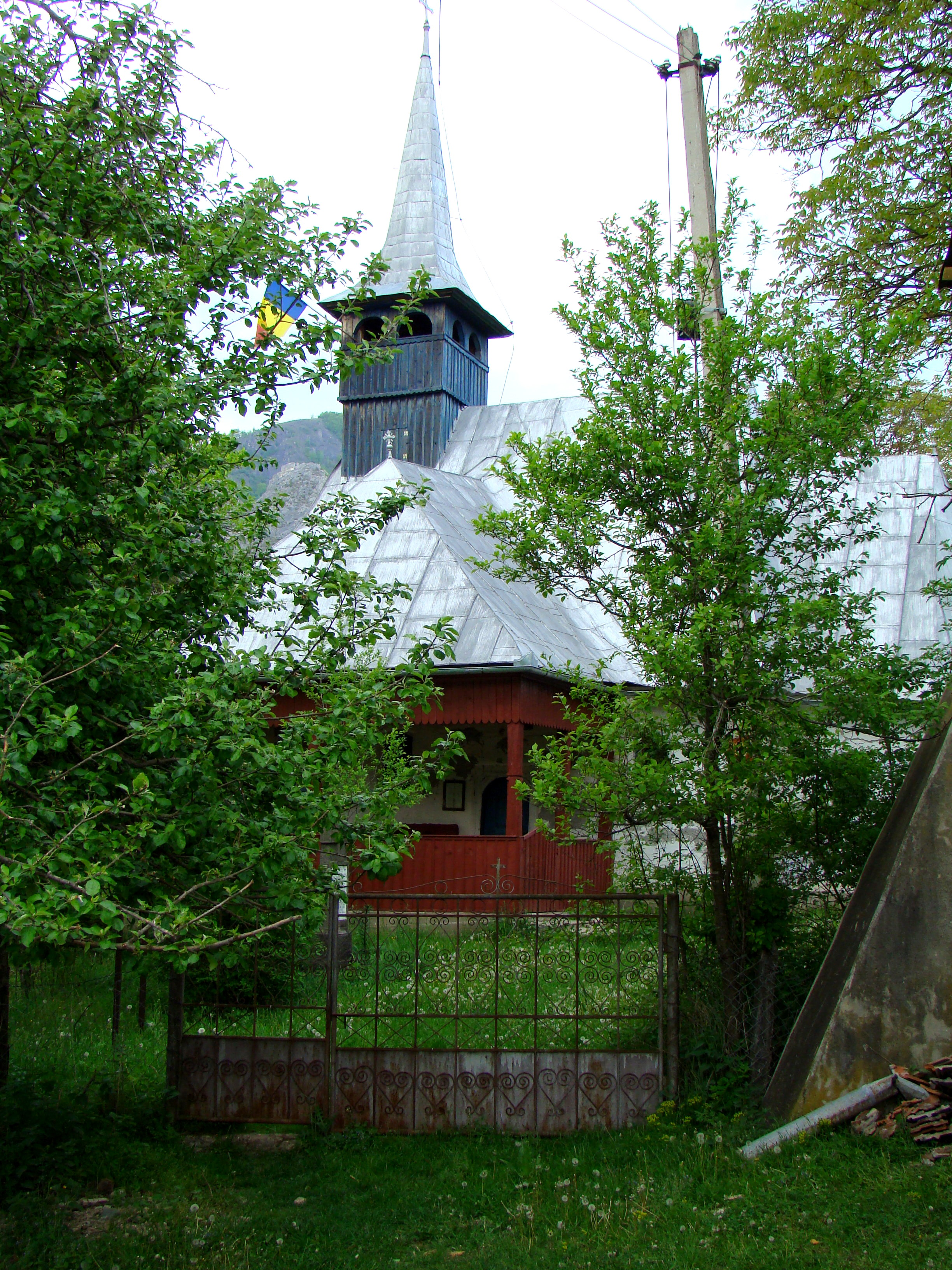
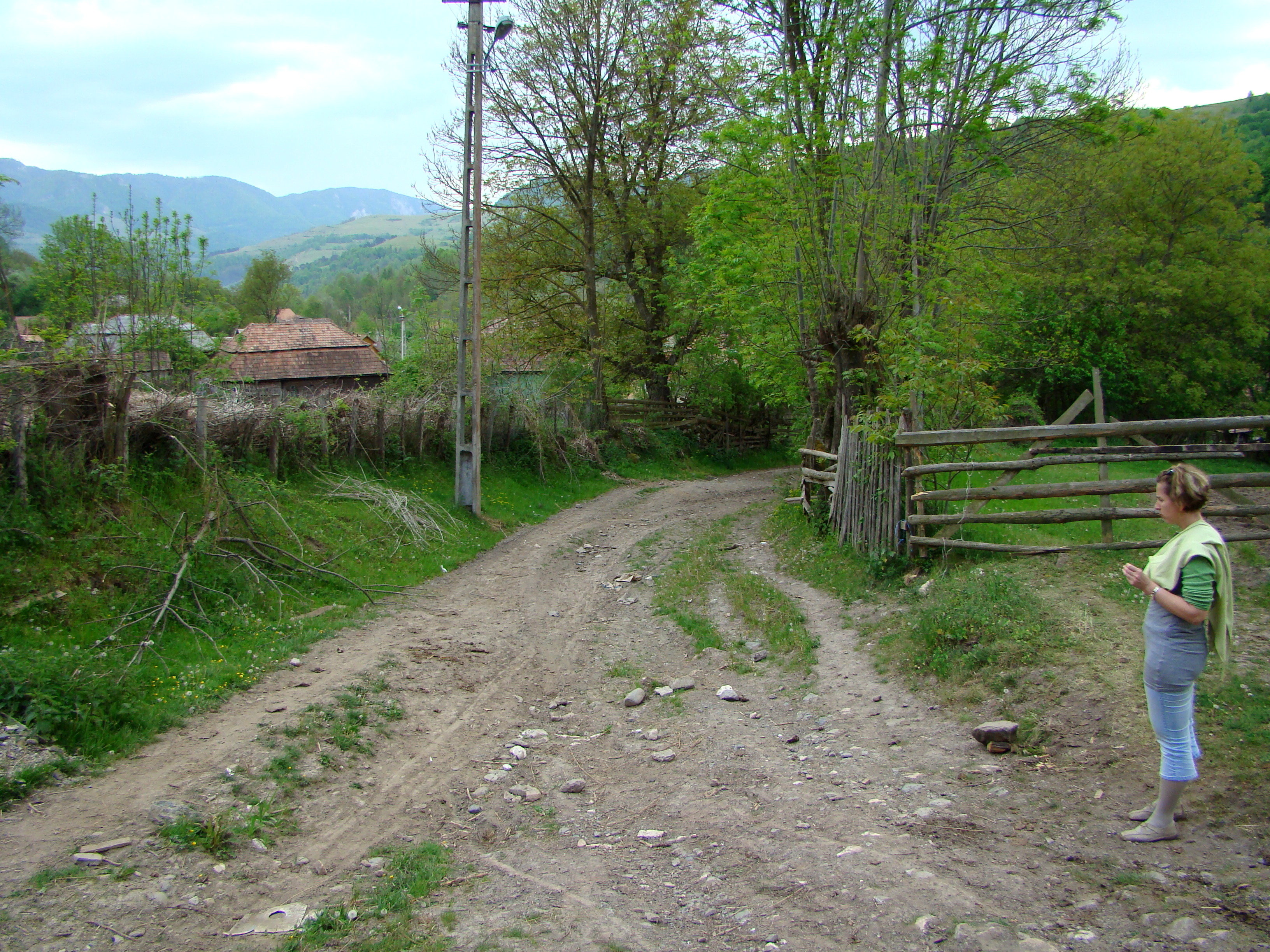
Drumul spre biserică
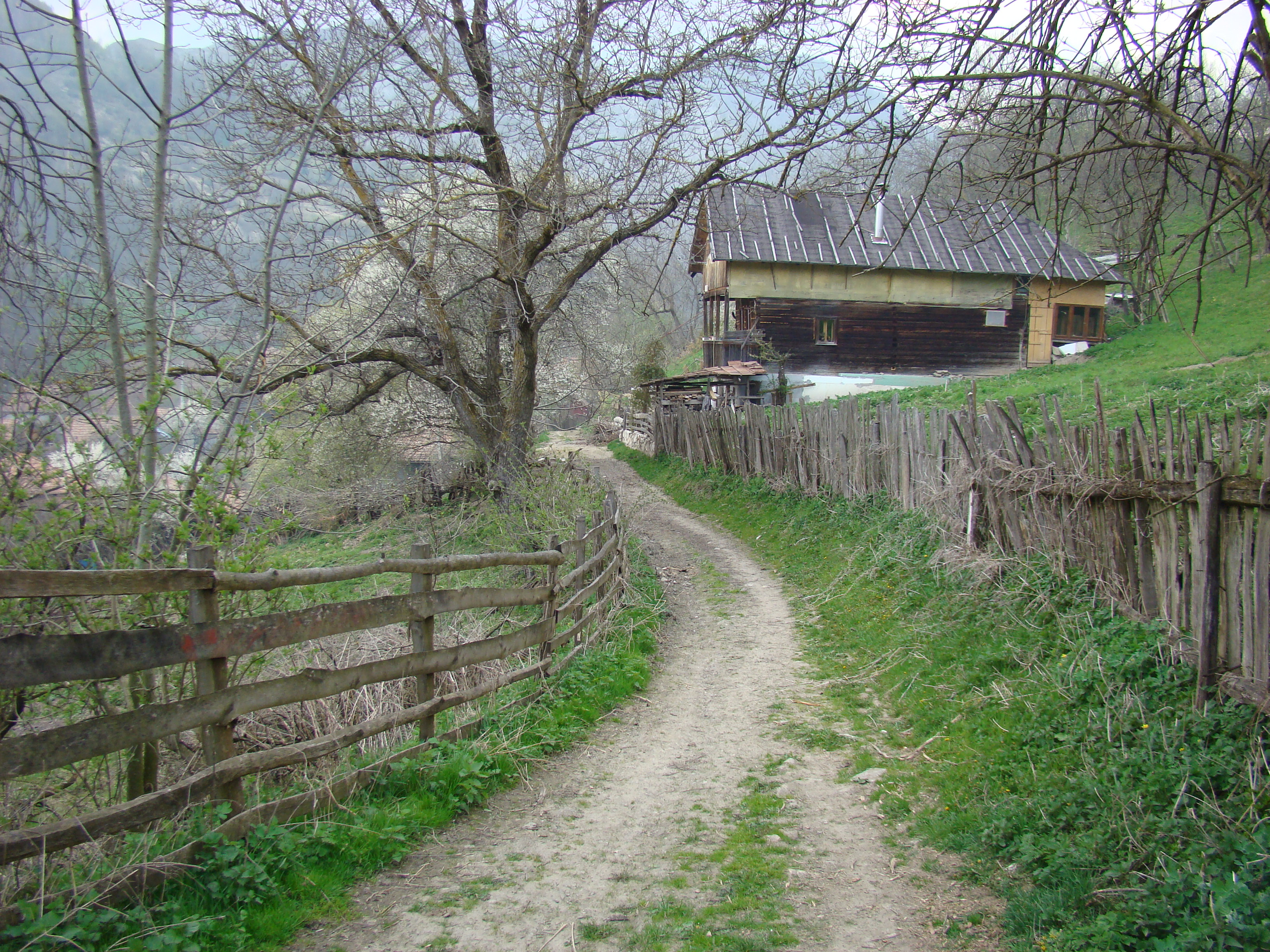
Drumul spre biserică

## Imagini din interior

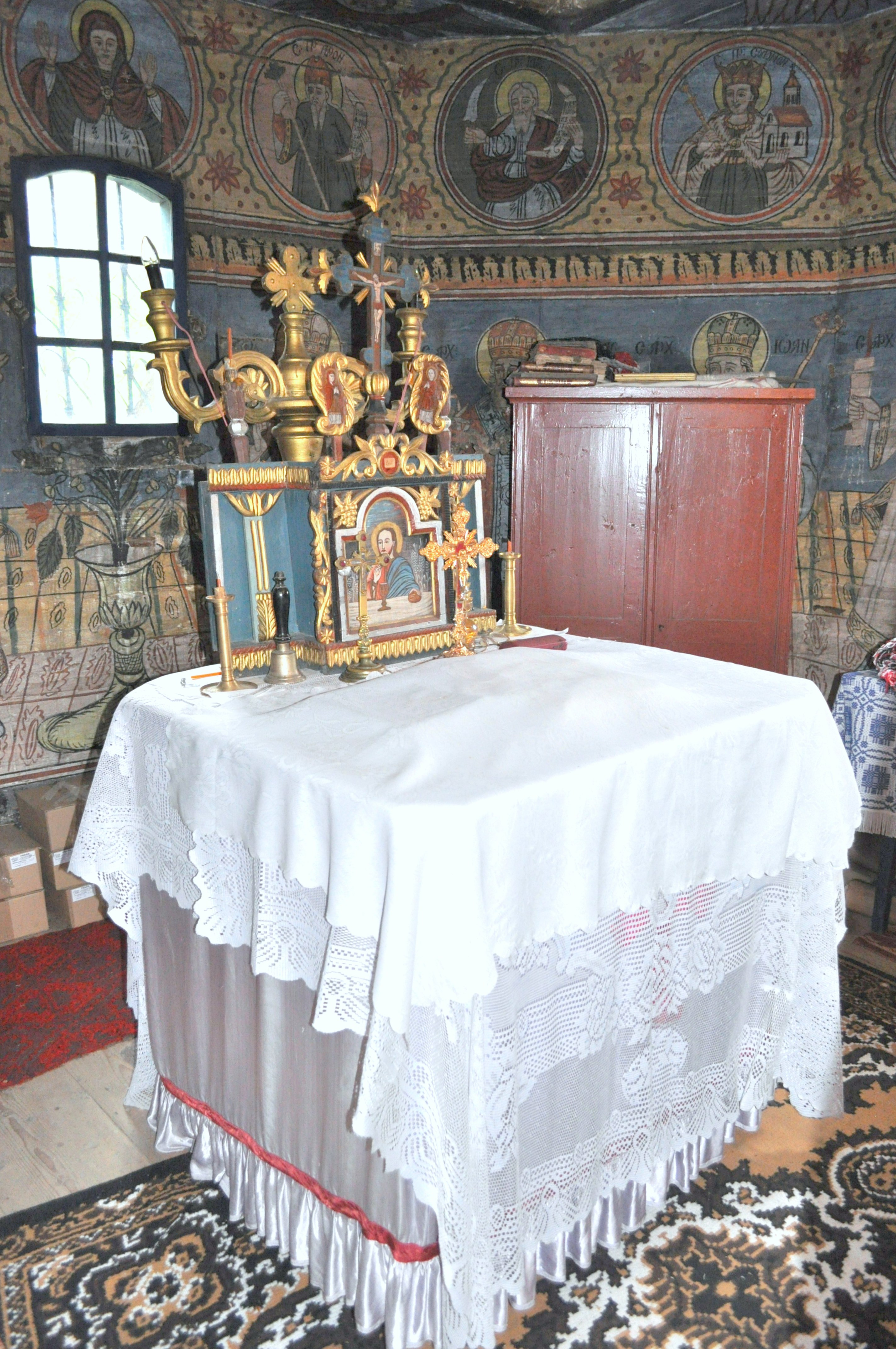
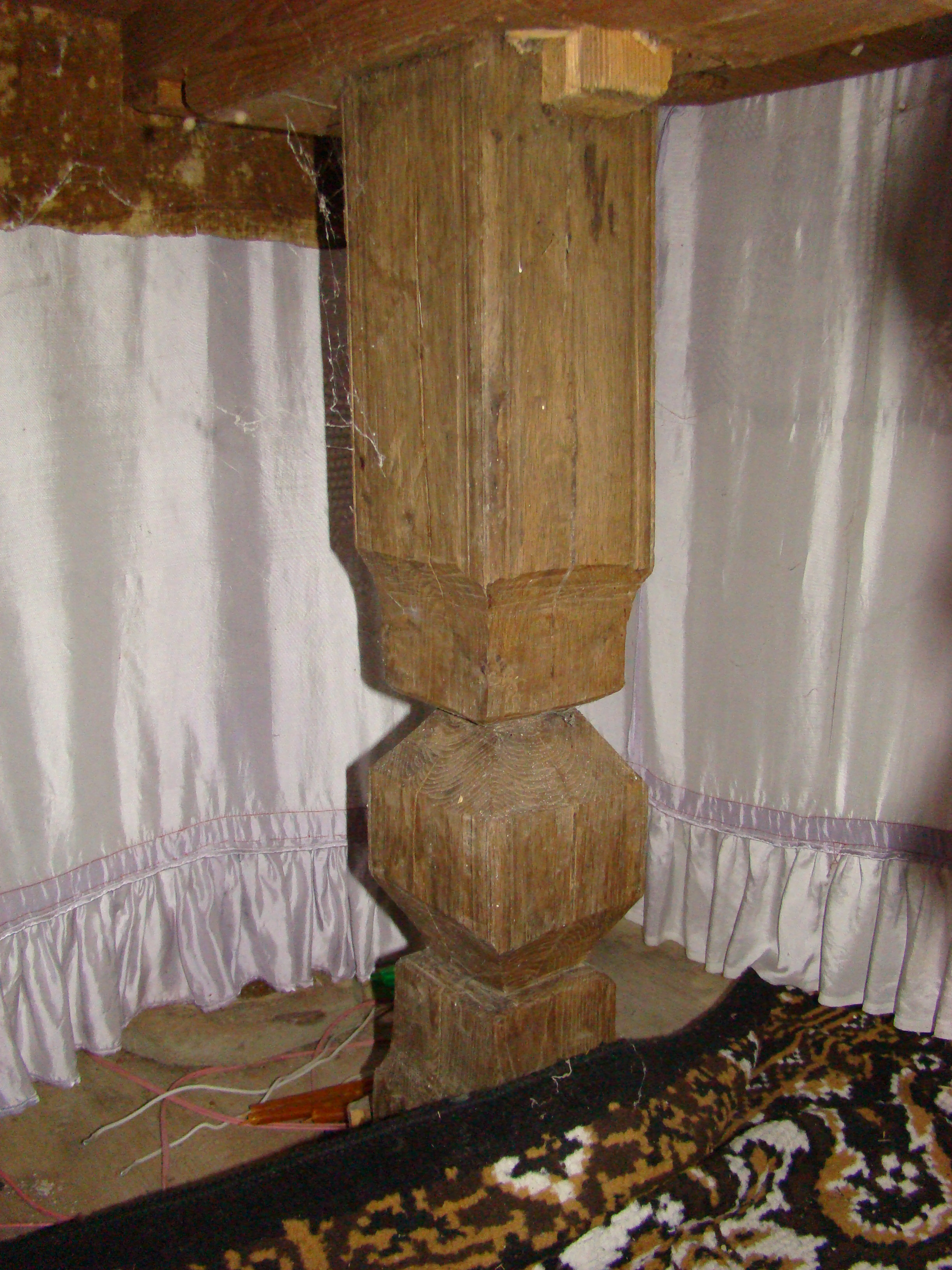
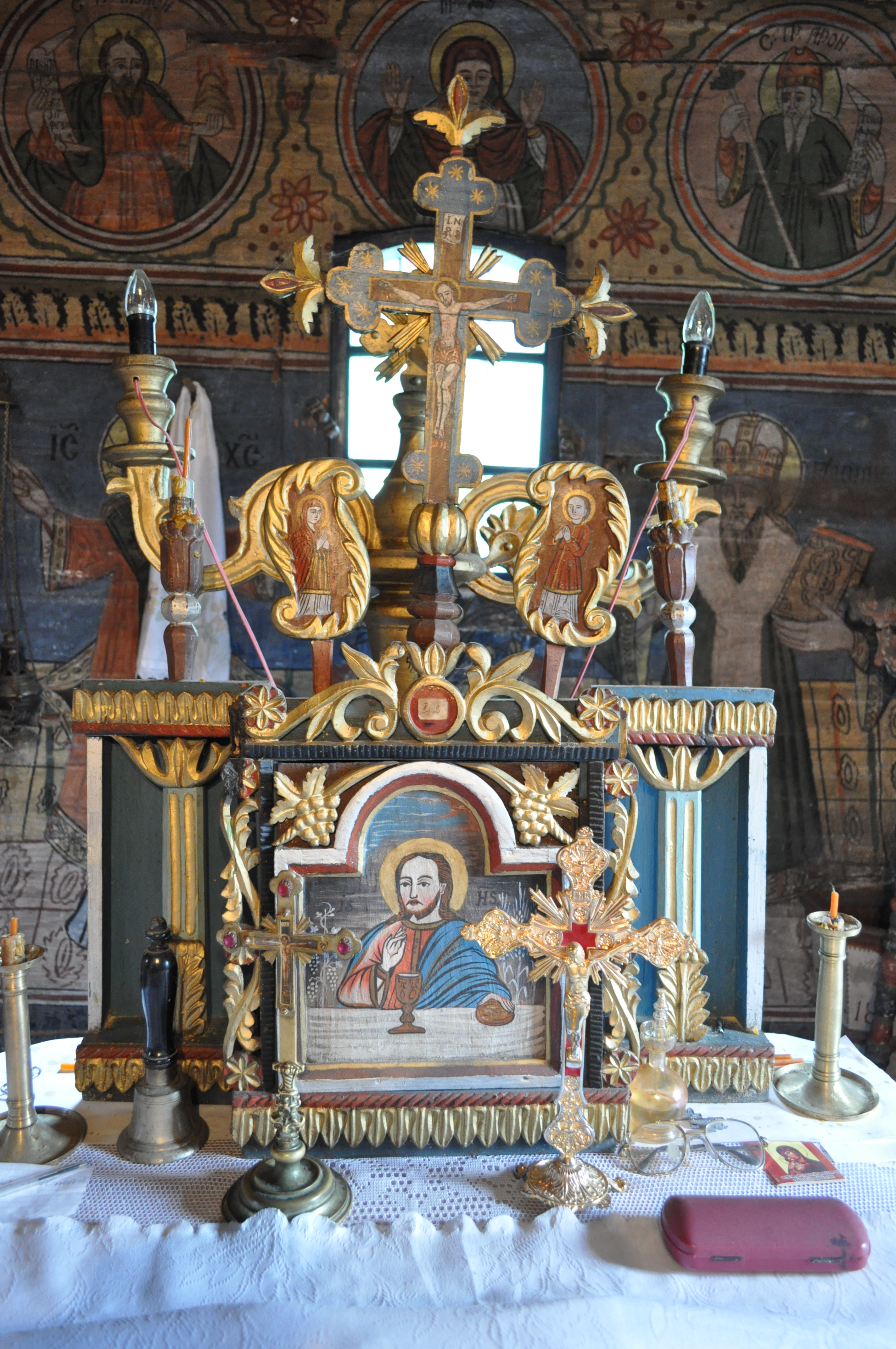
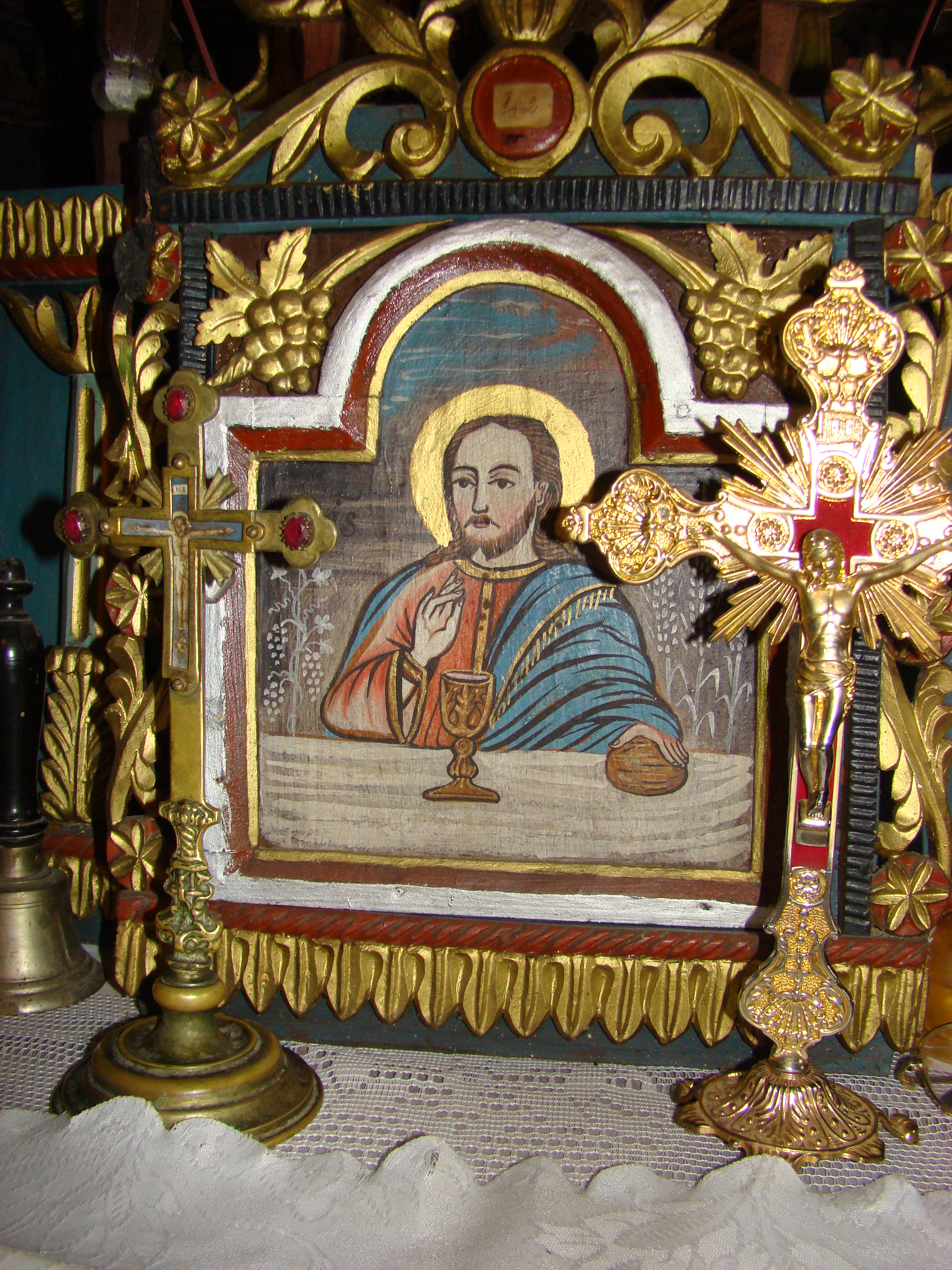
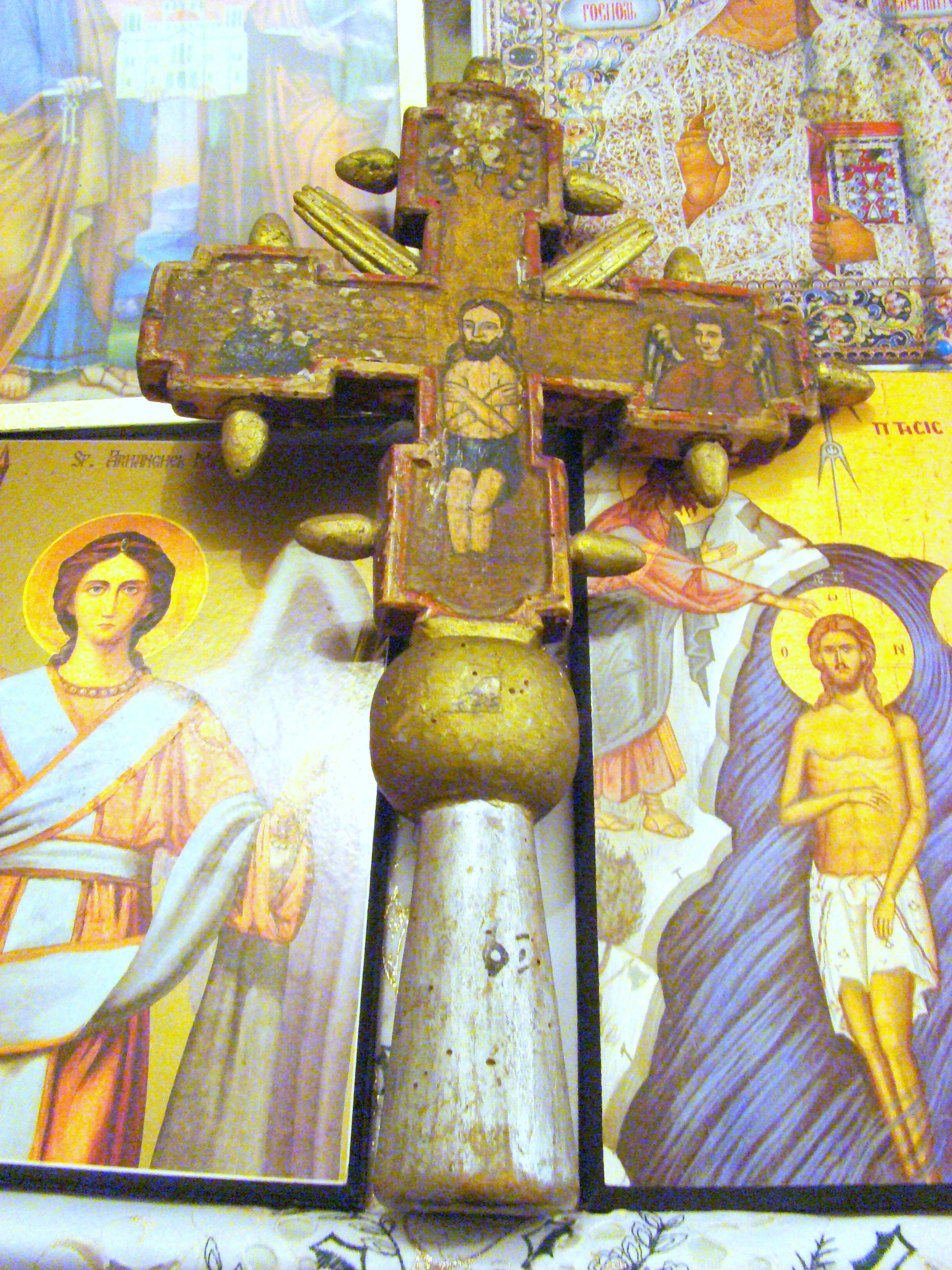
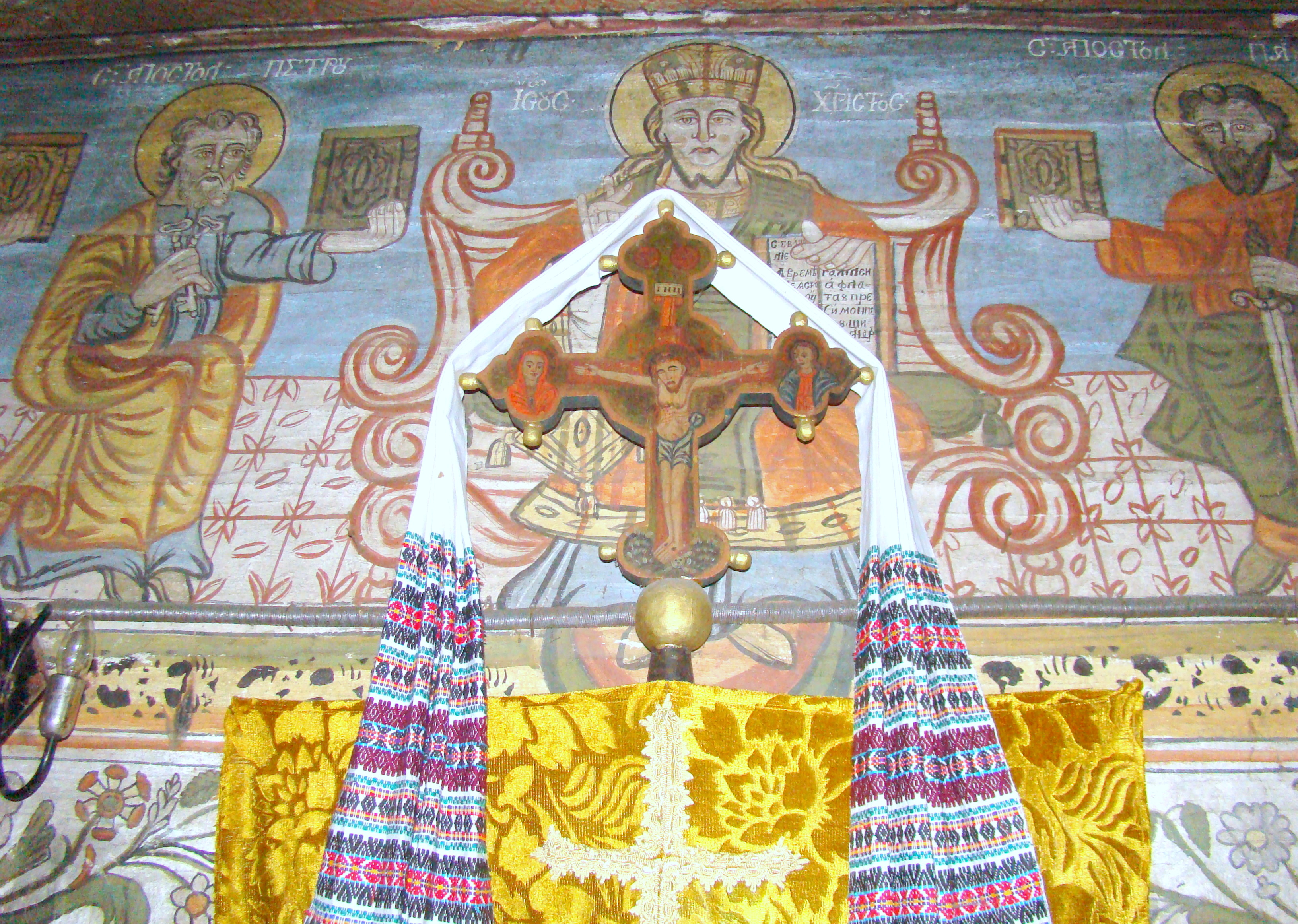
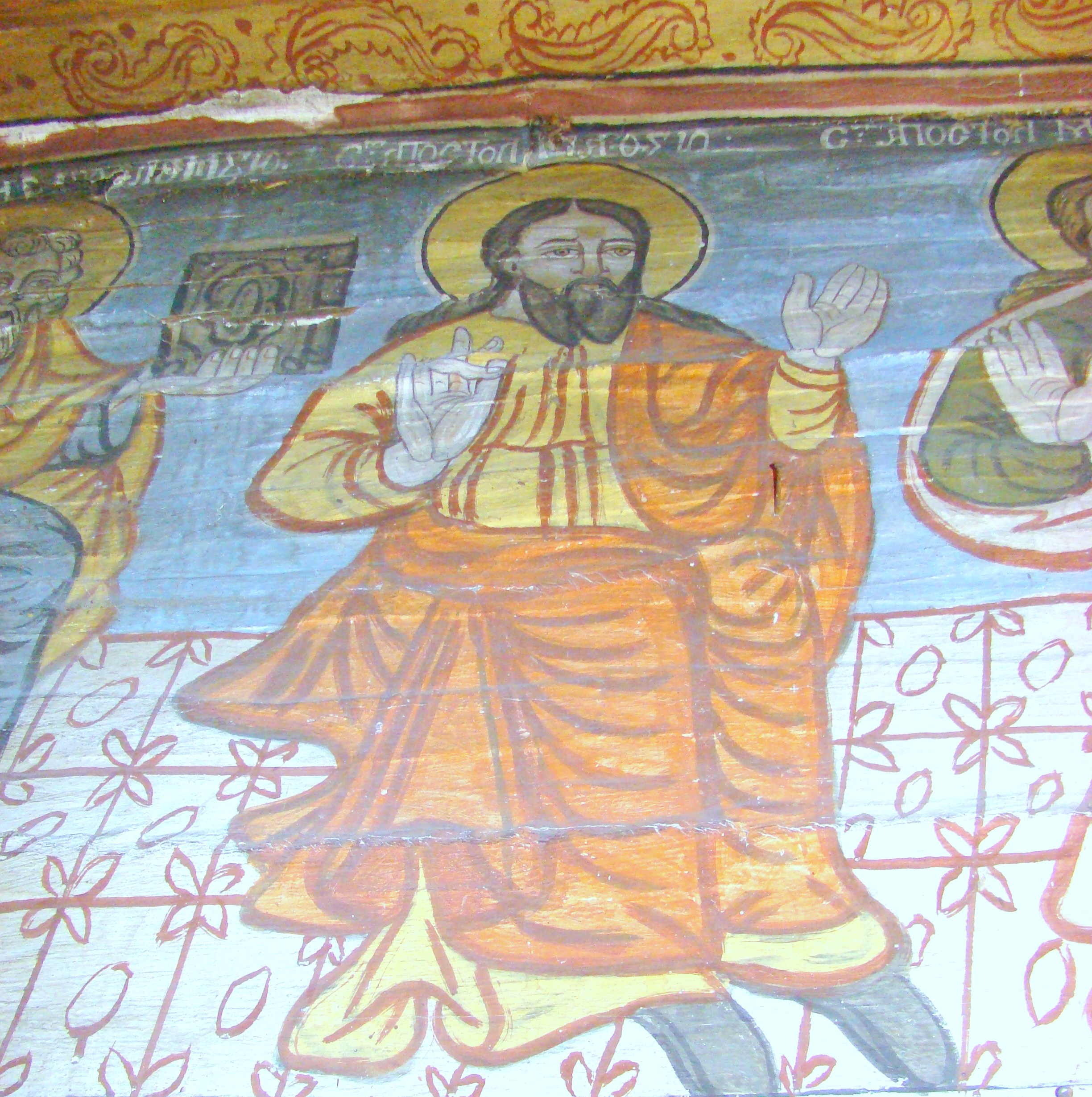
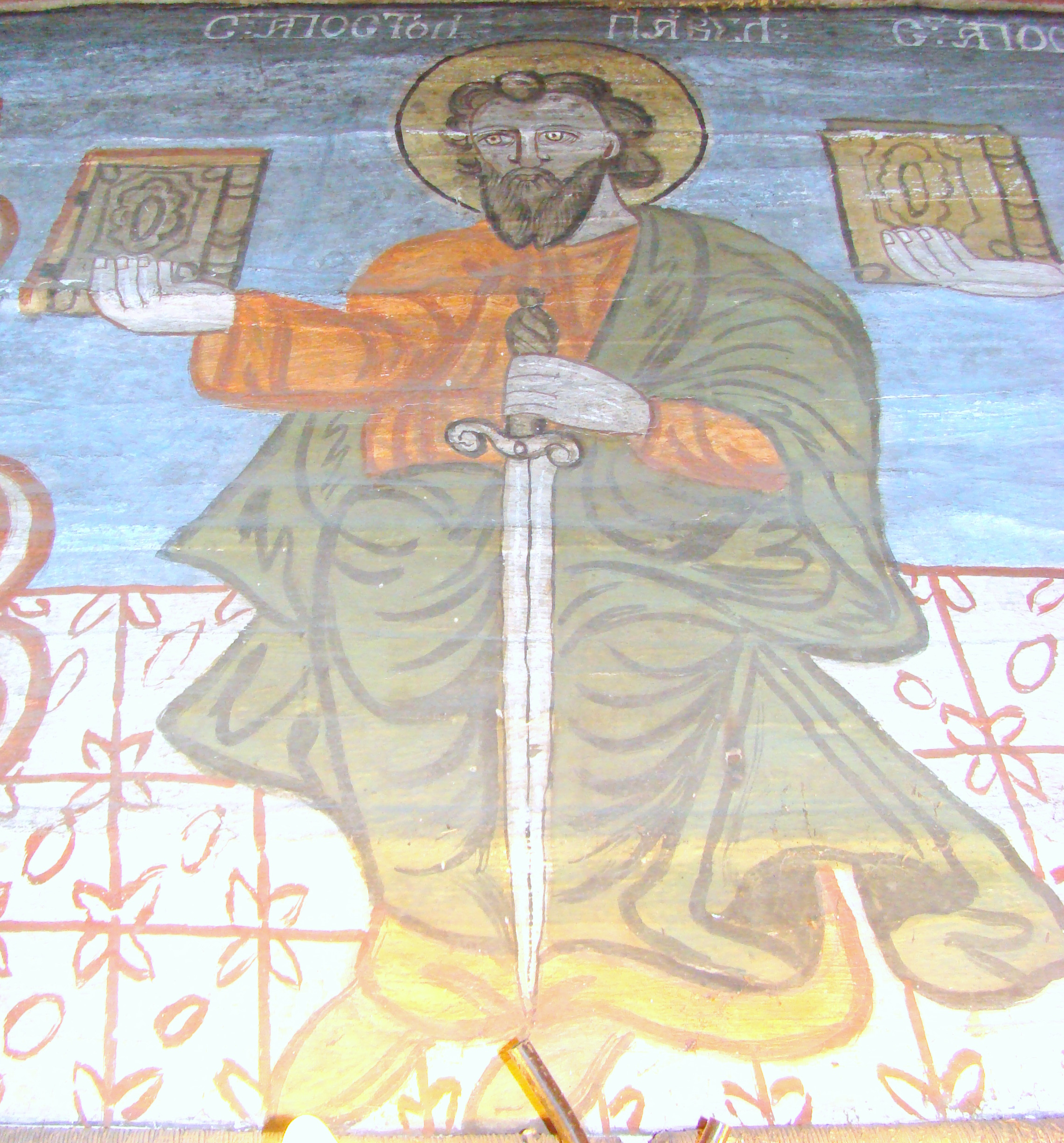
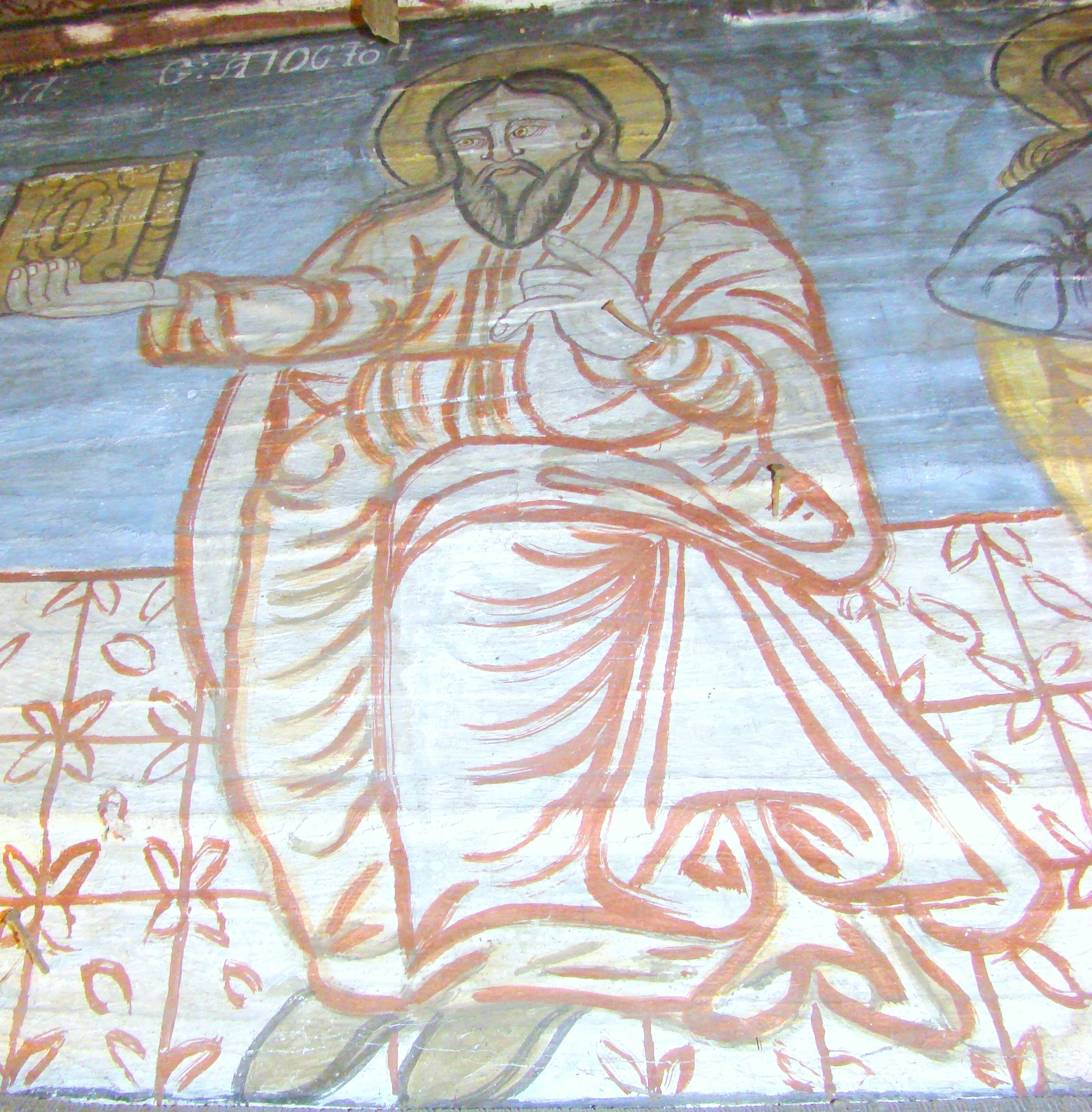
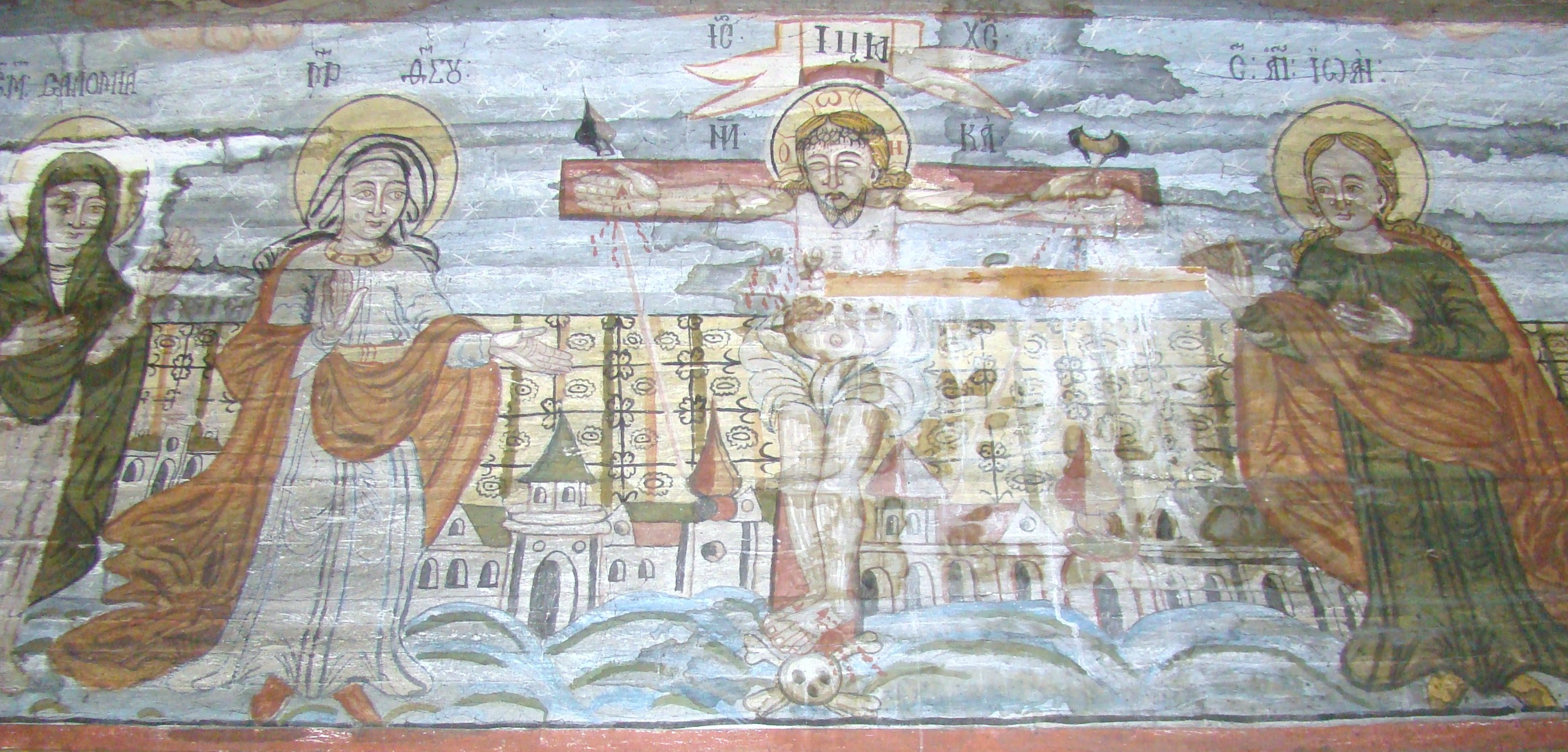
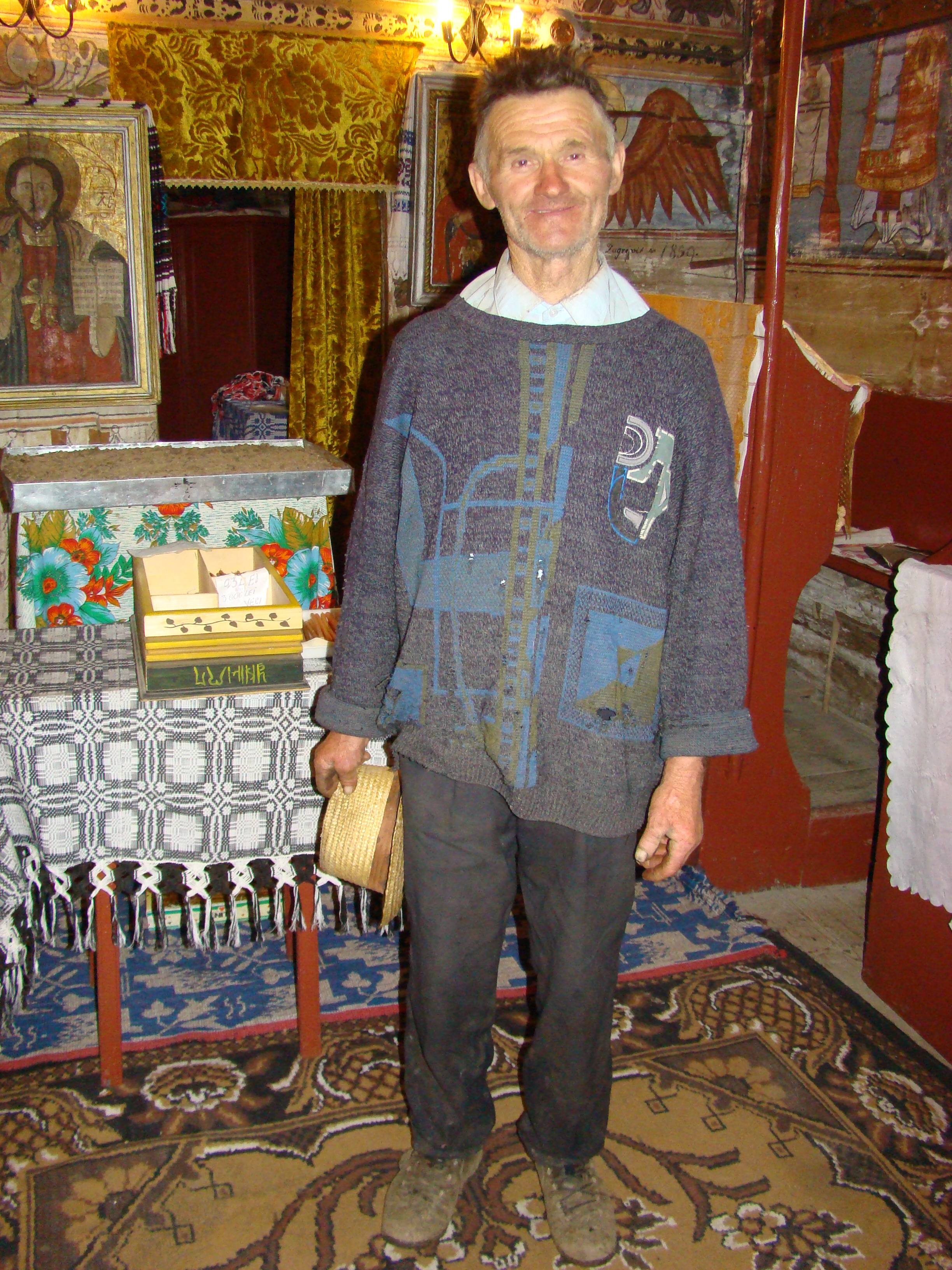
crâsnicul Giurgiu Petru
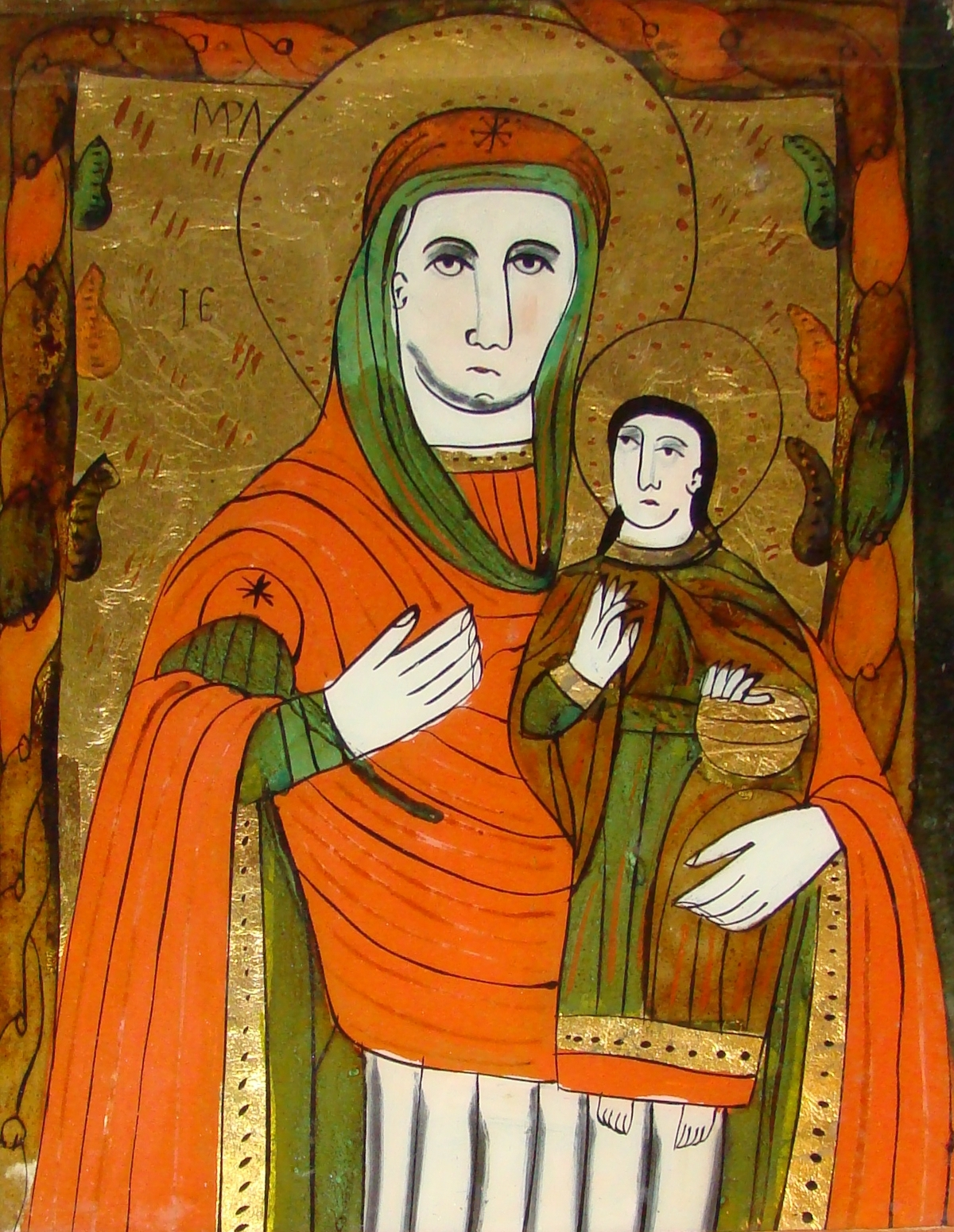
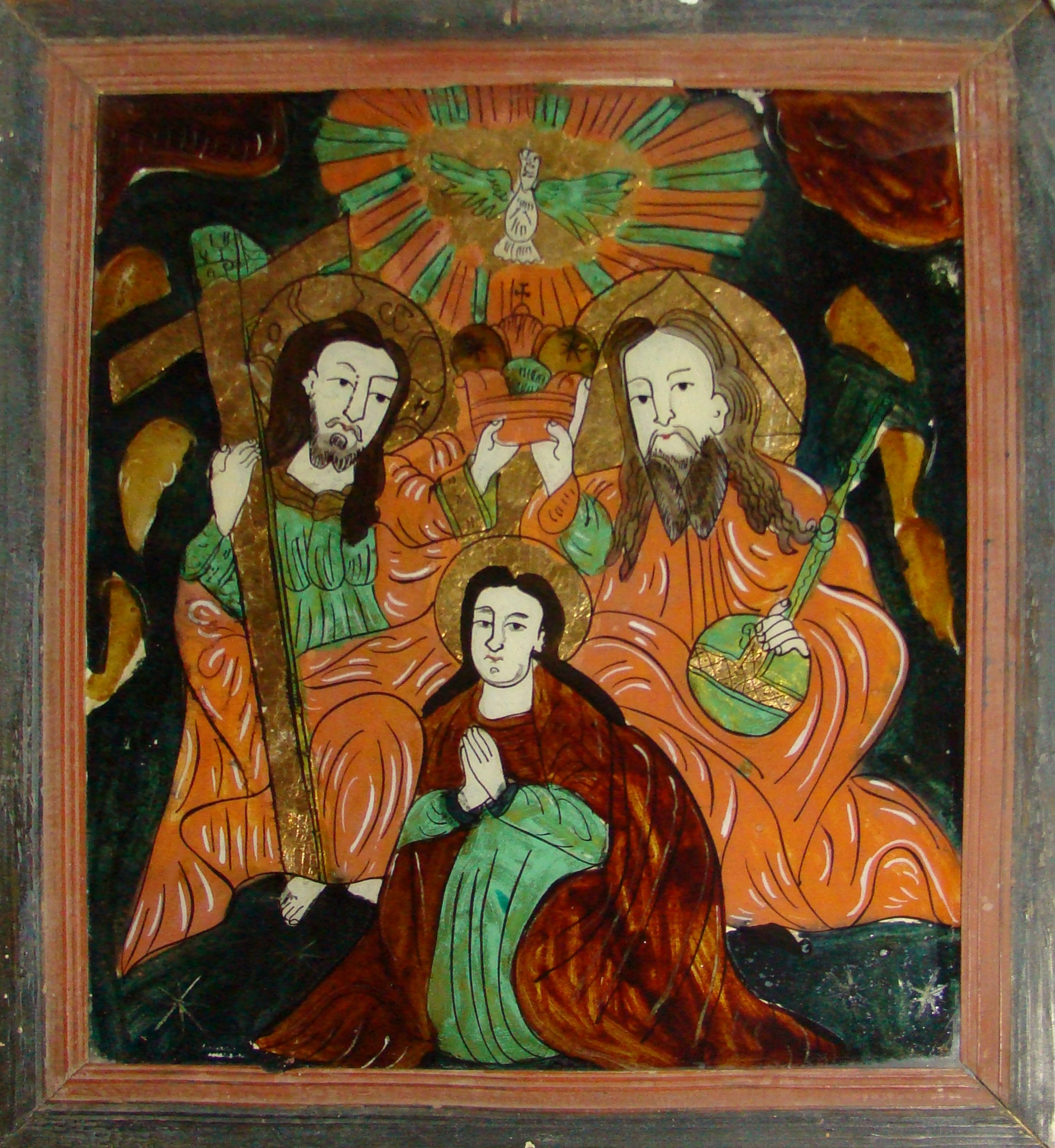
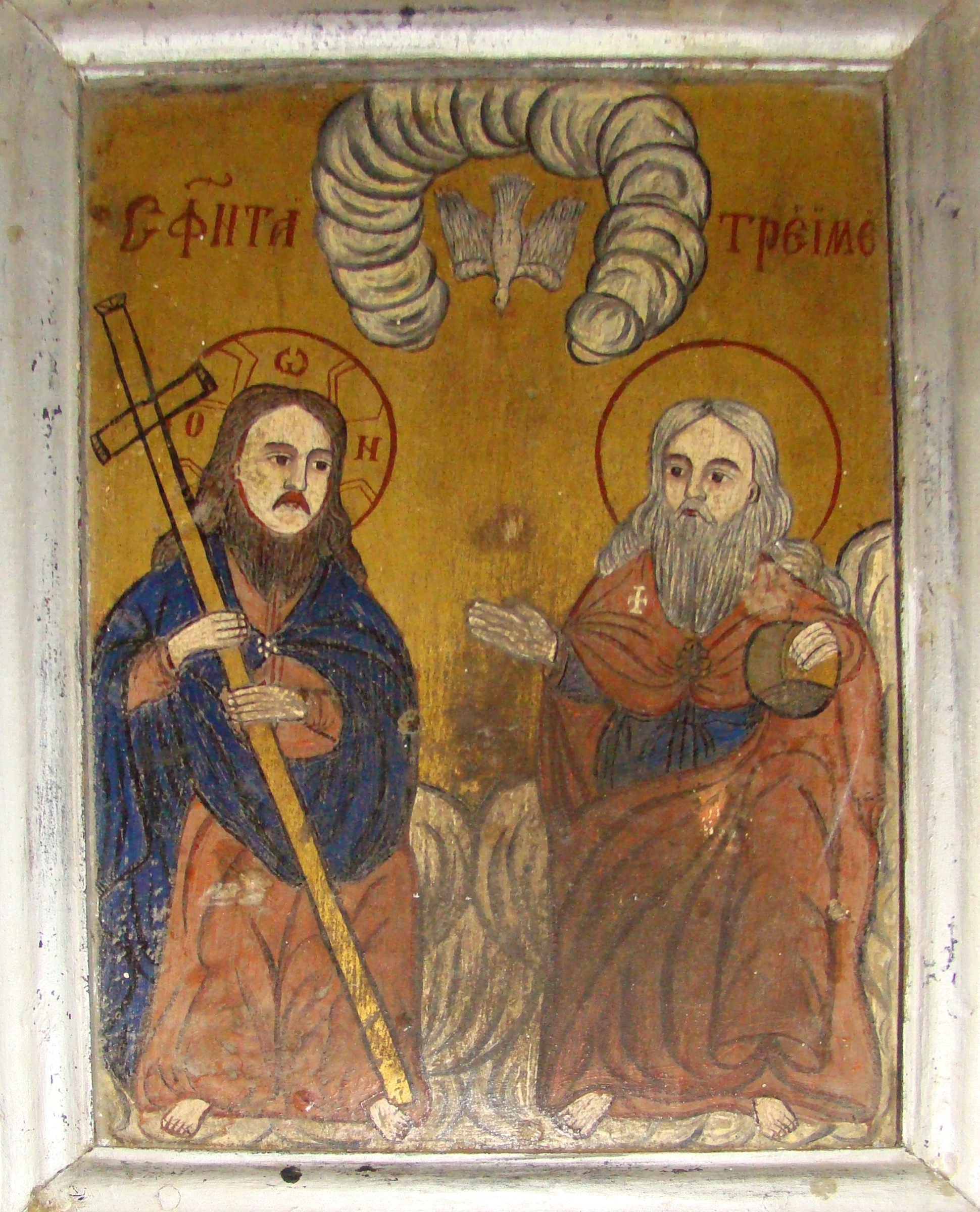
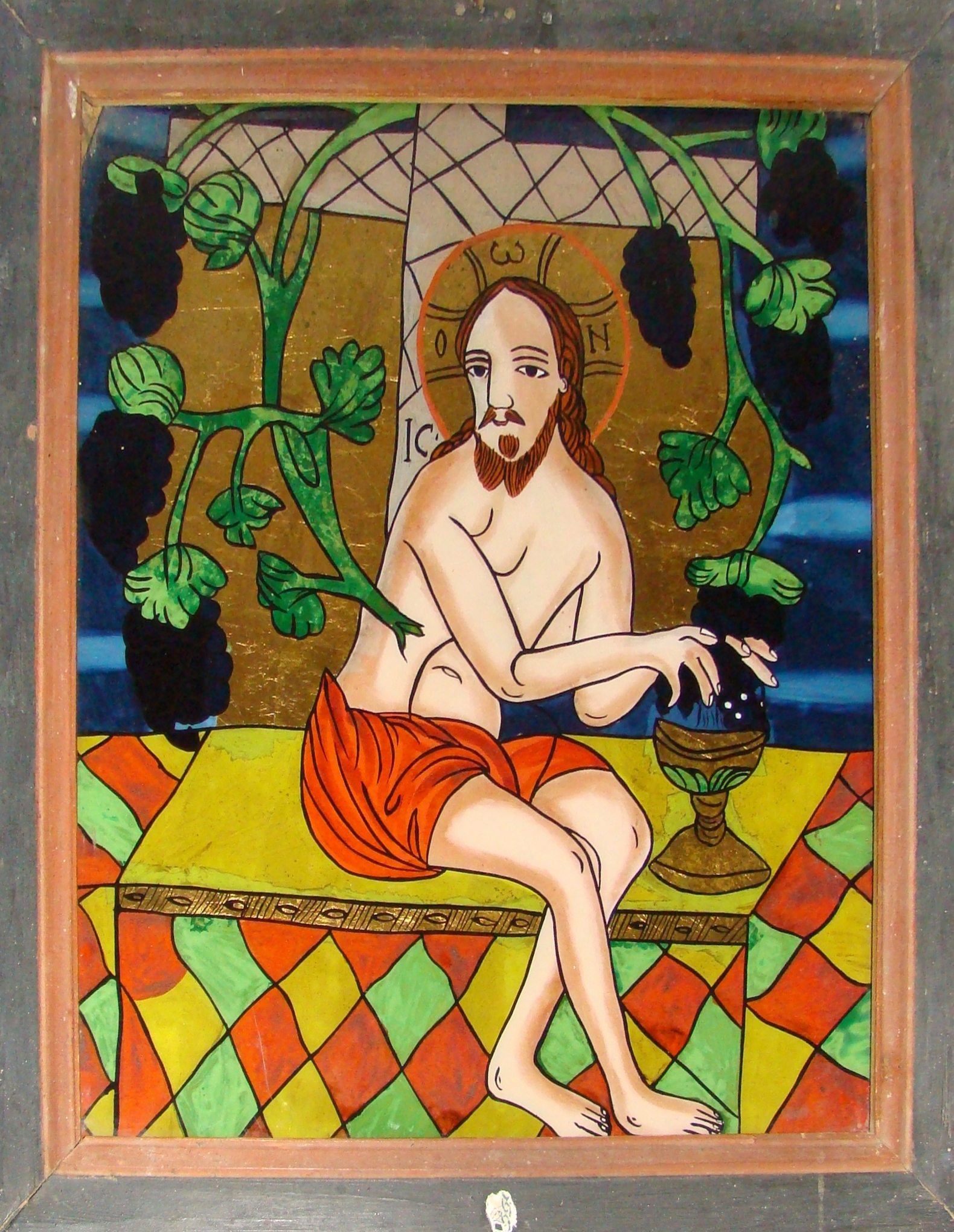
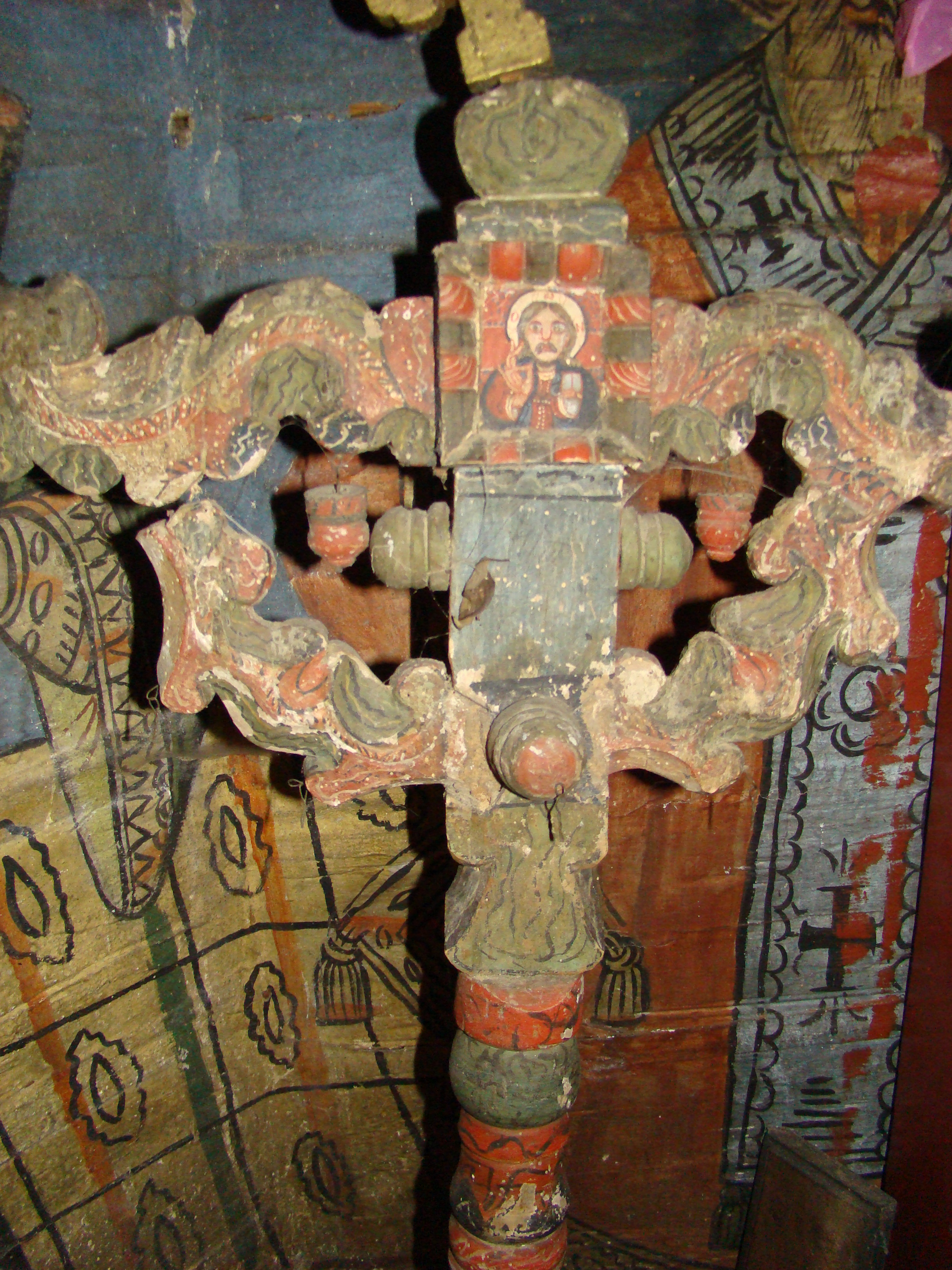
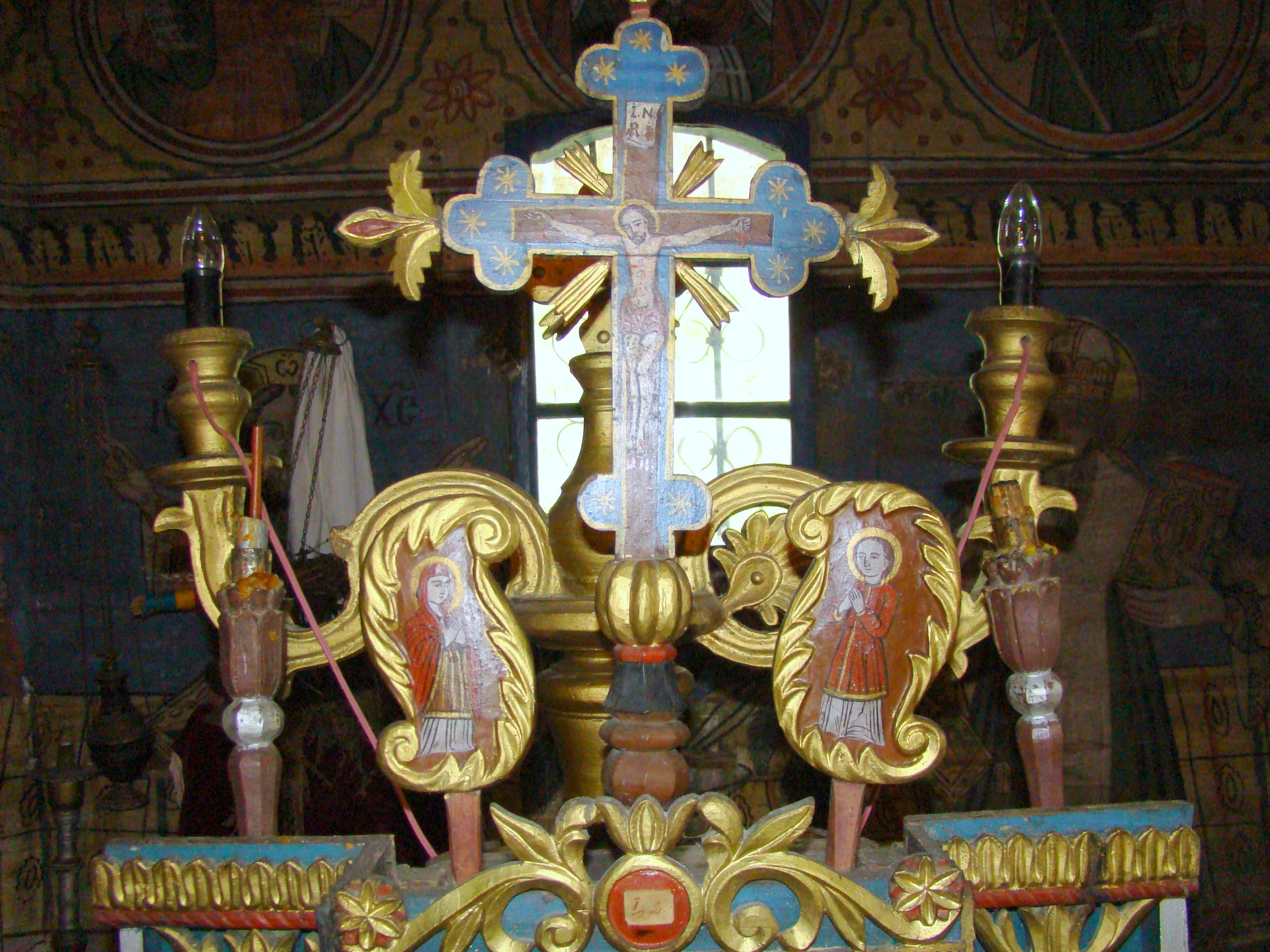
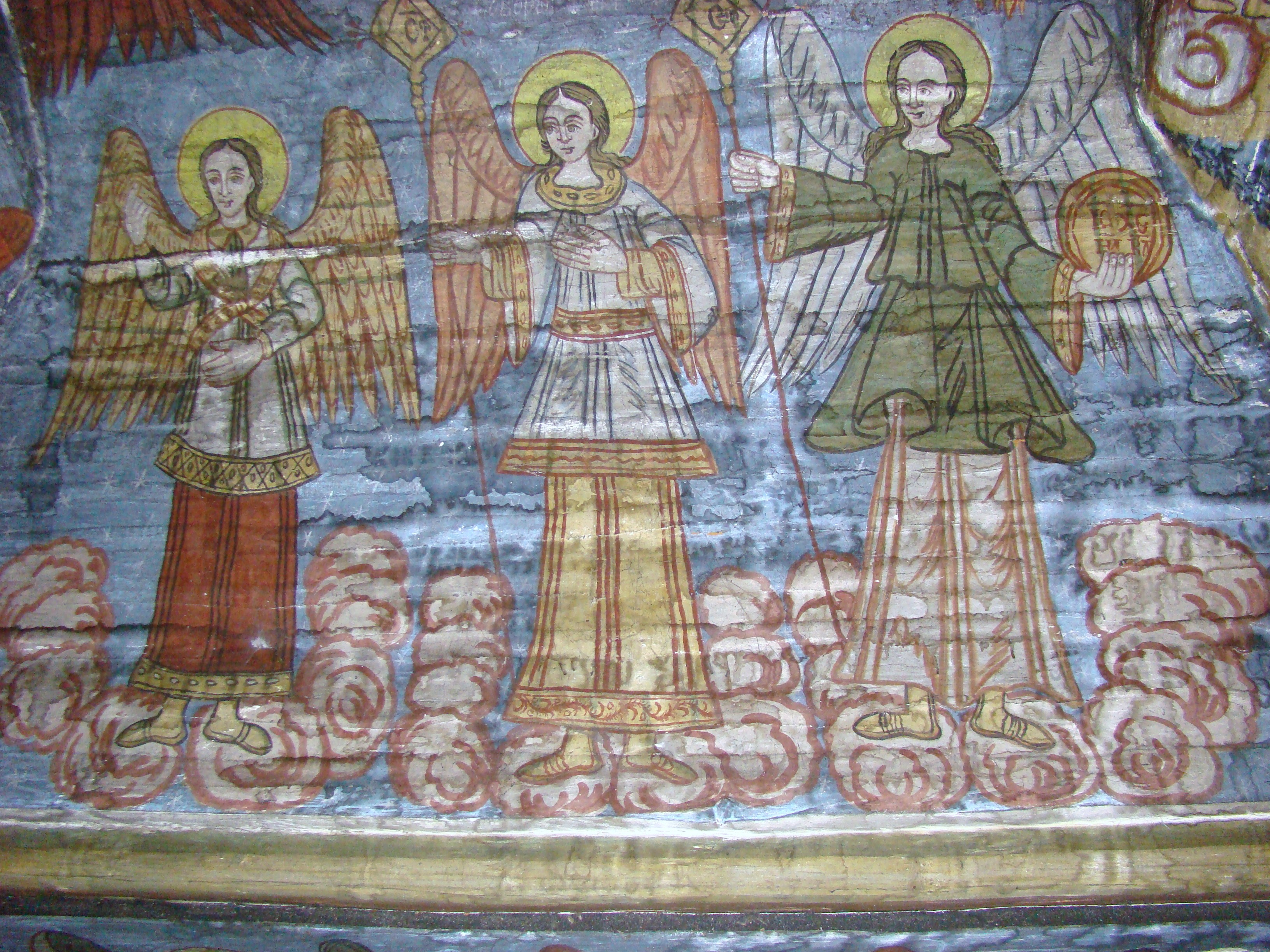
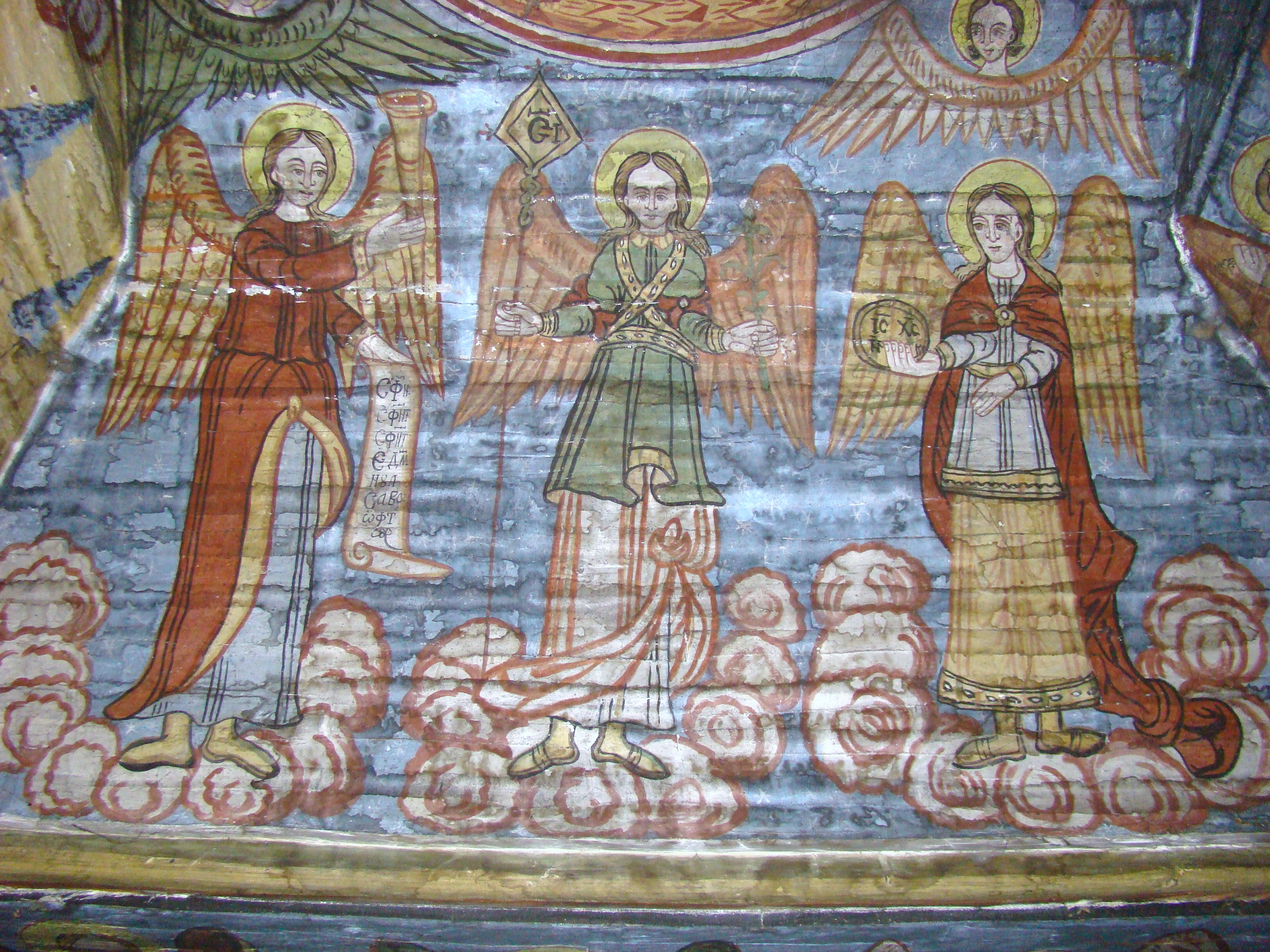
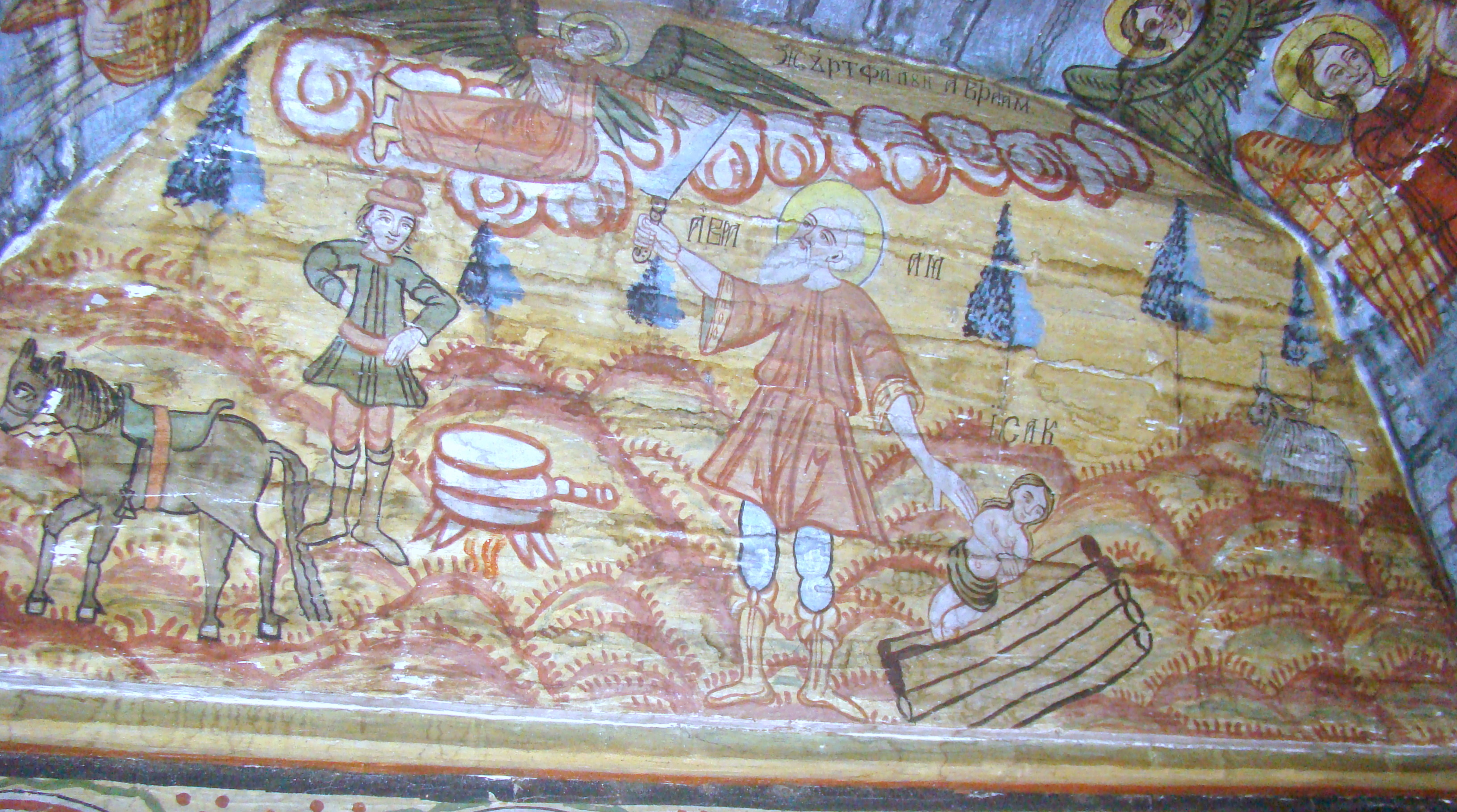
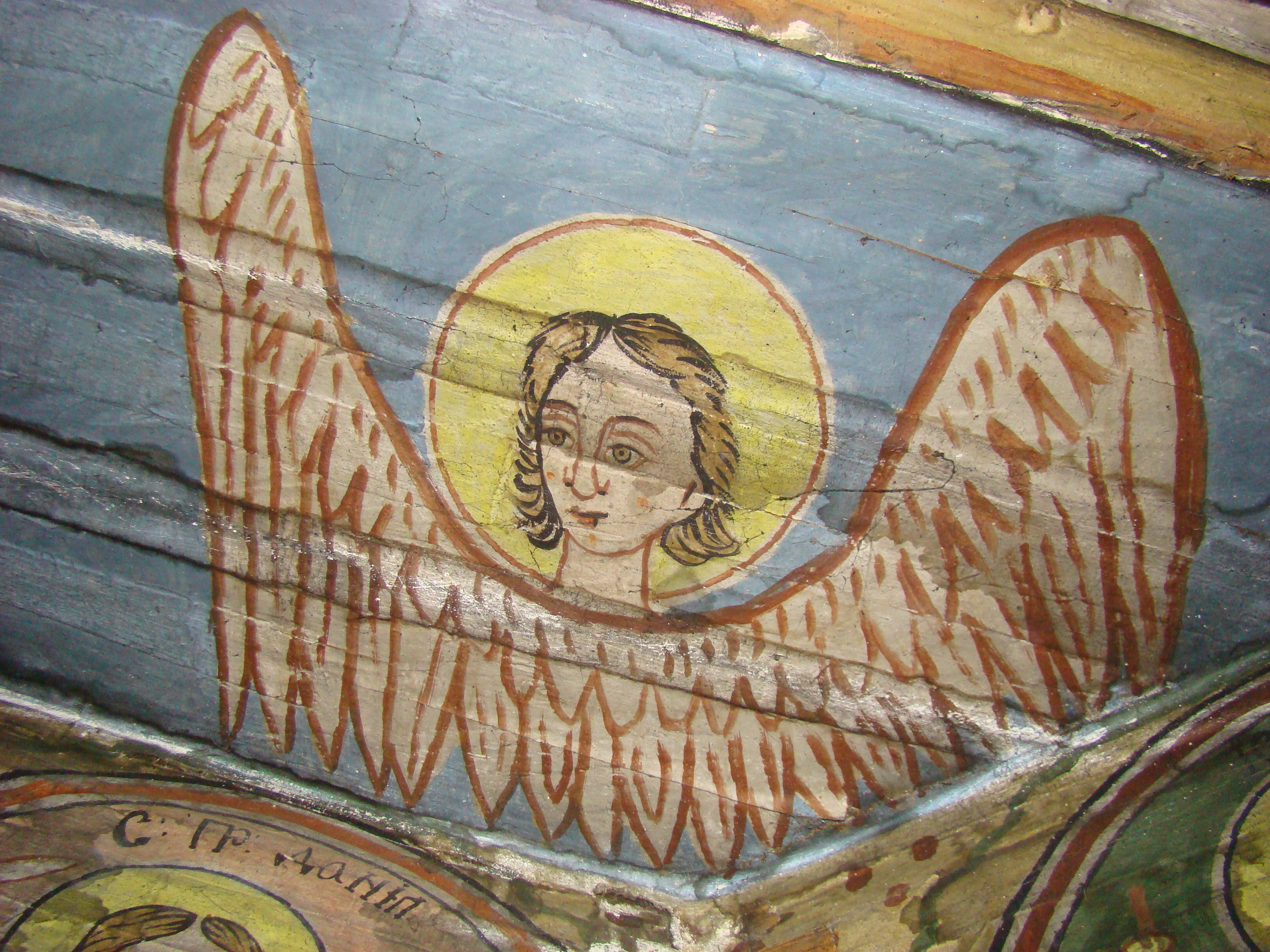
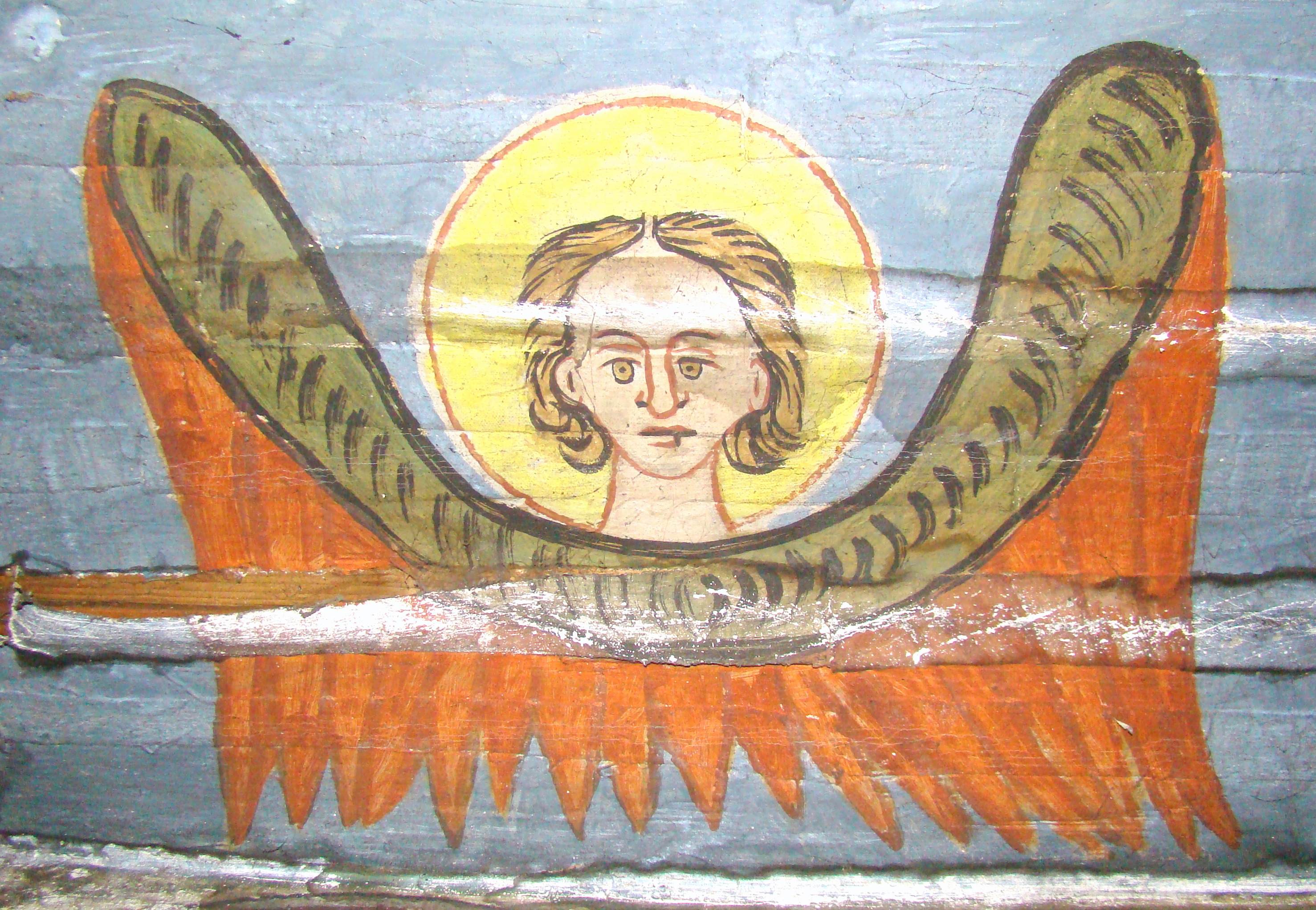
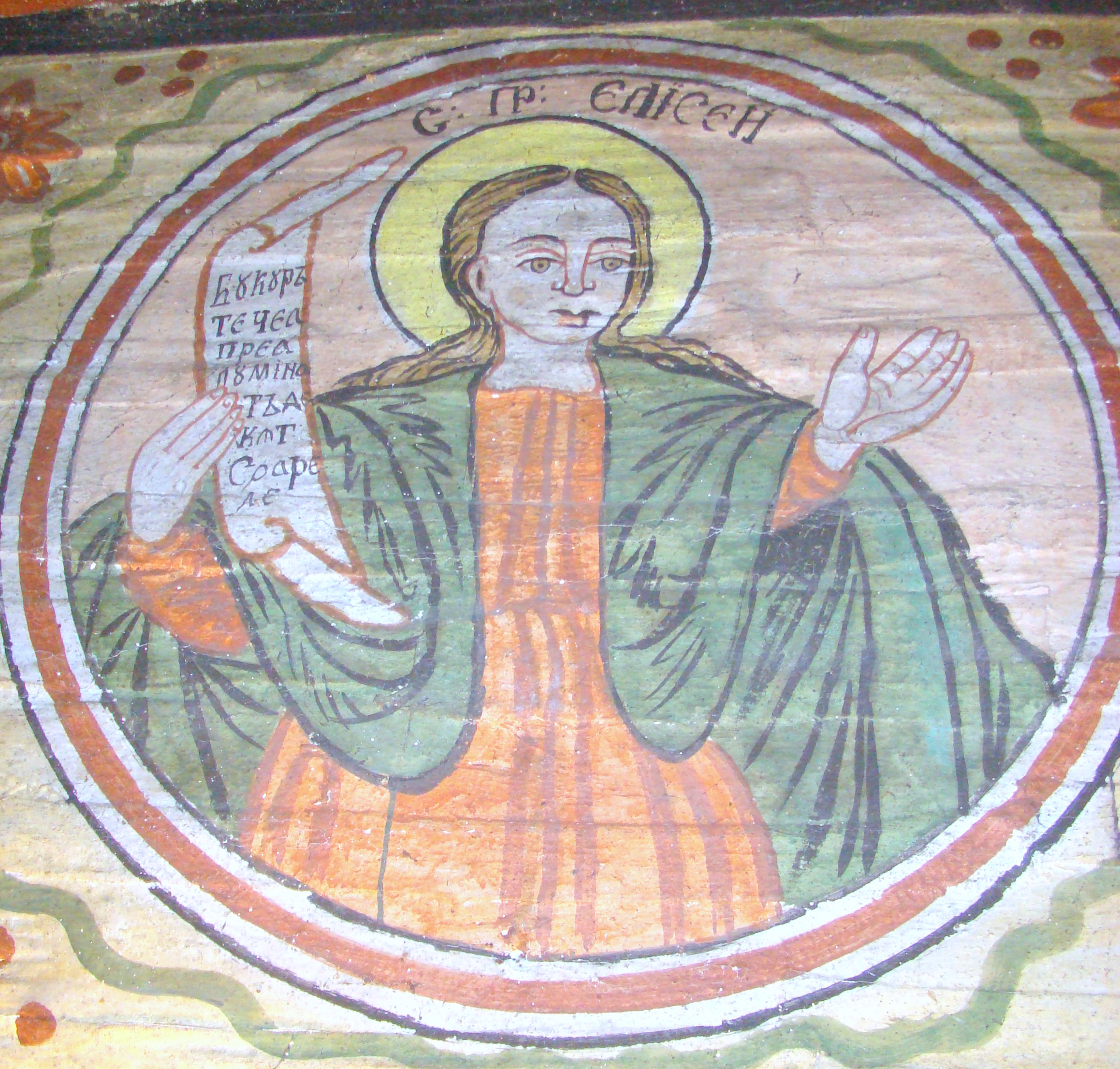
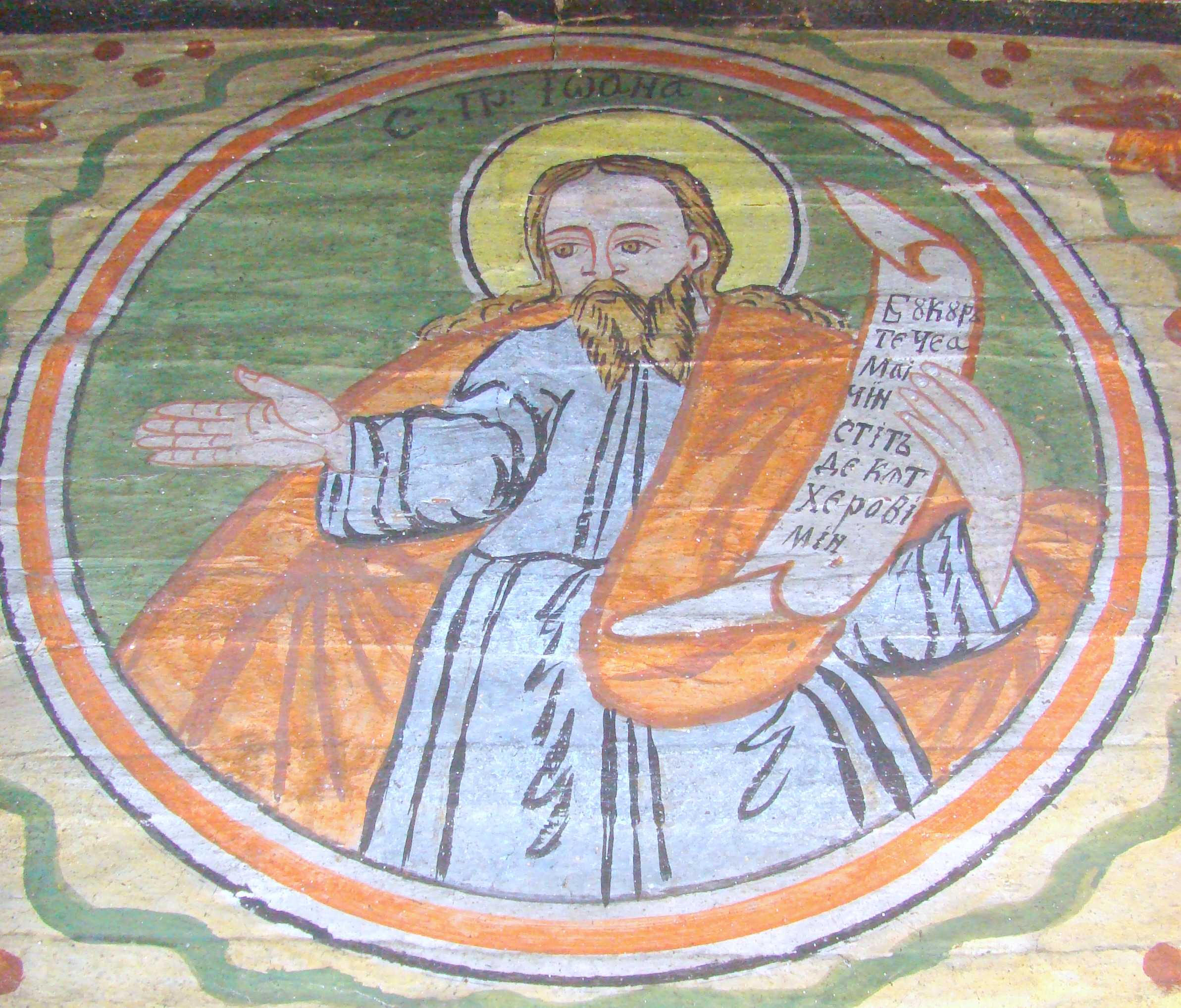
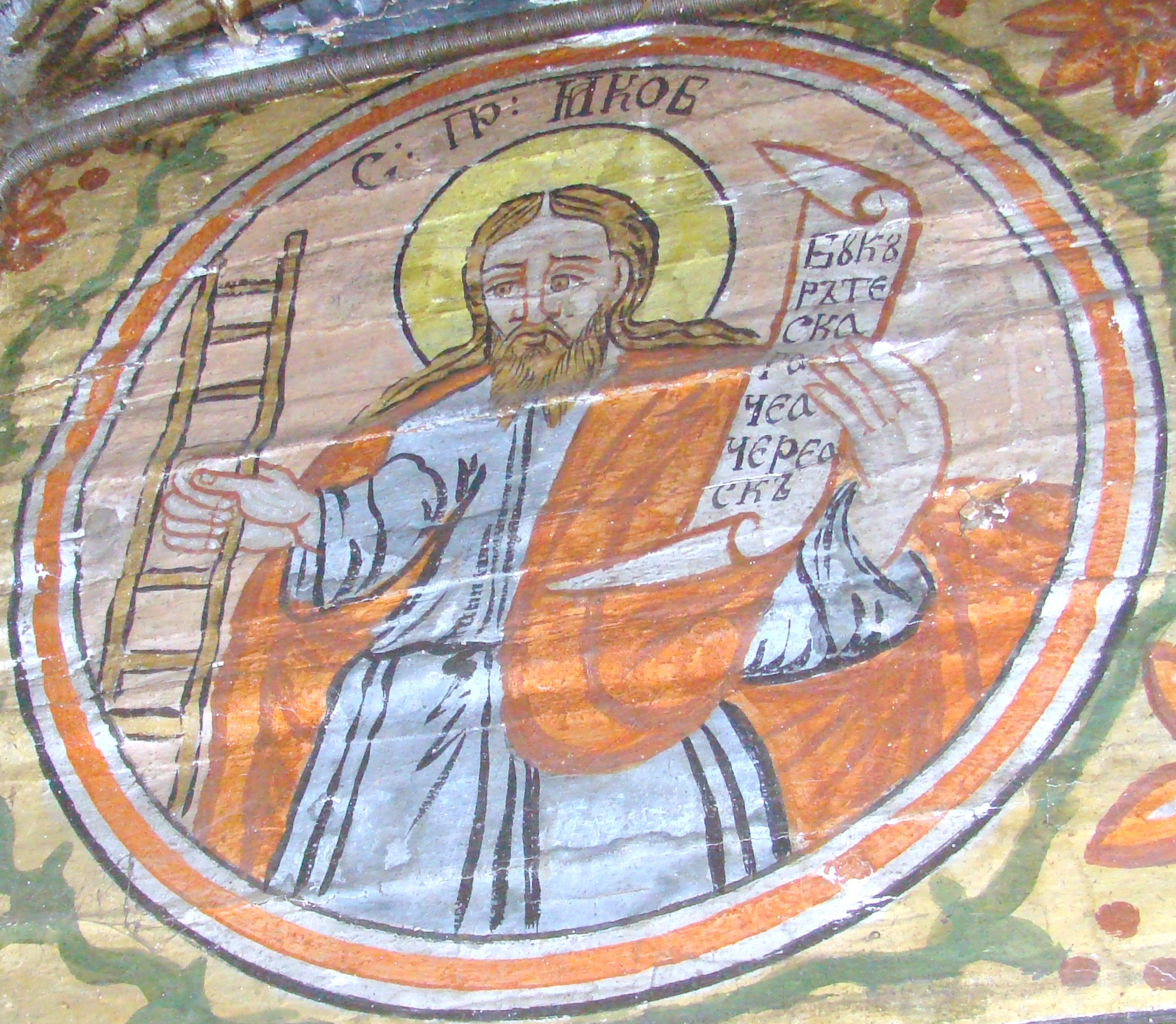
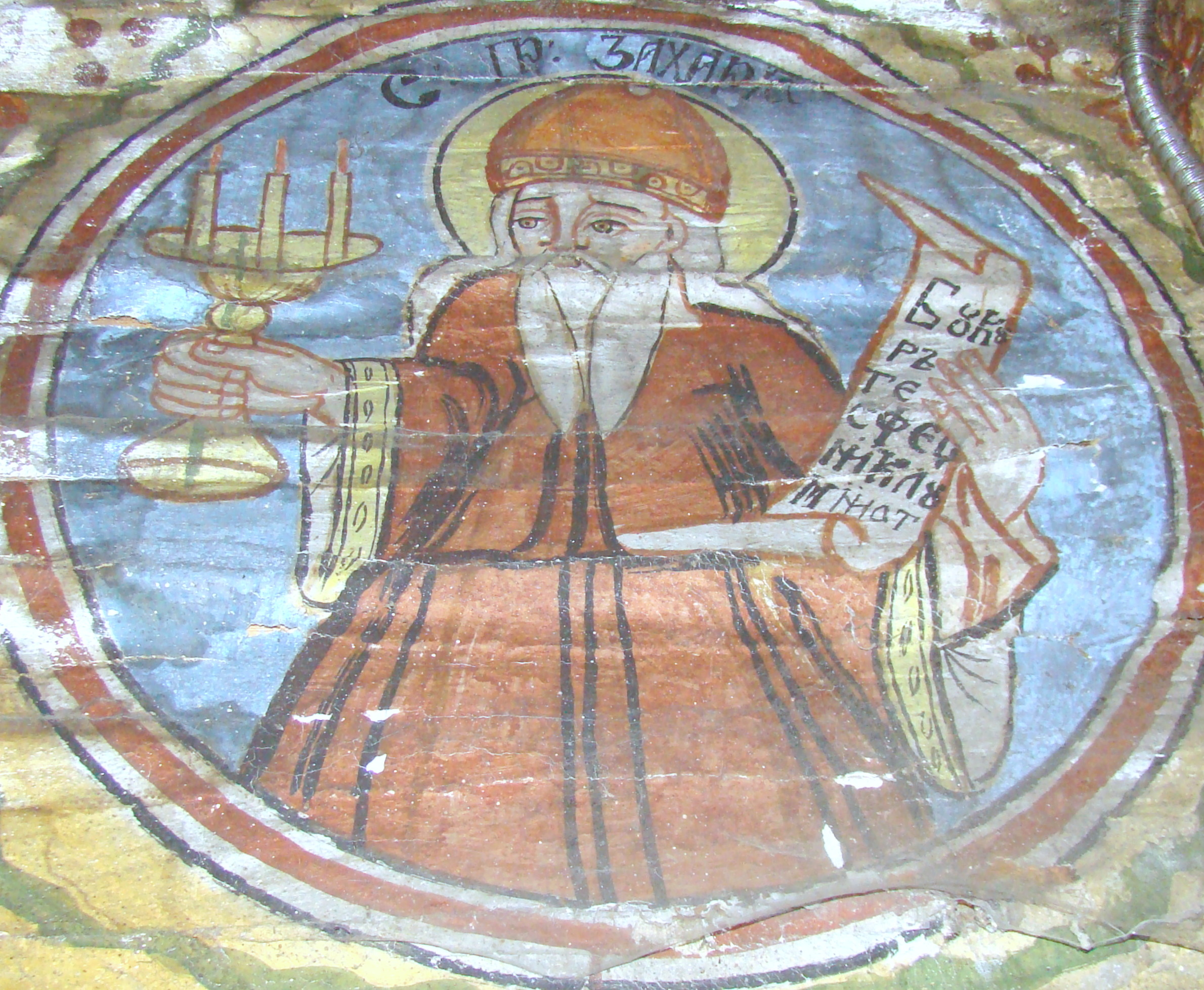
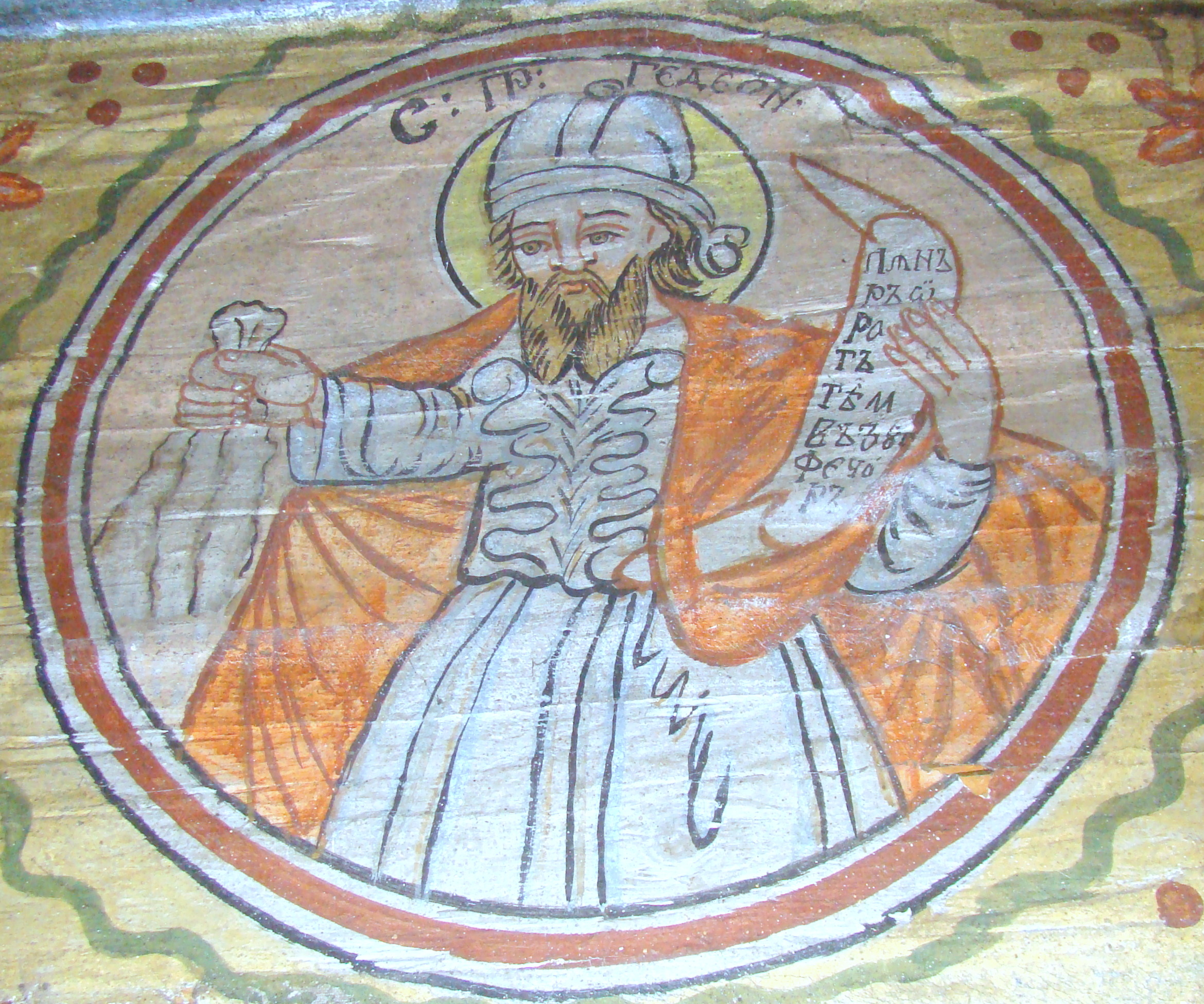
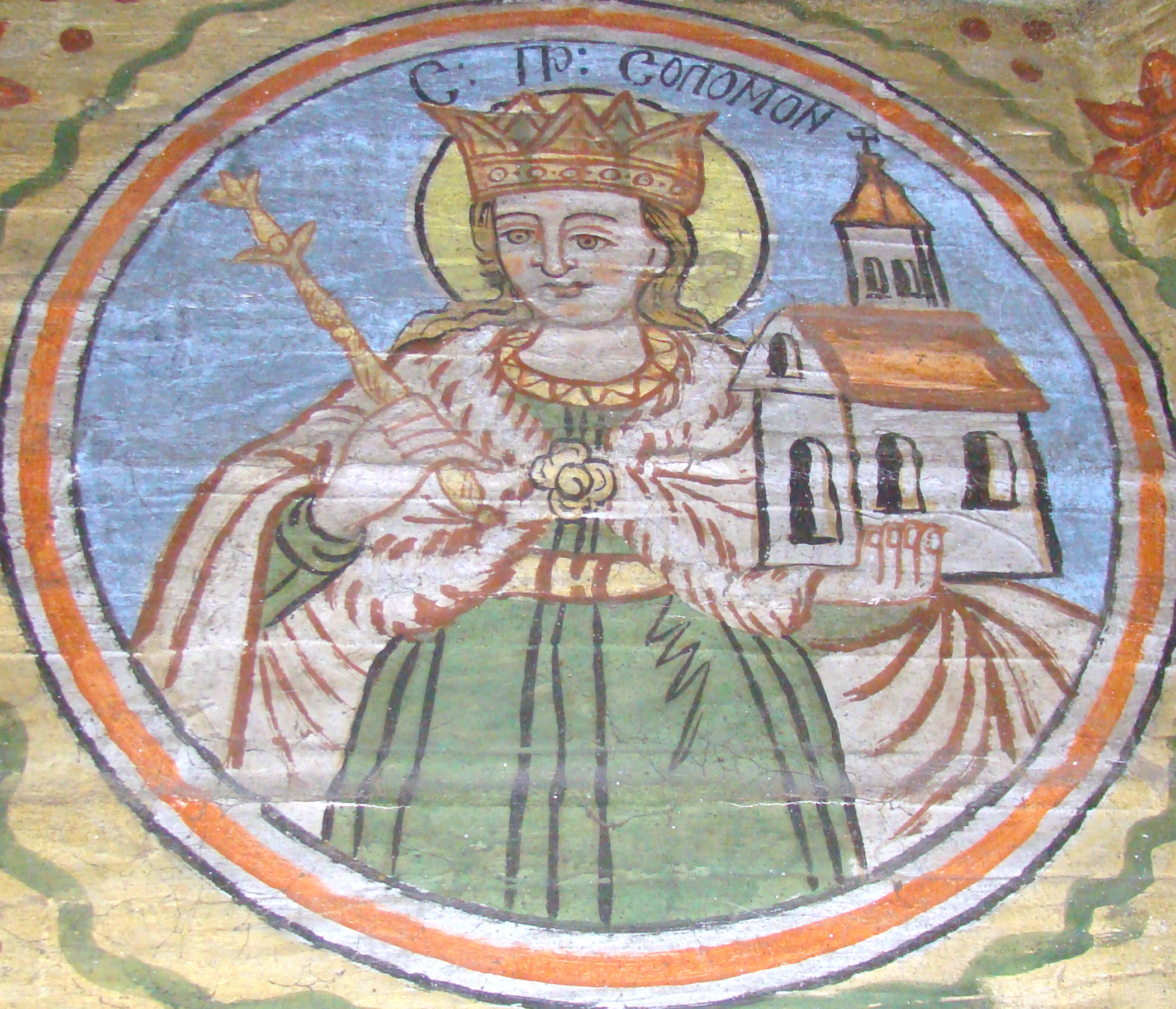
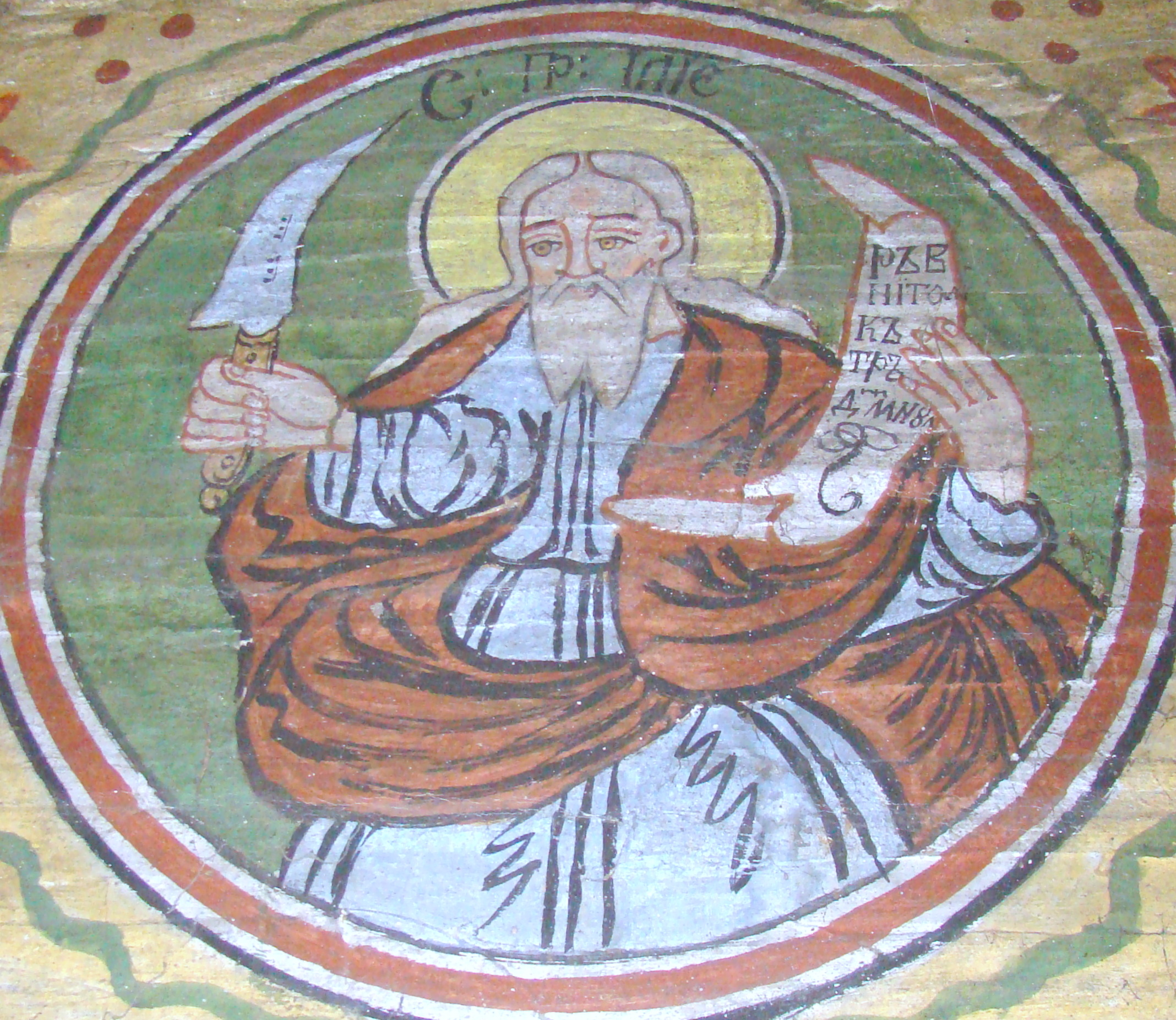
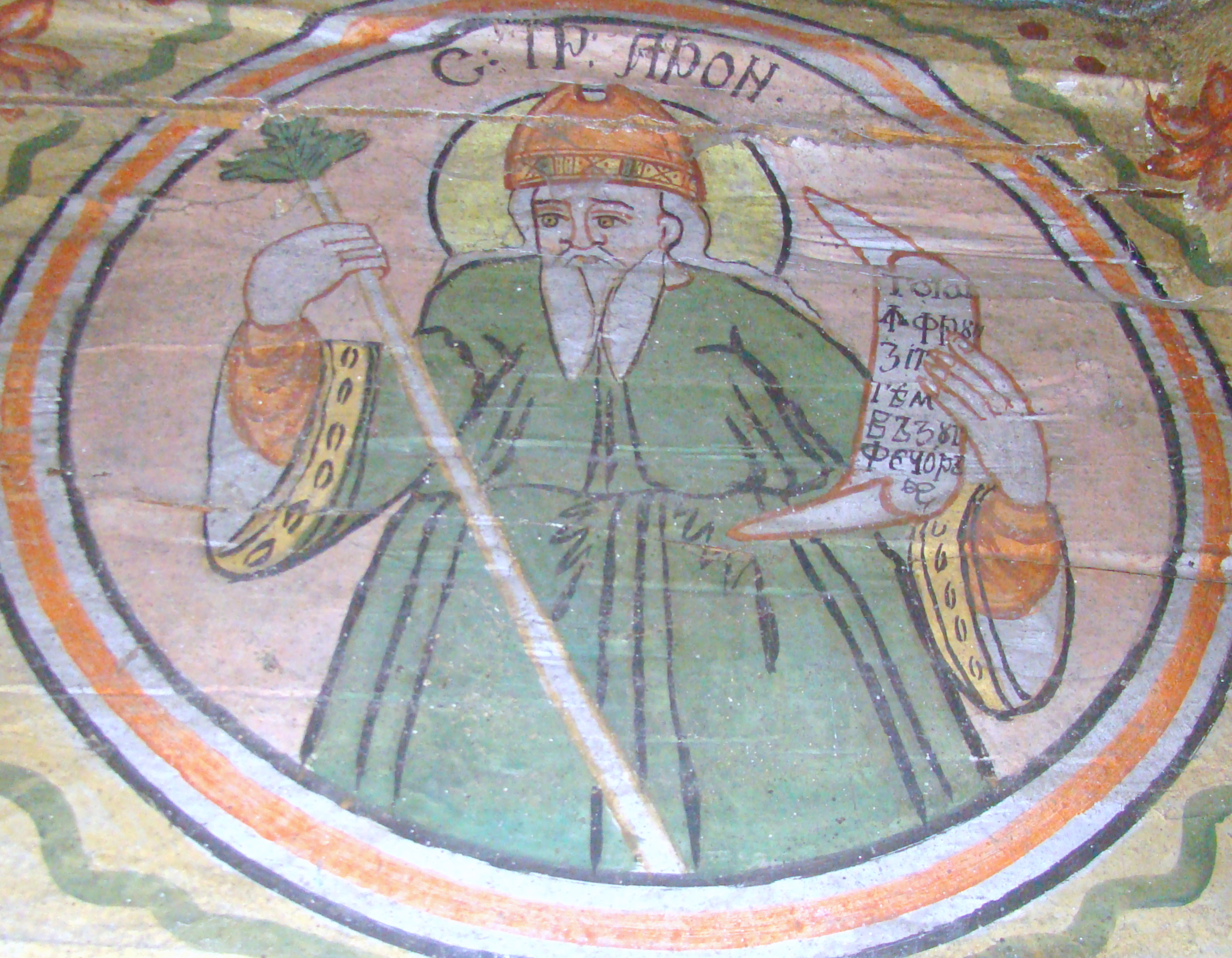
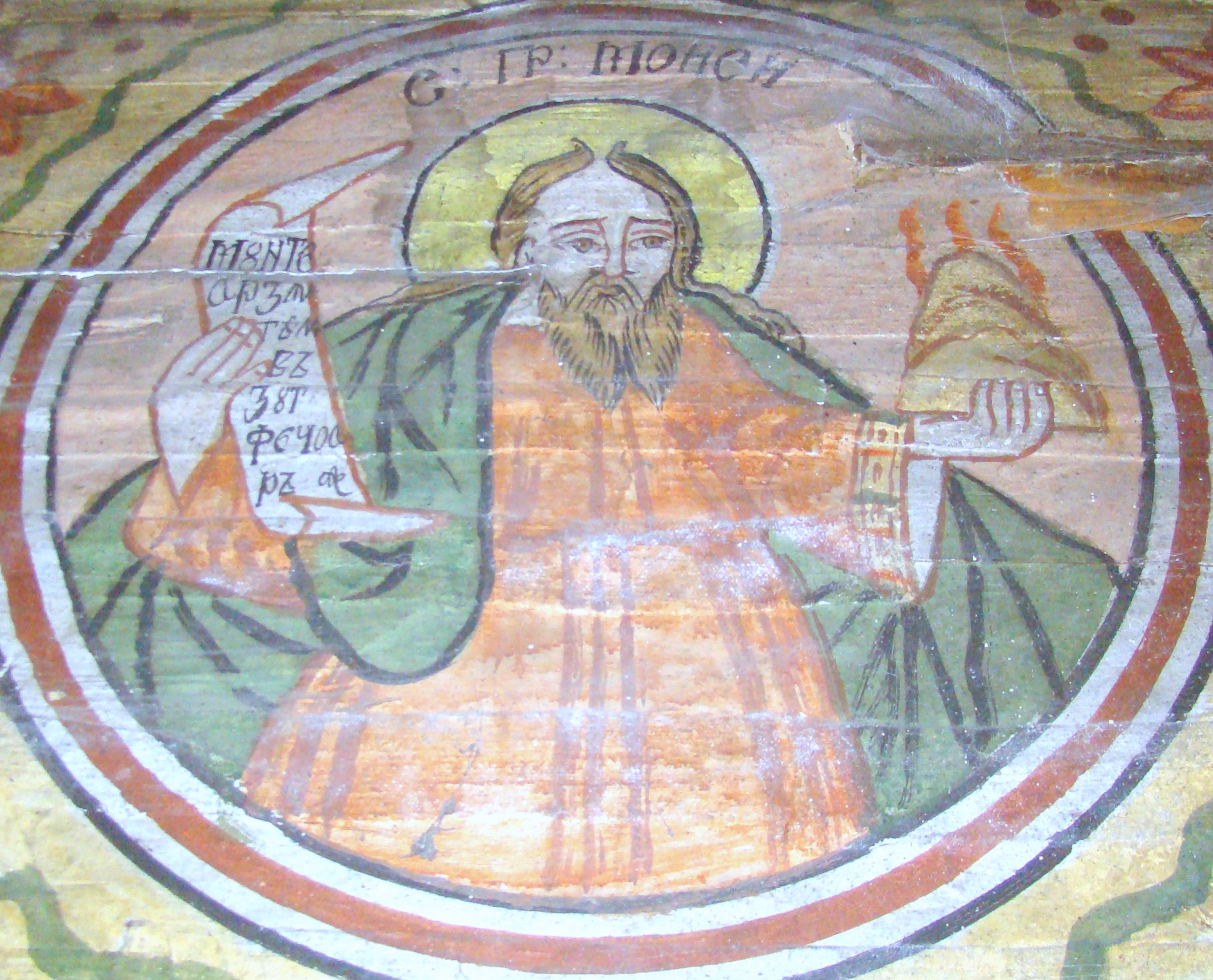
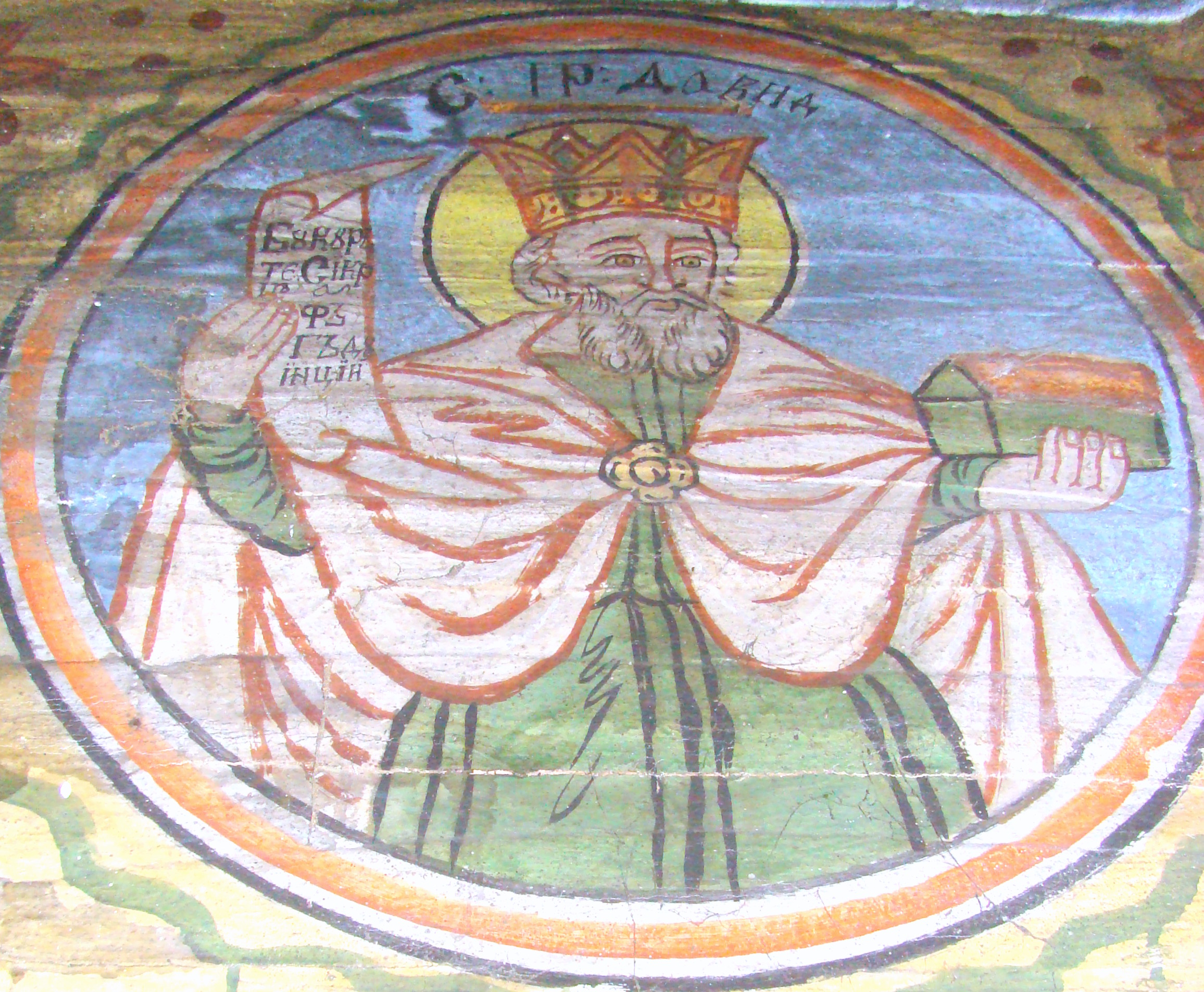
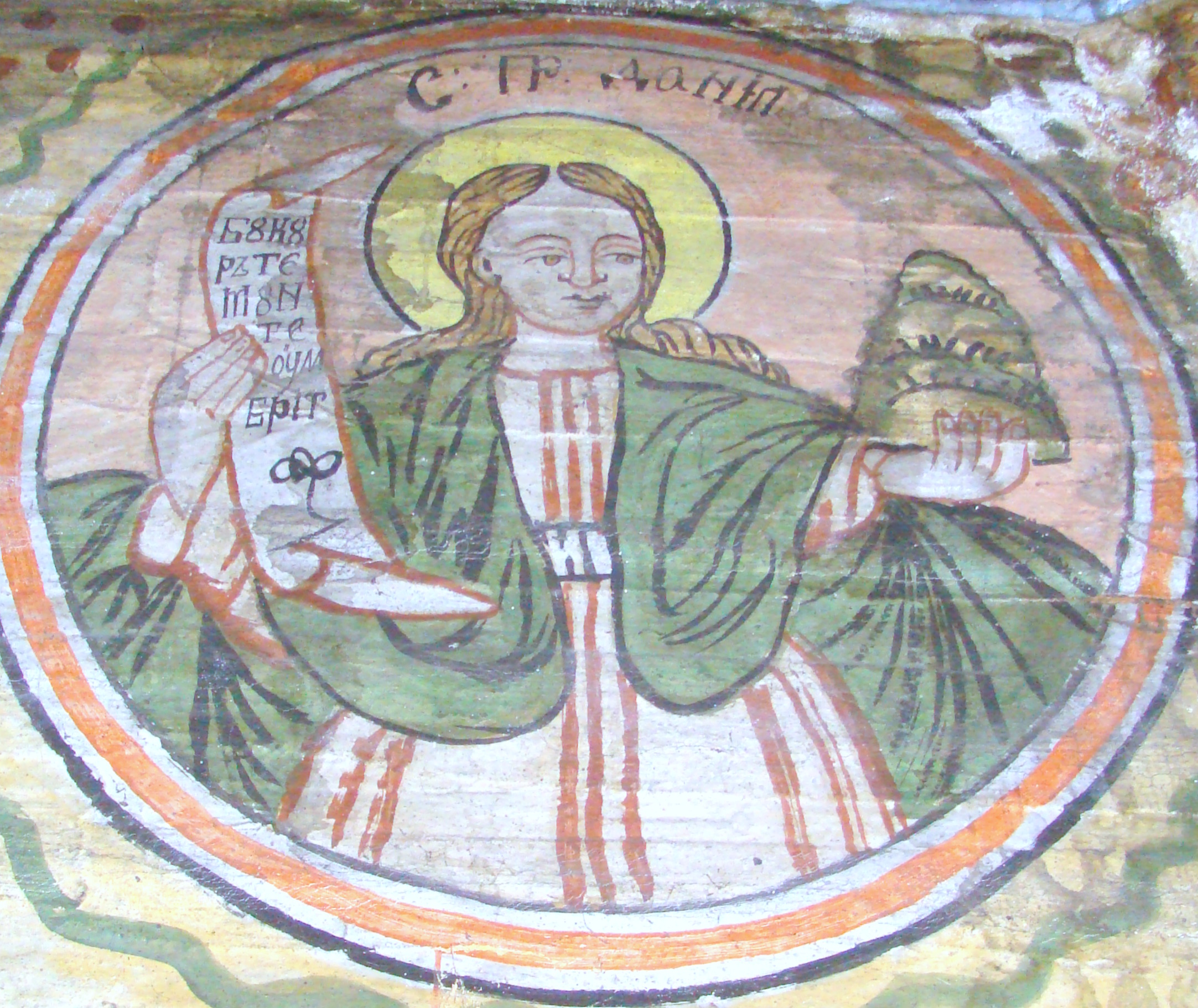
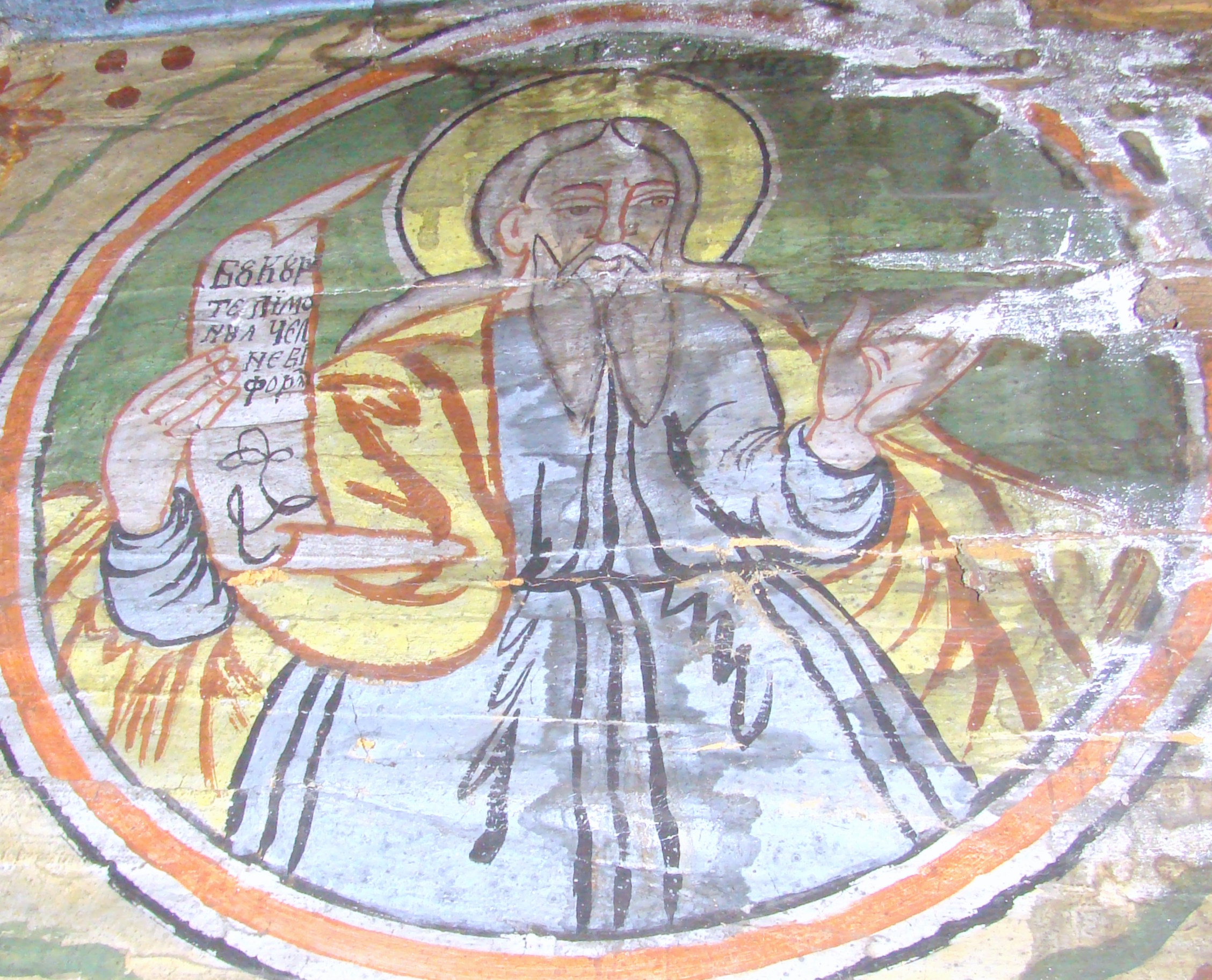
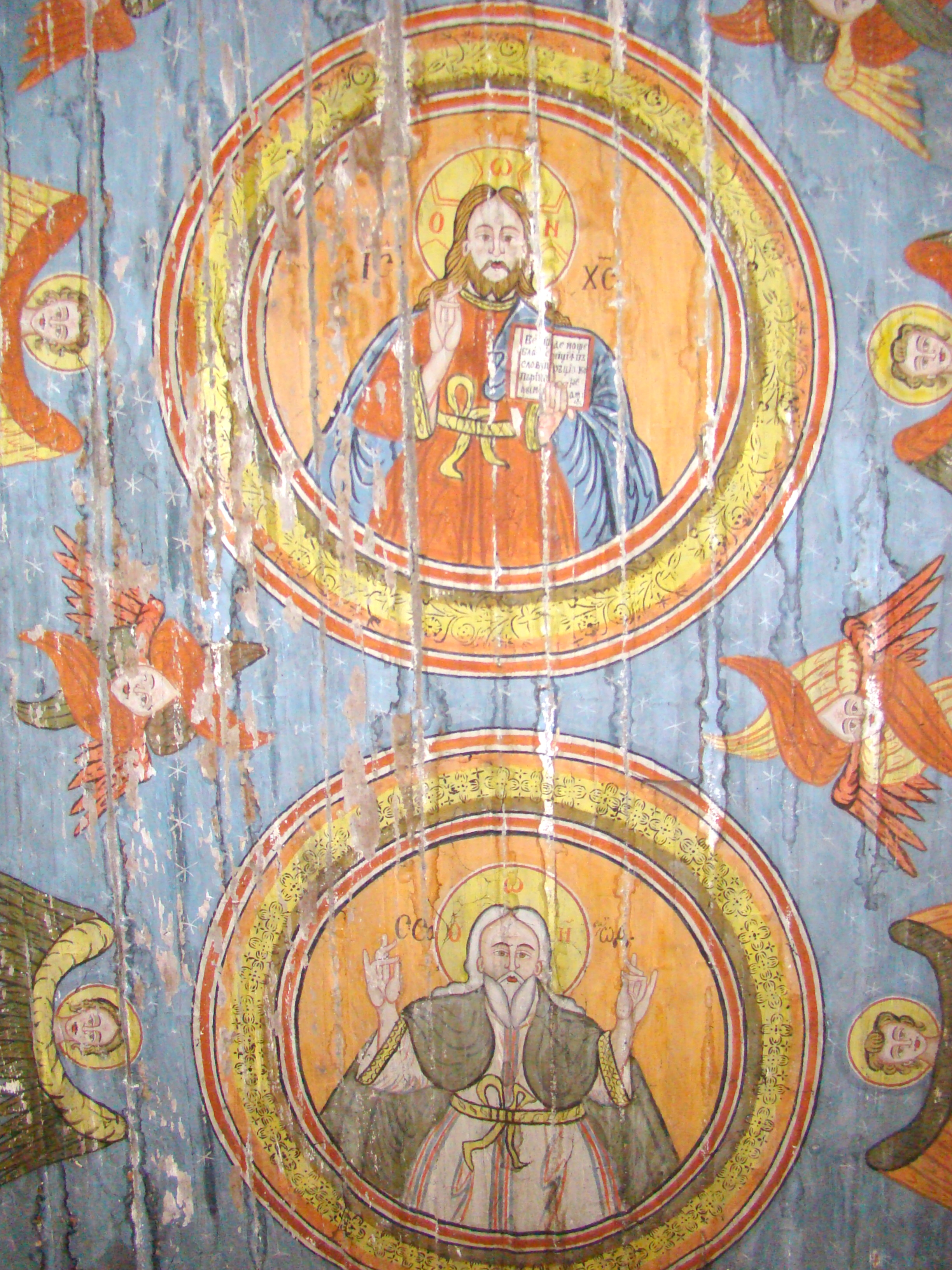
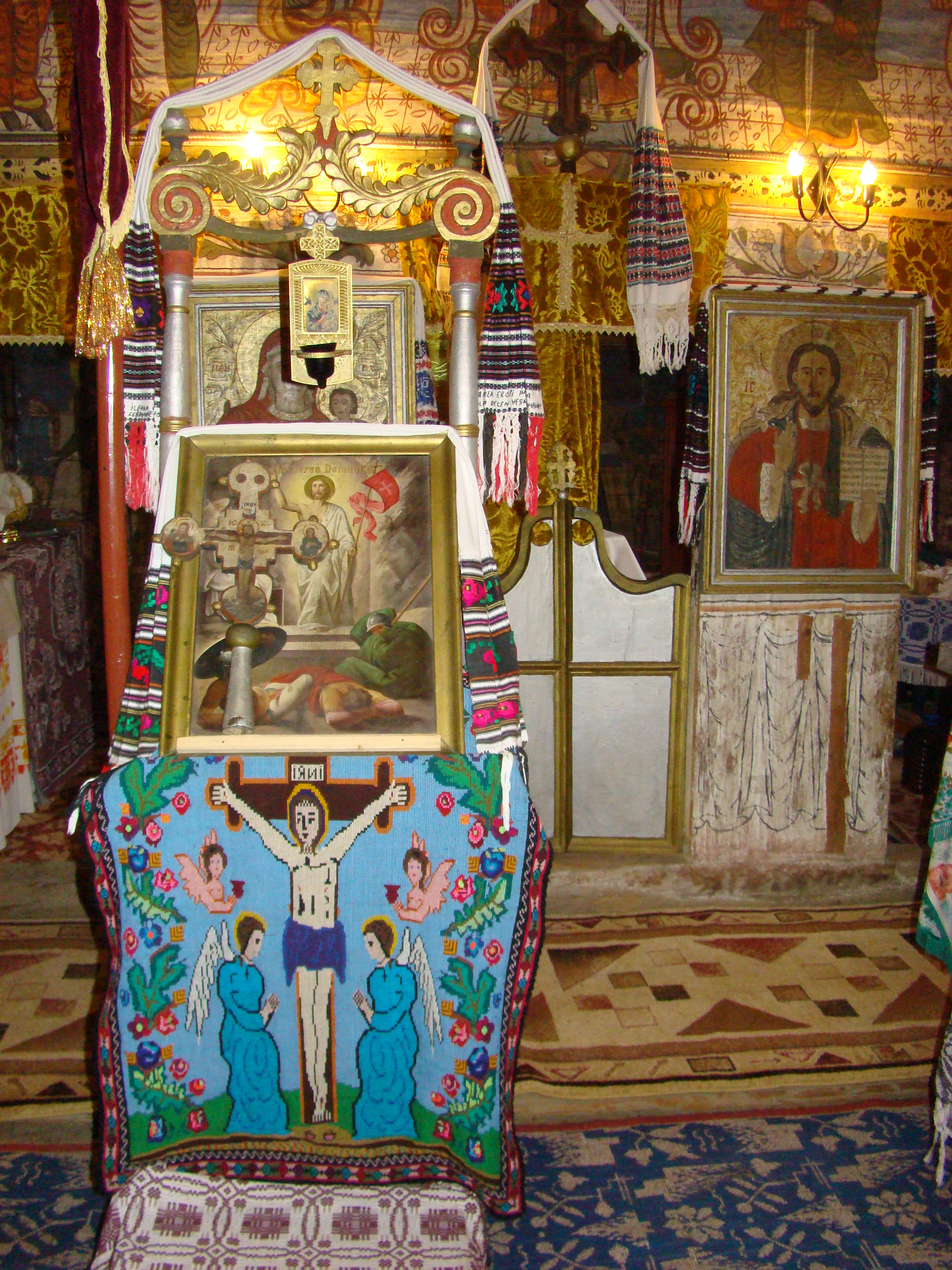
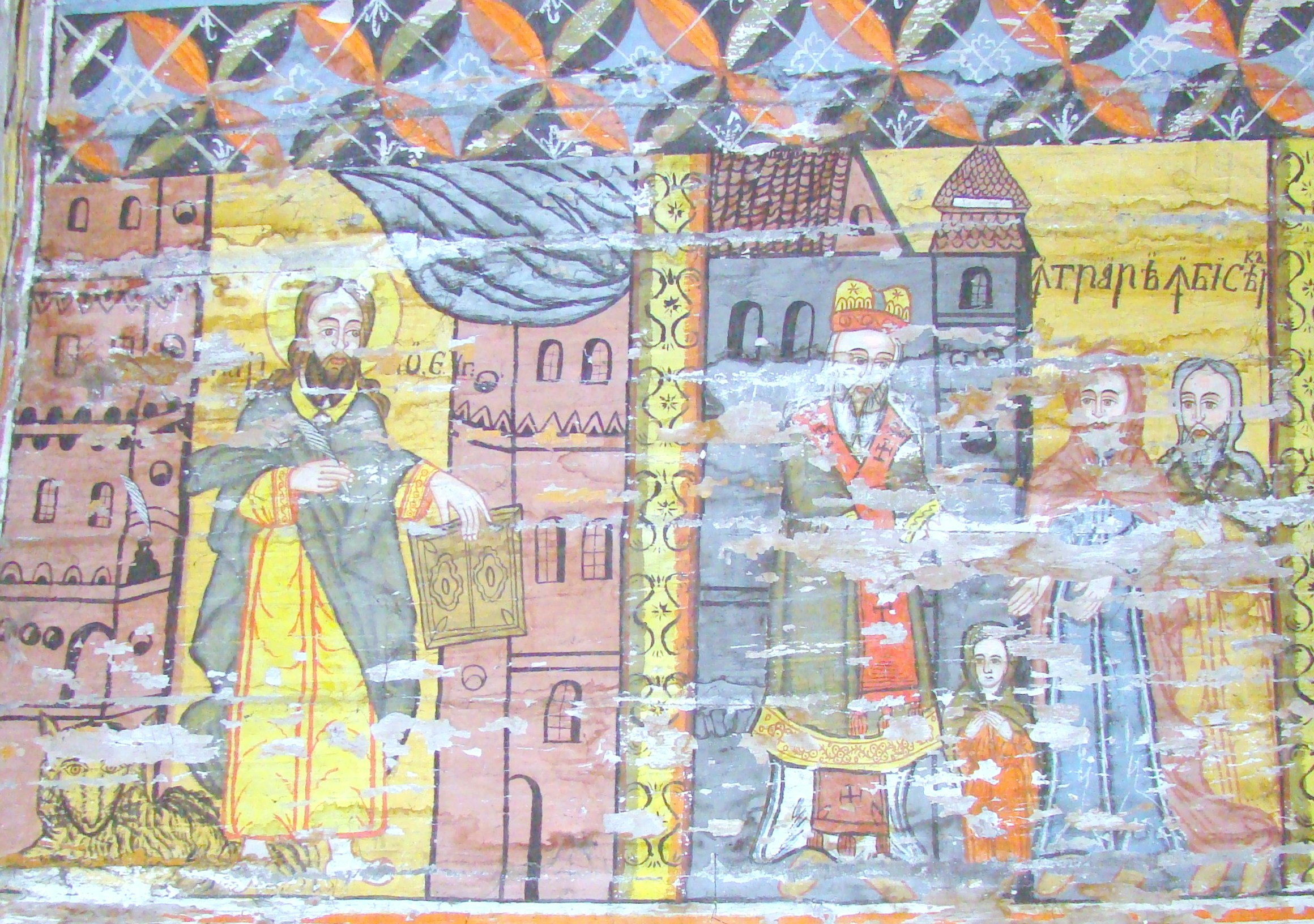
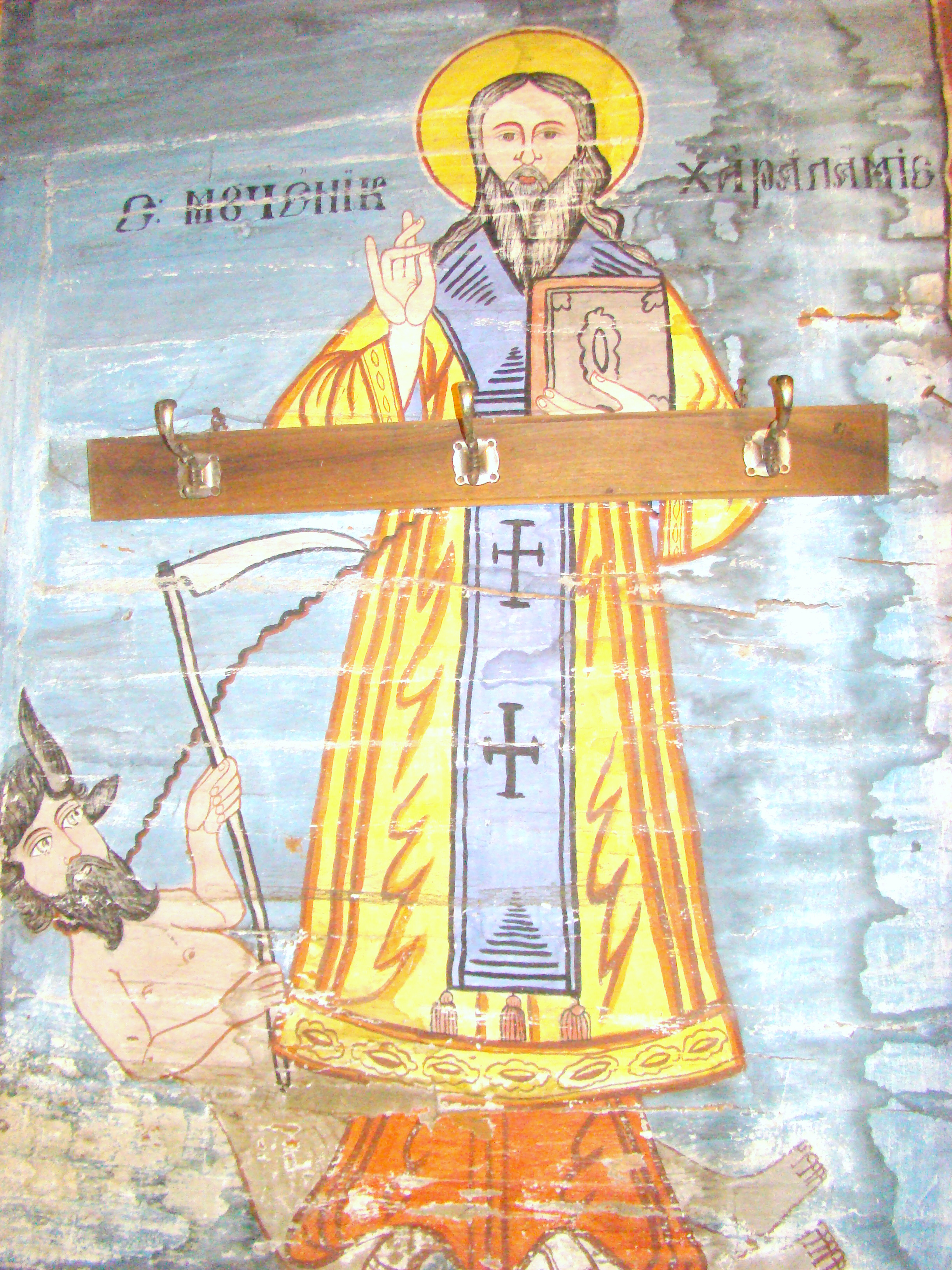
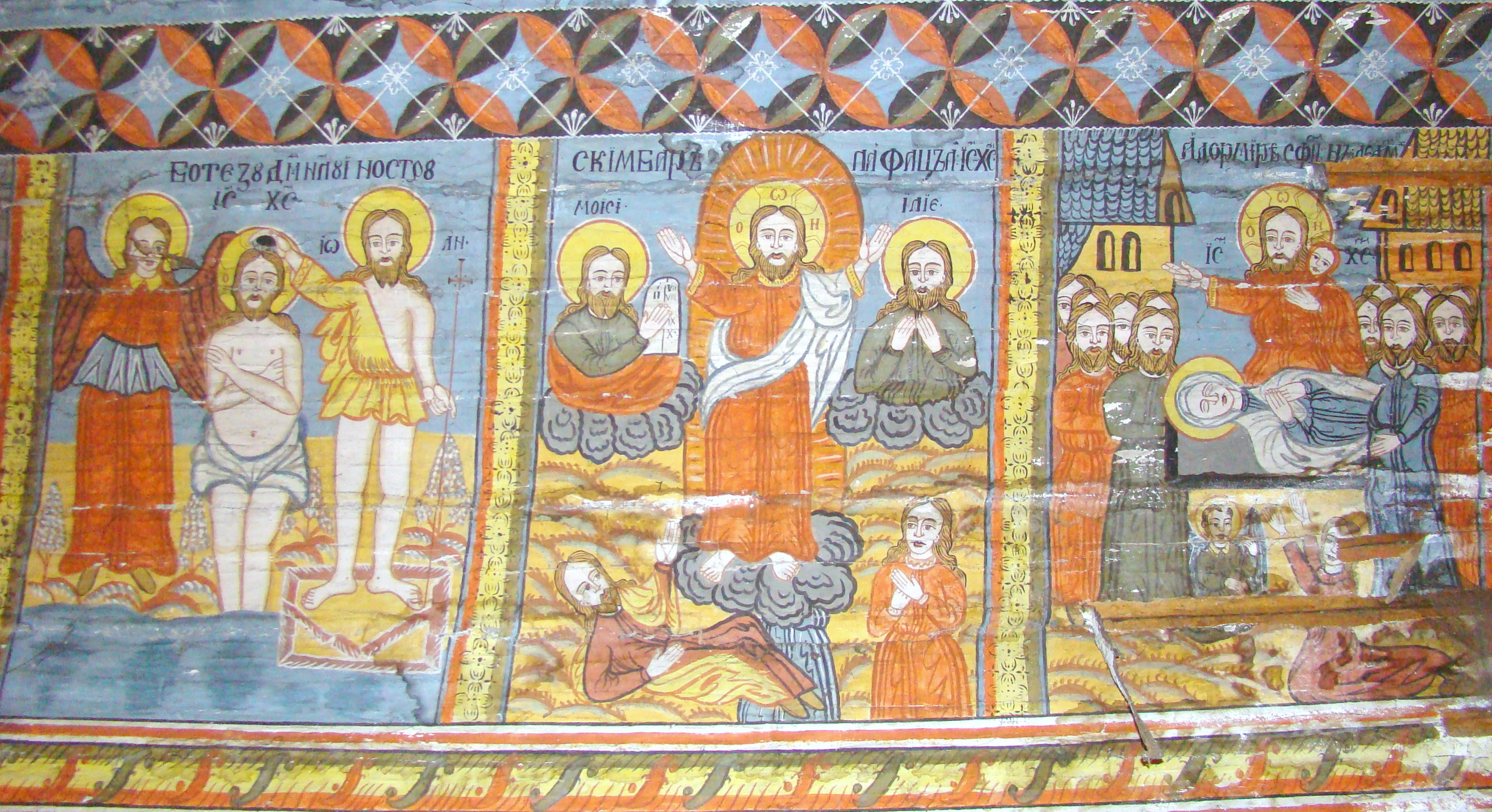
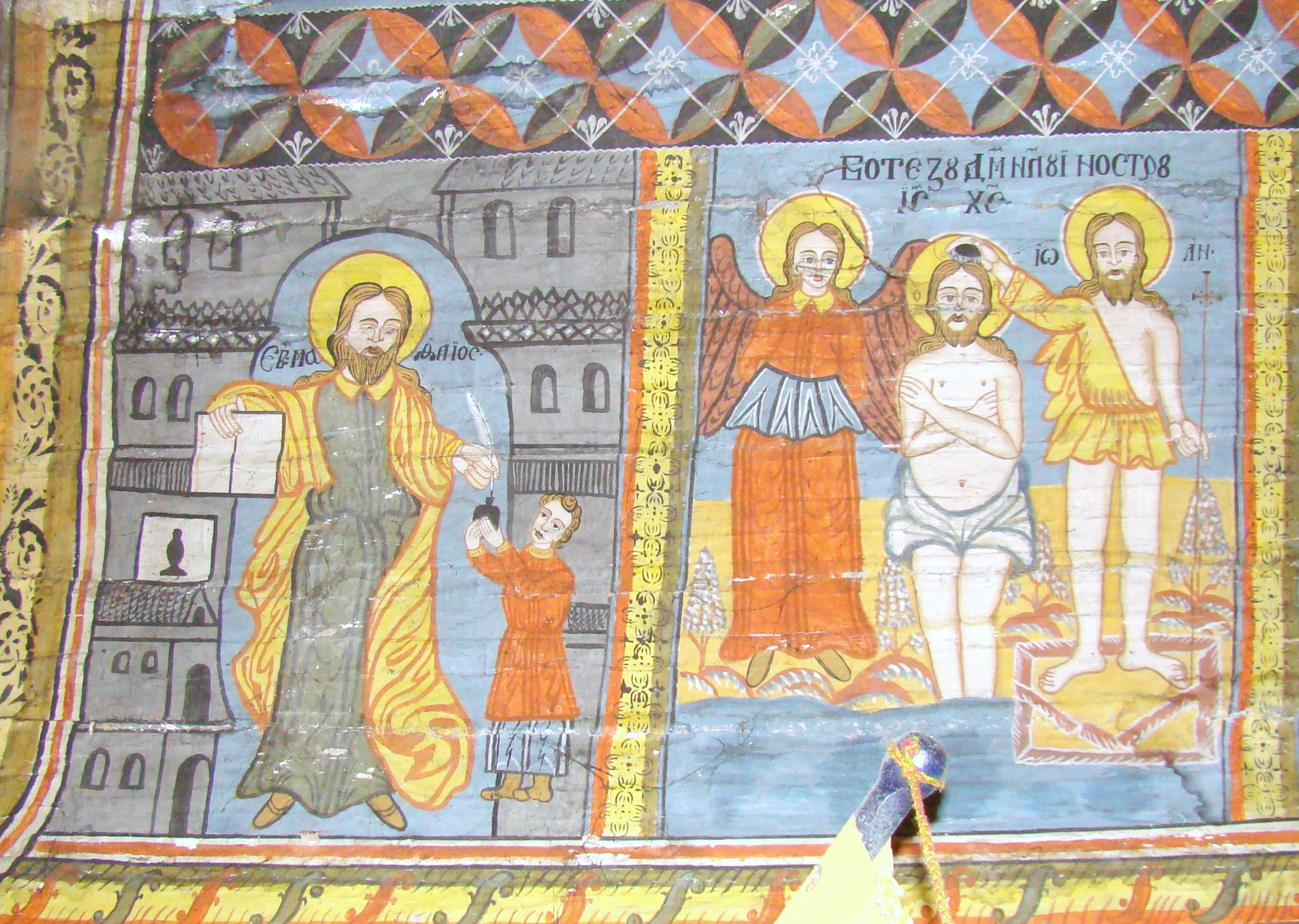
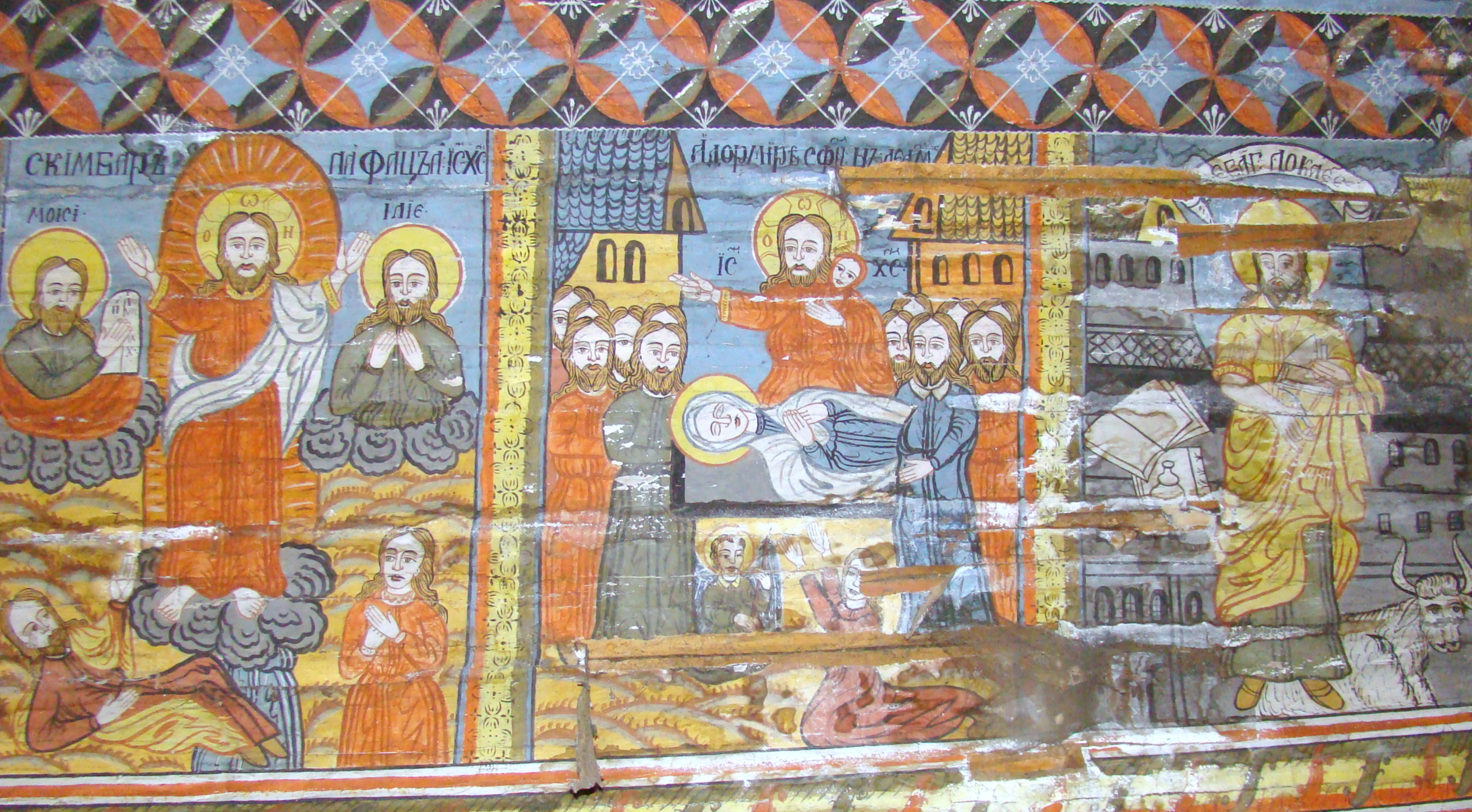
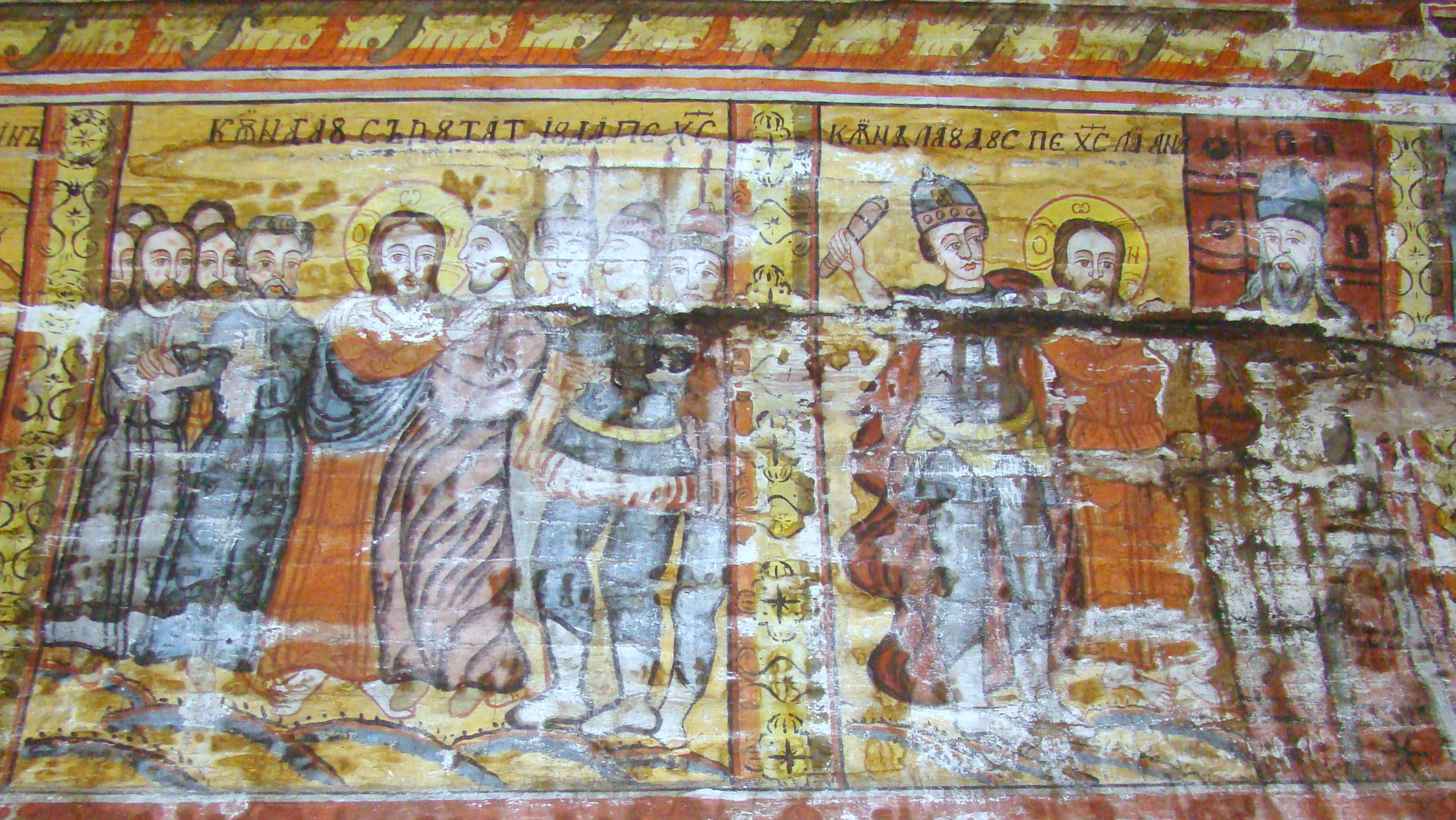
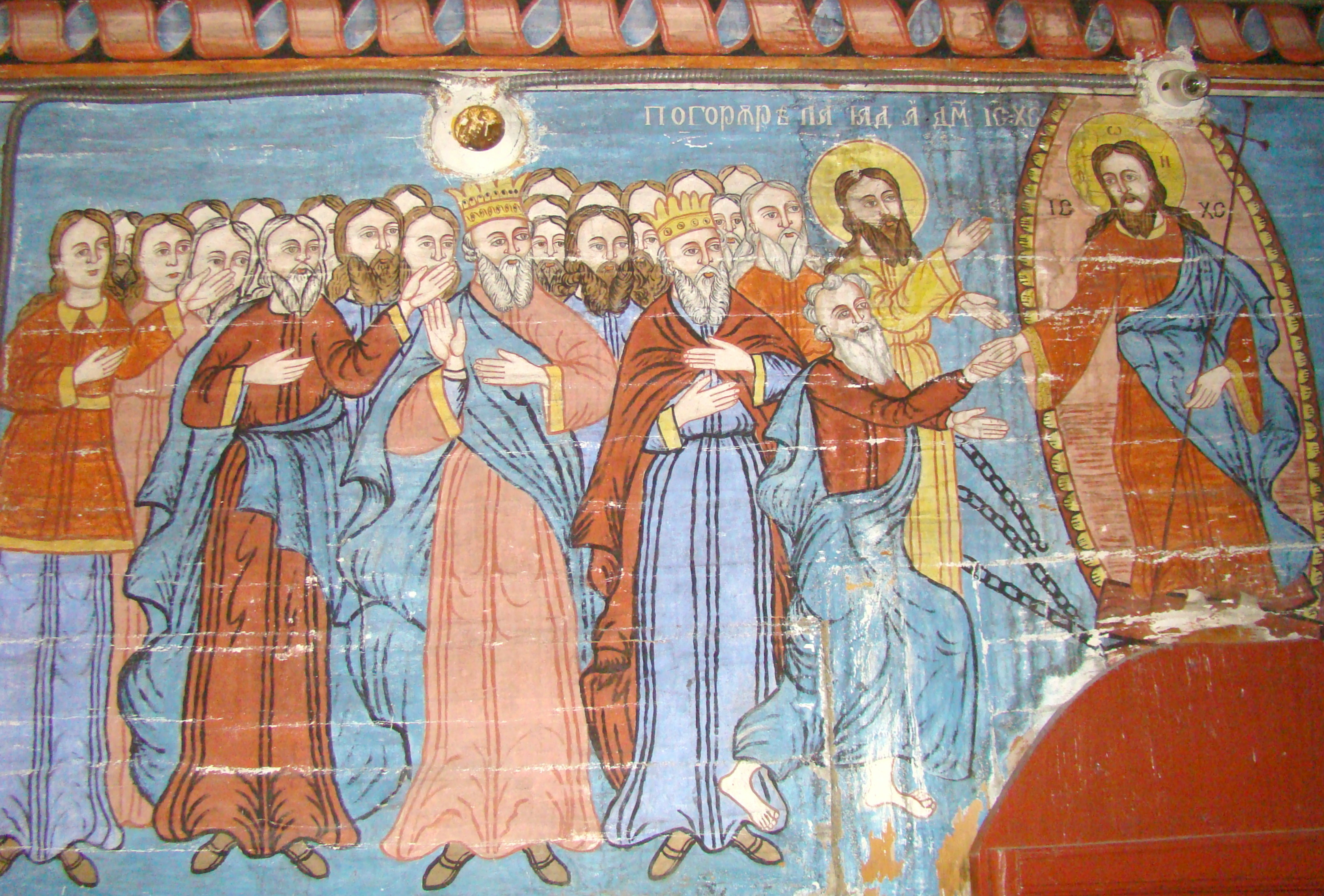
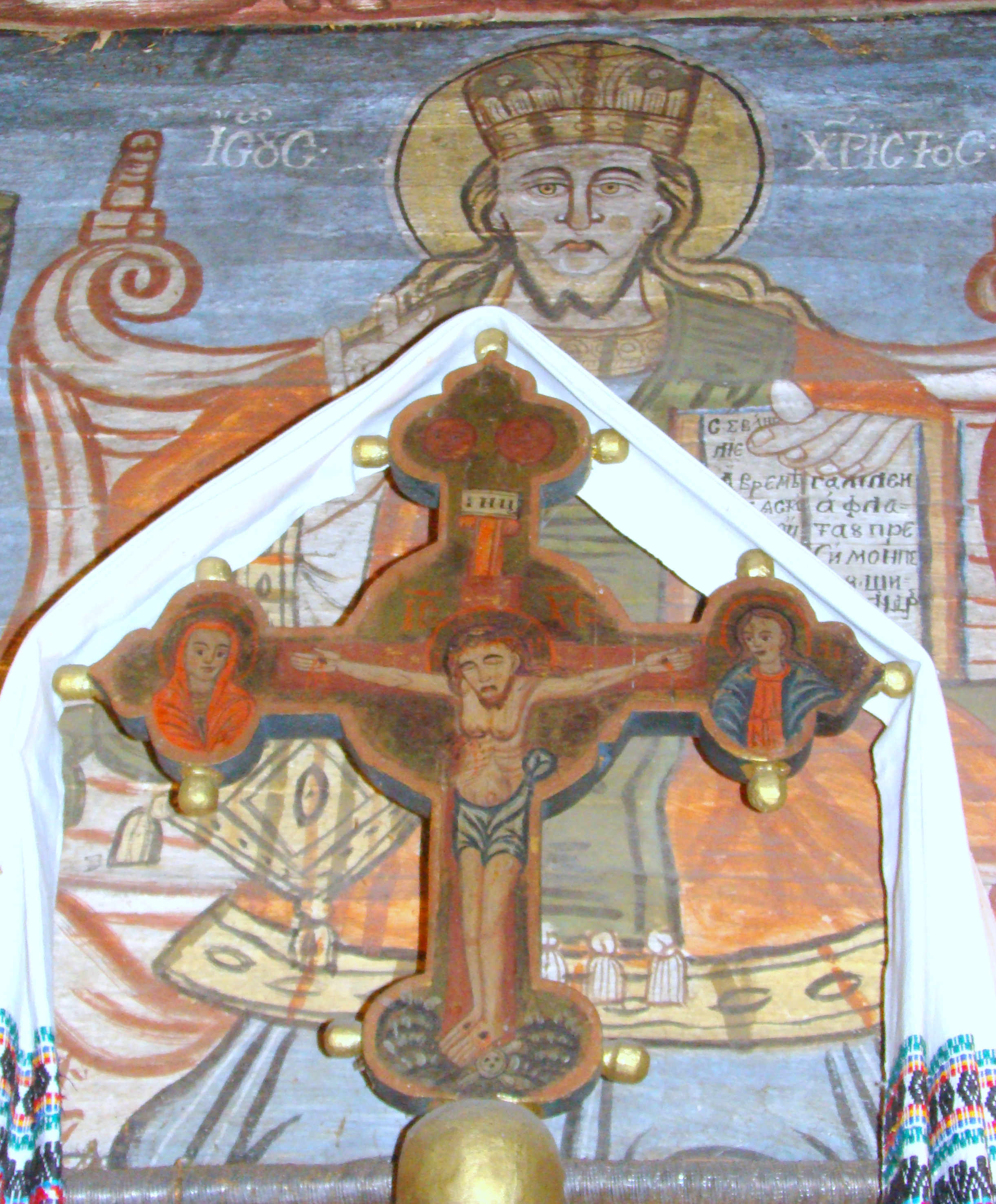
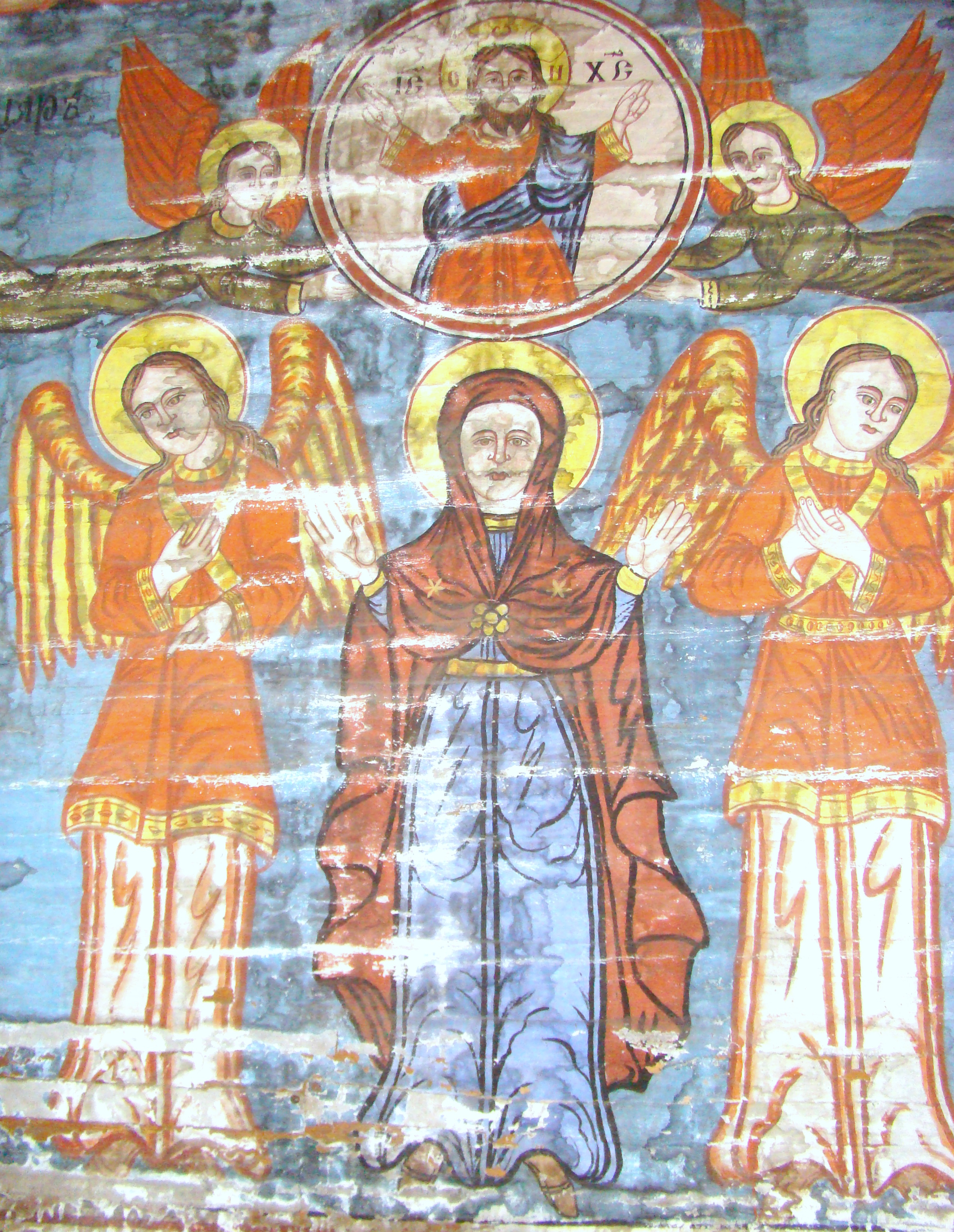
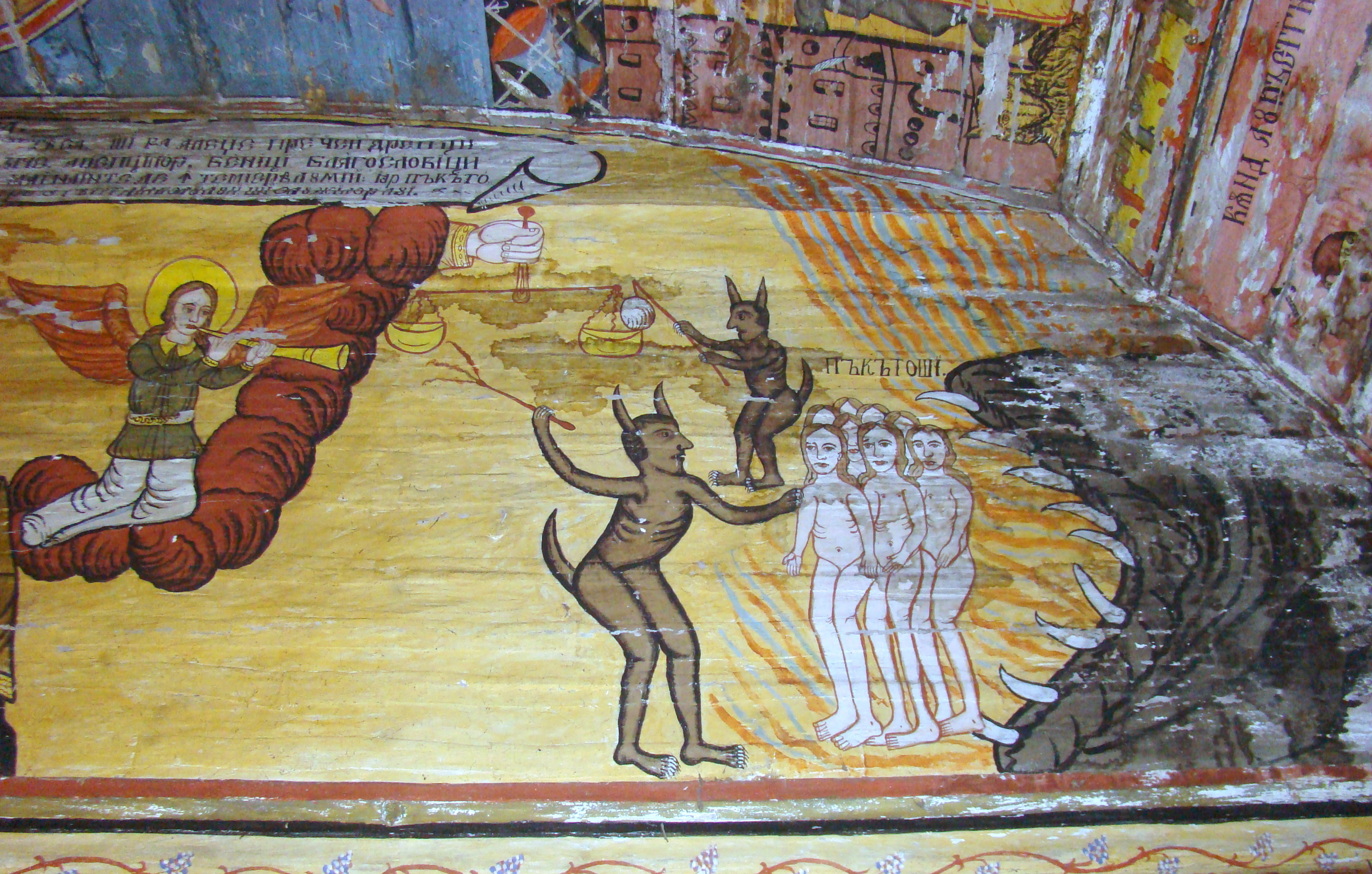
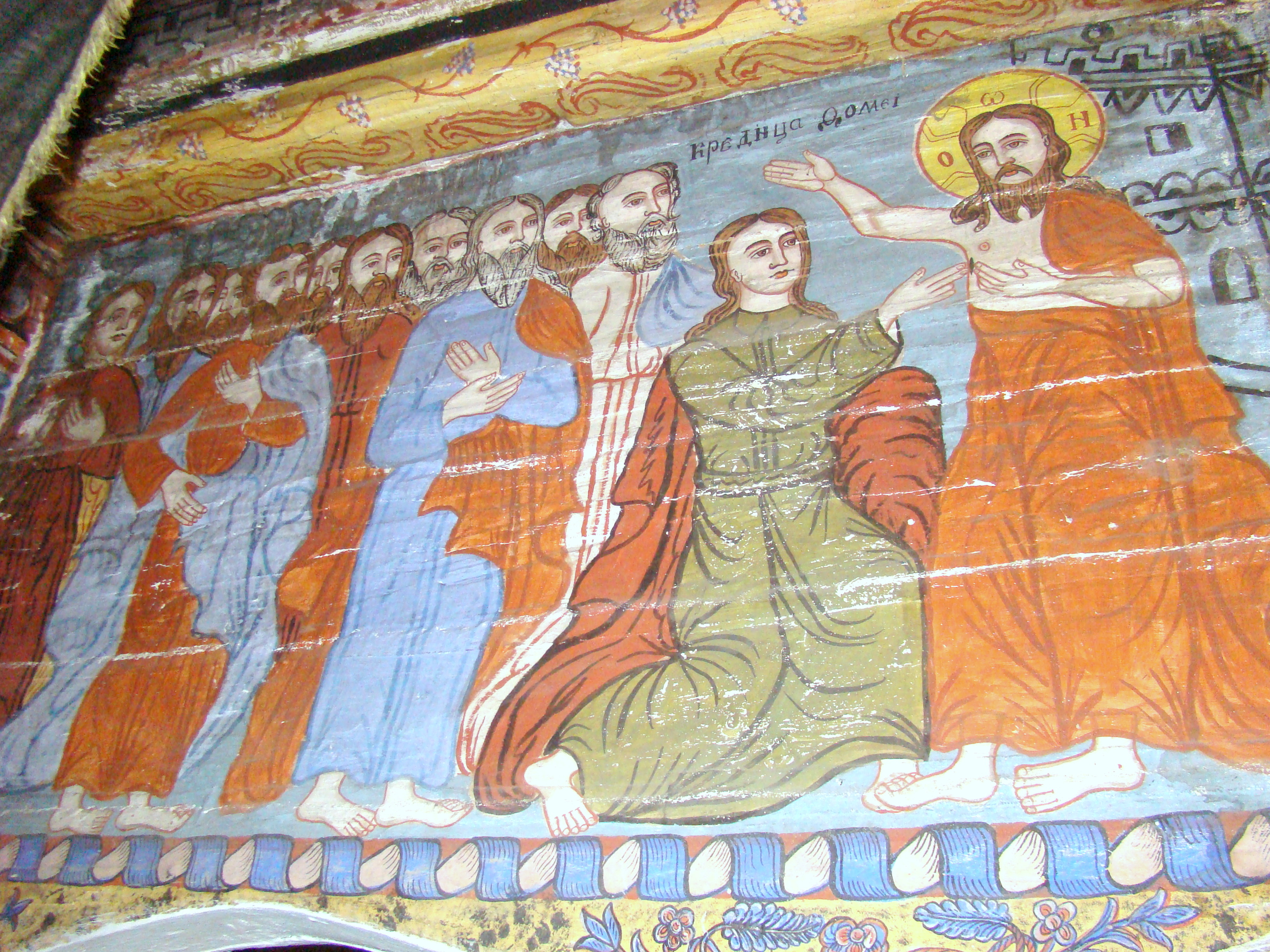
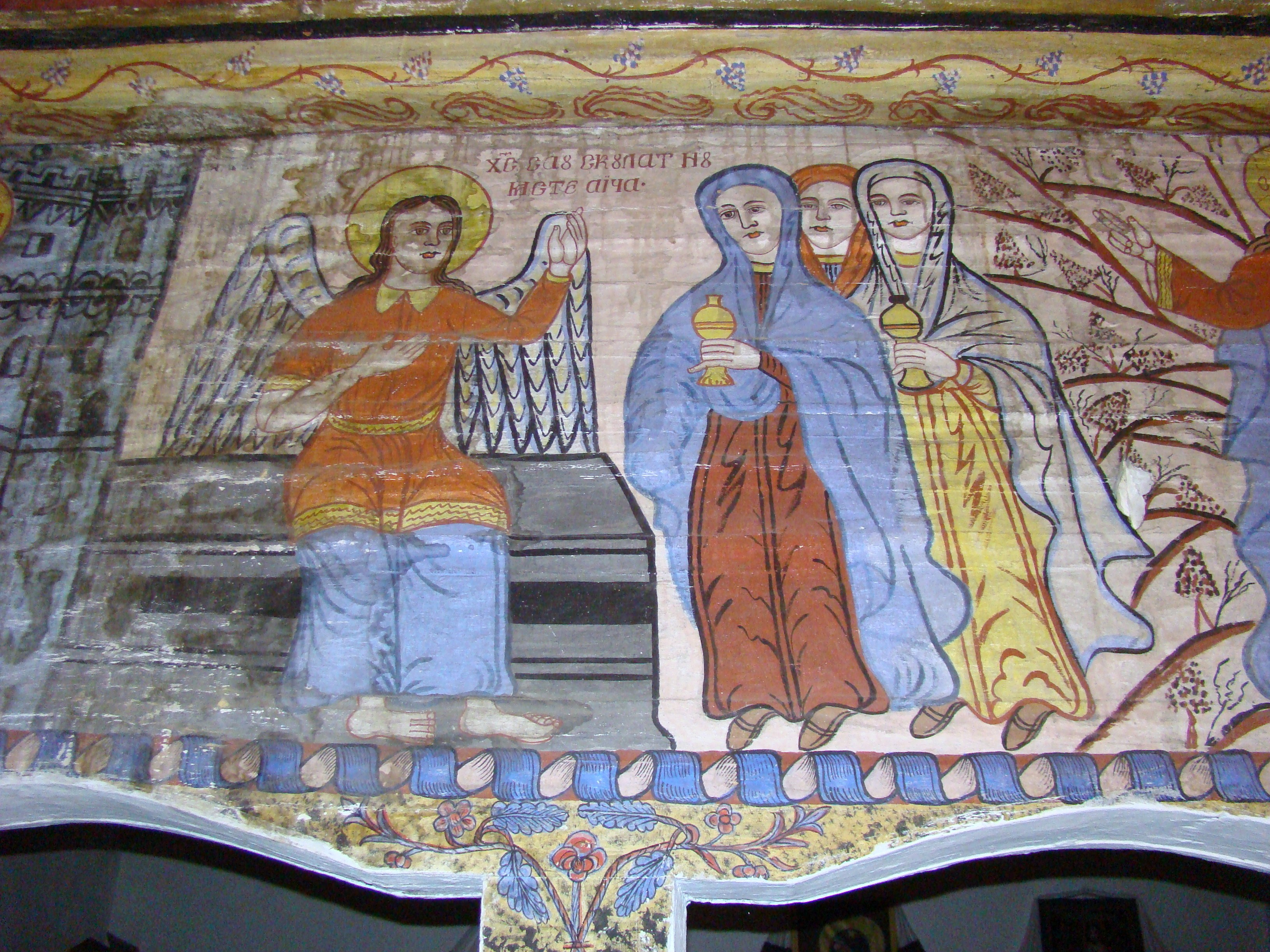
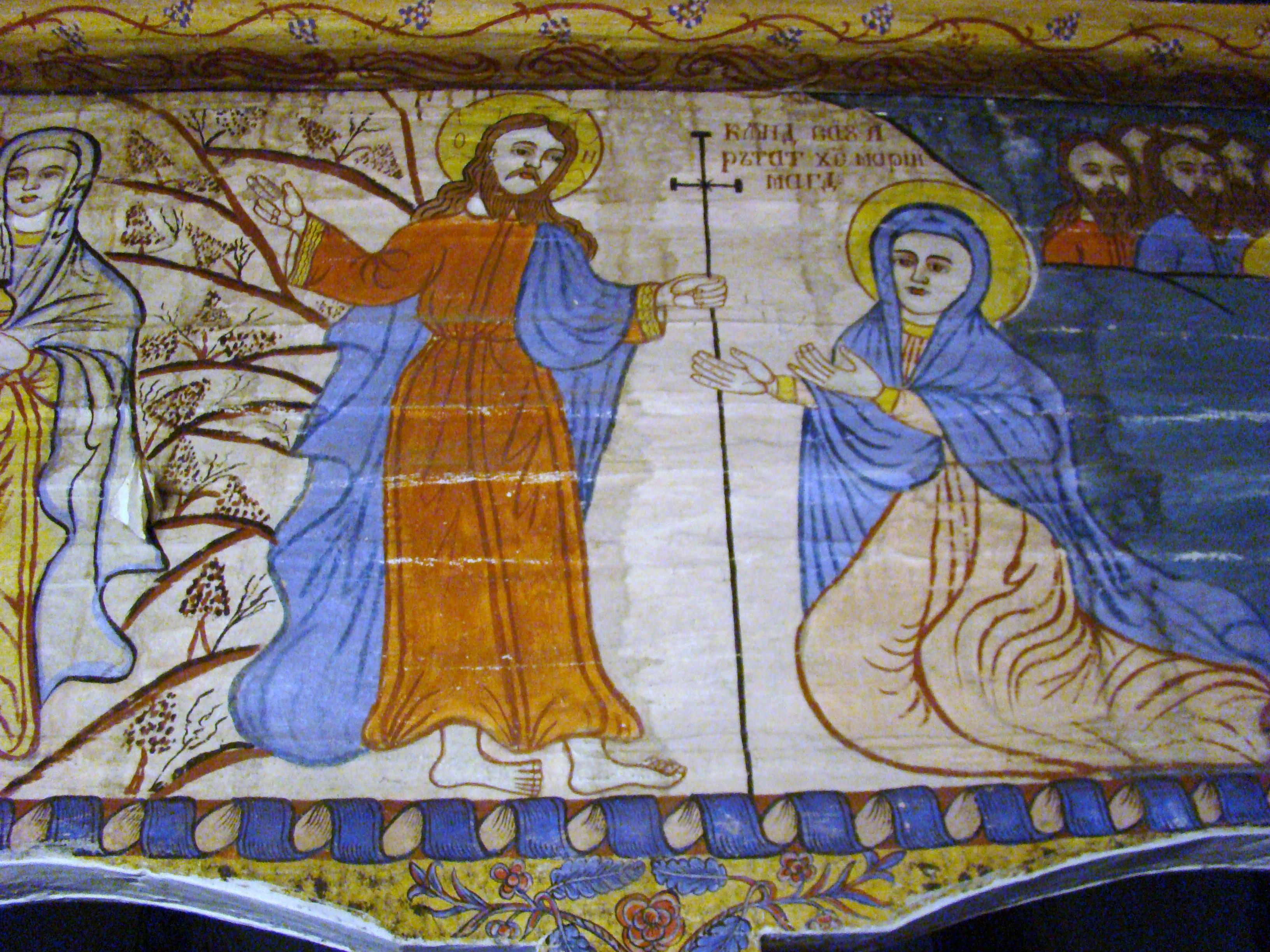
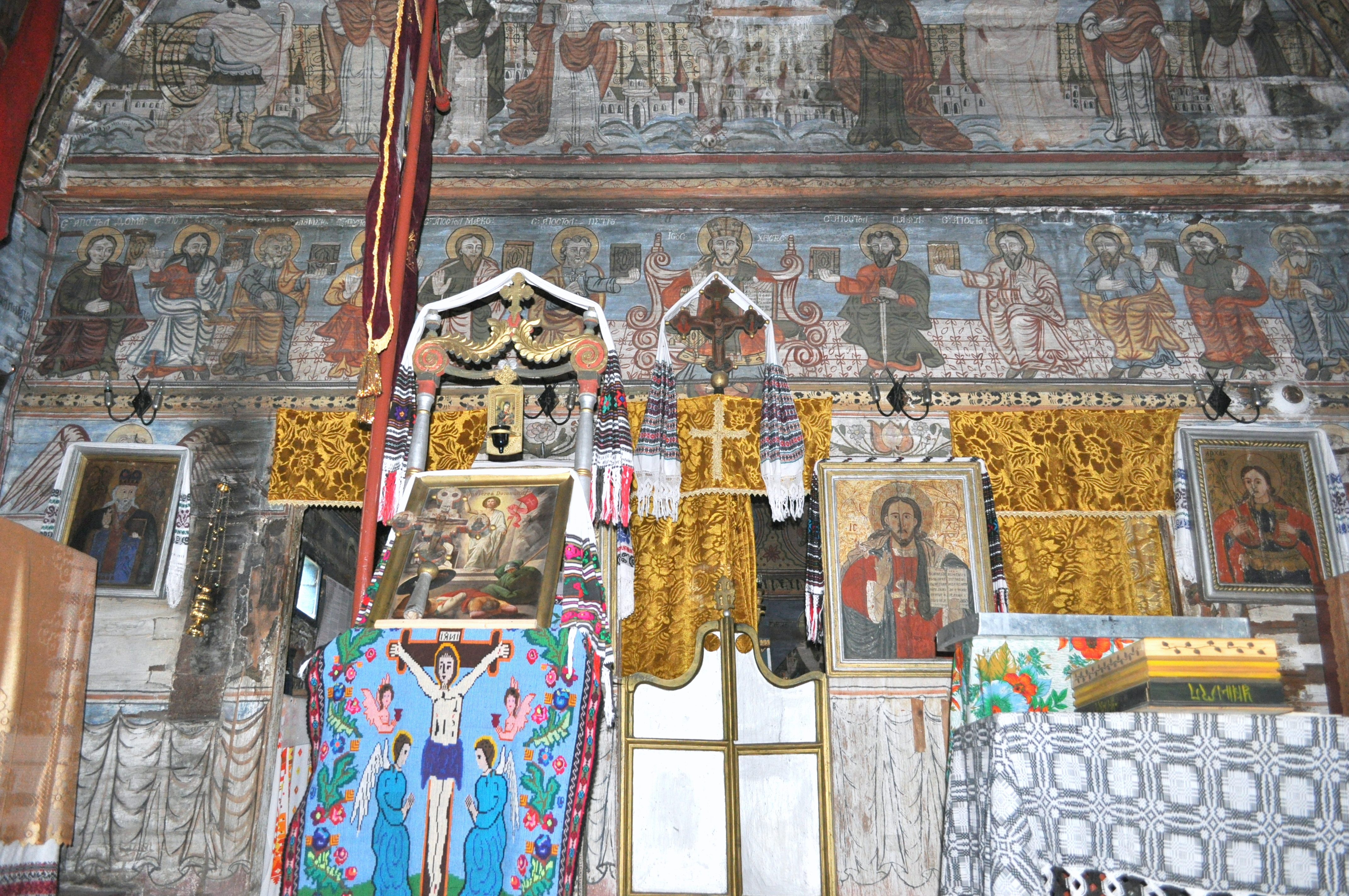
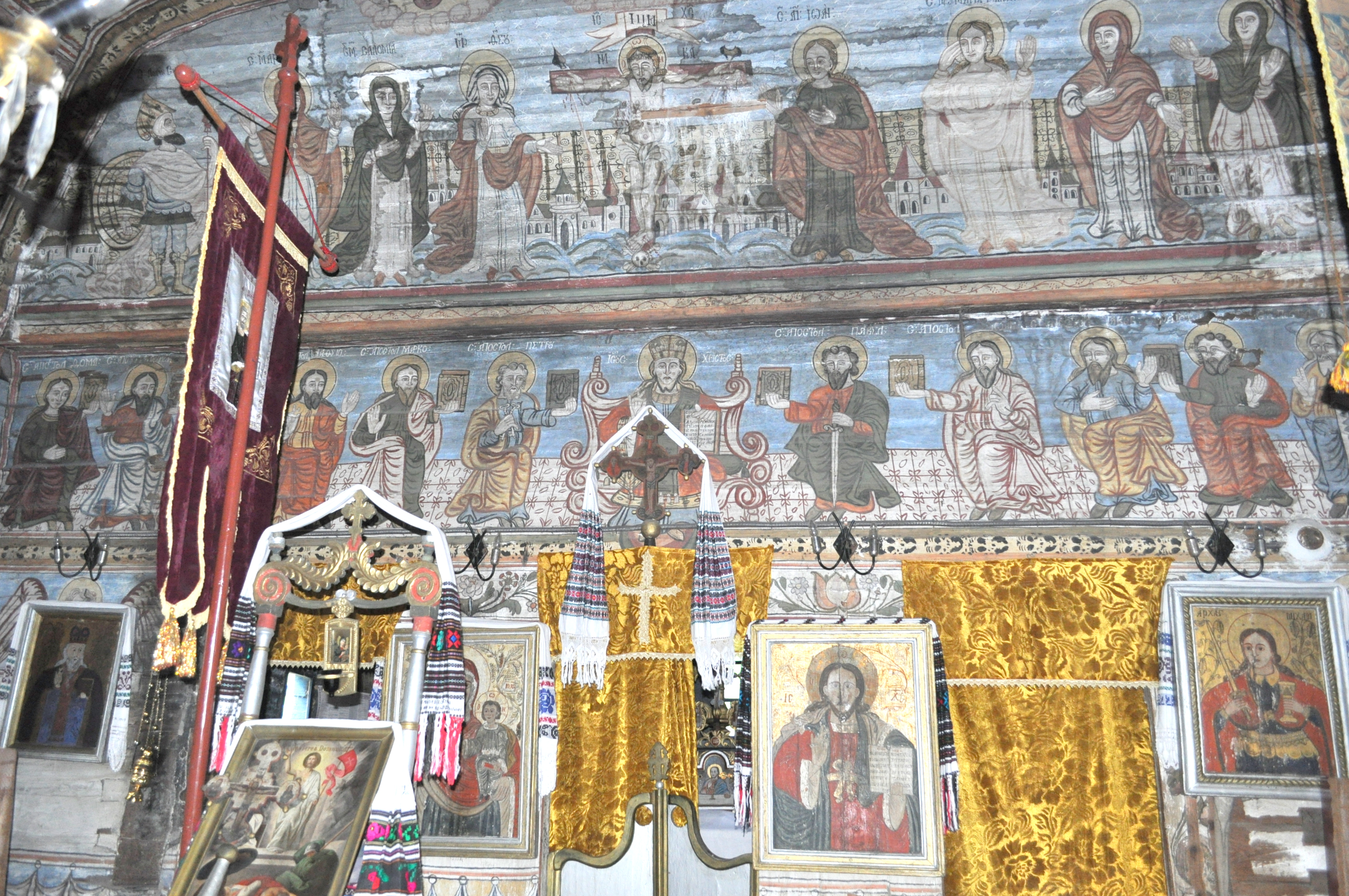
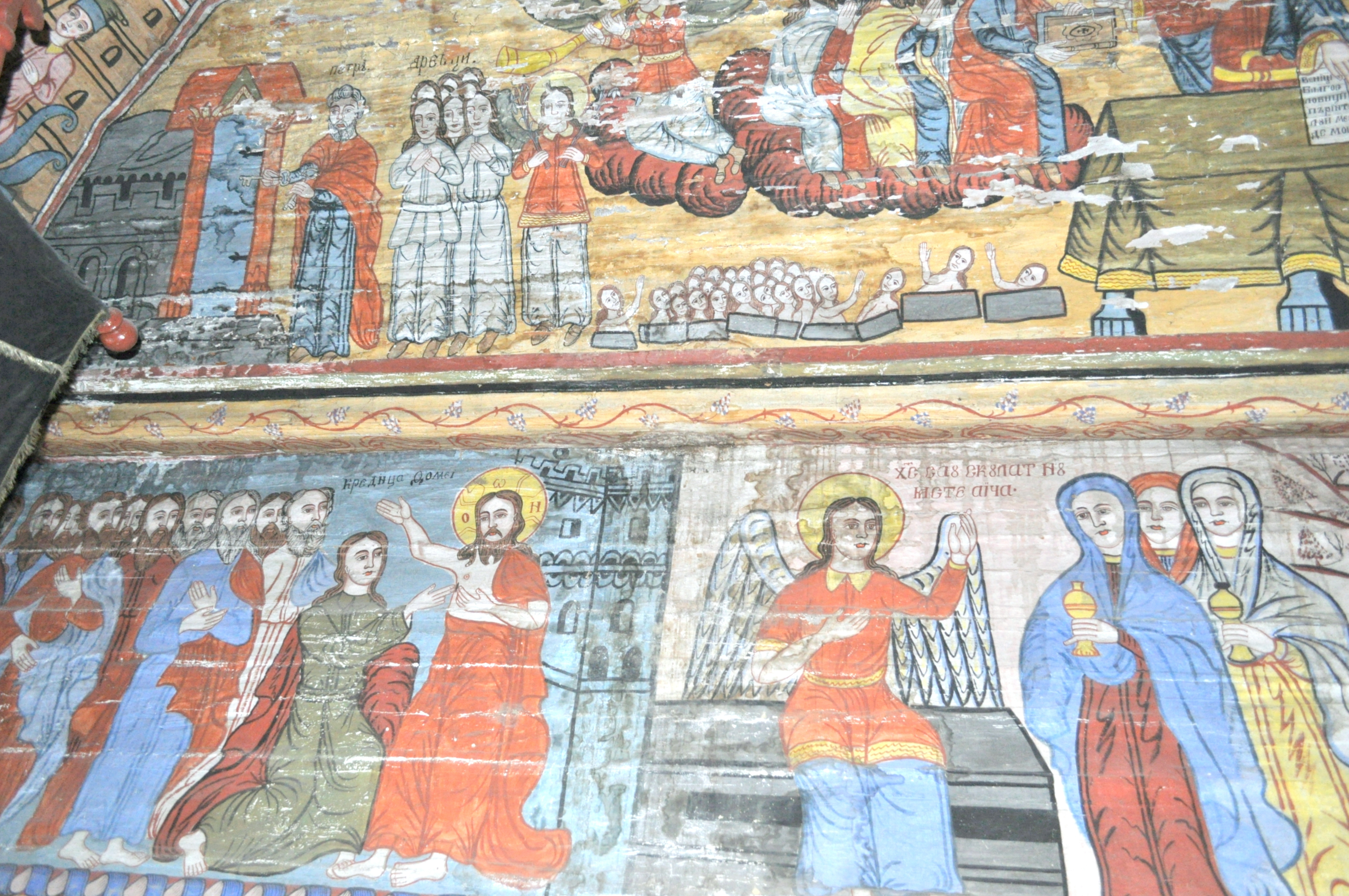
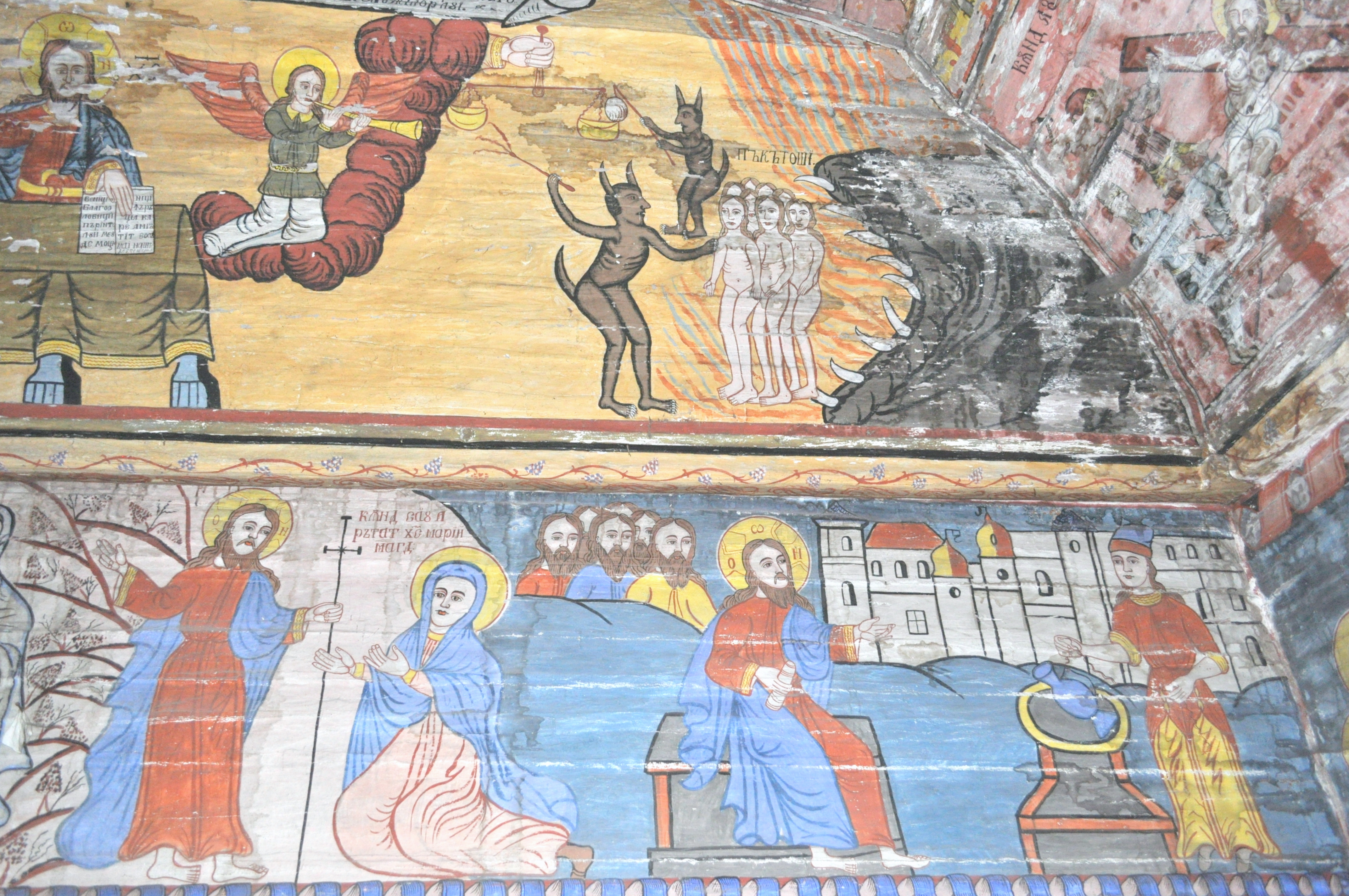
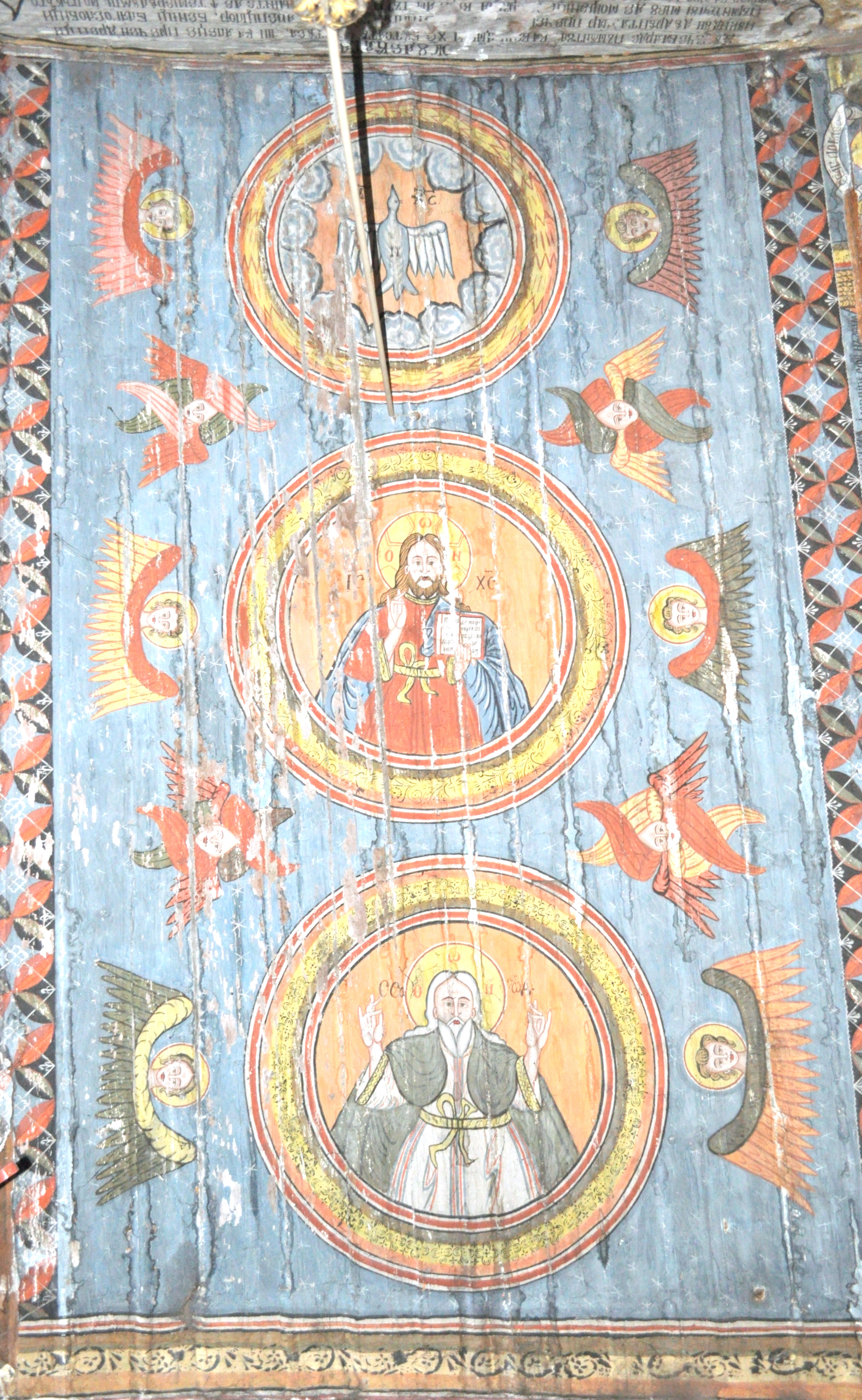
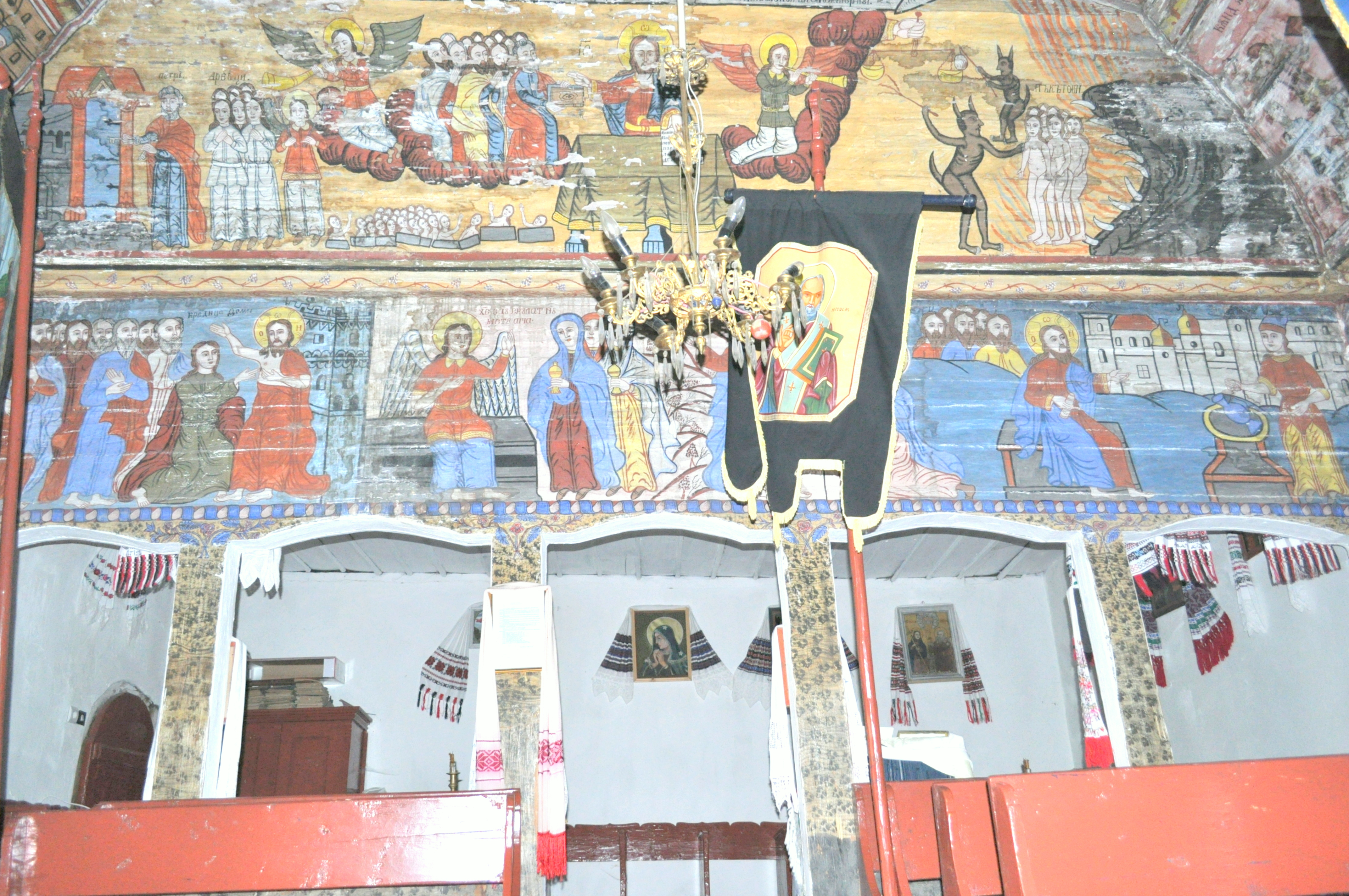
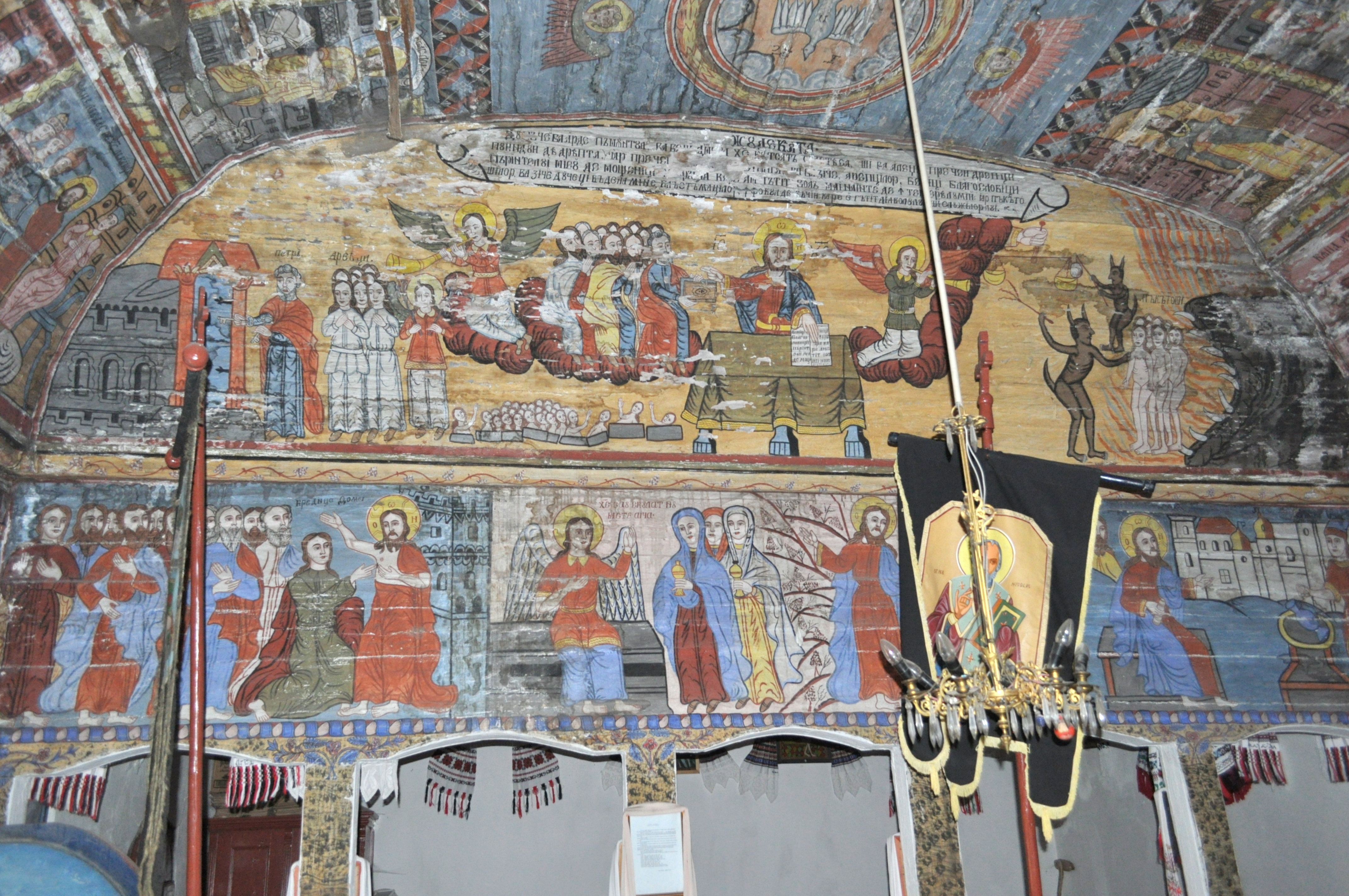
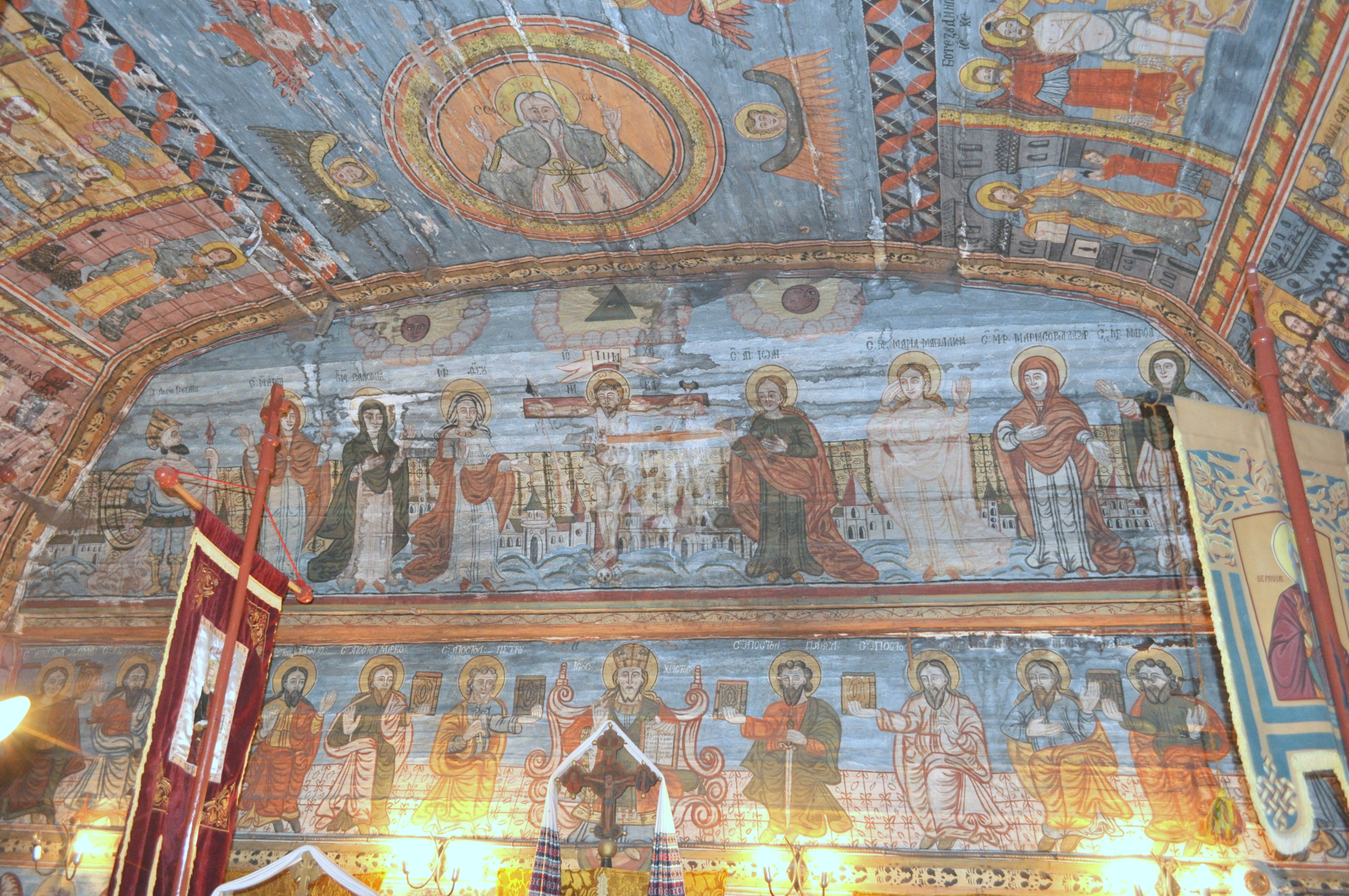
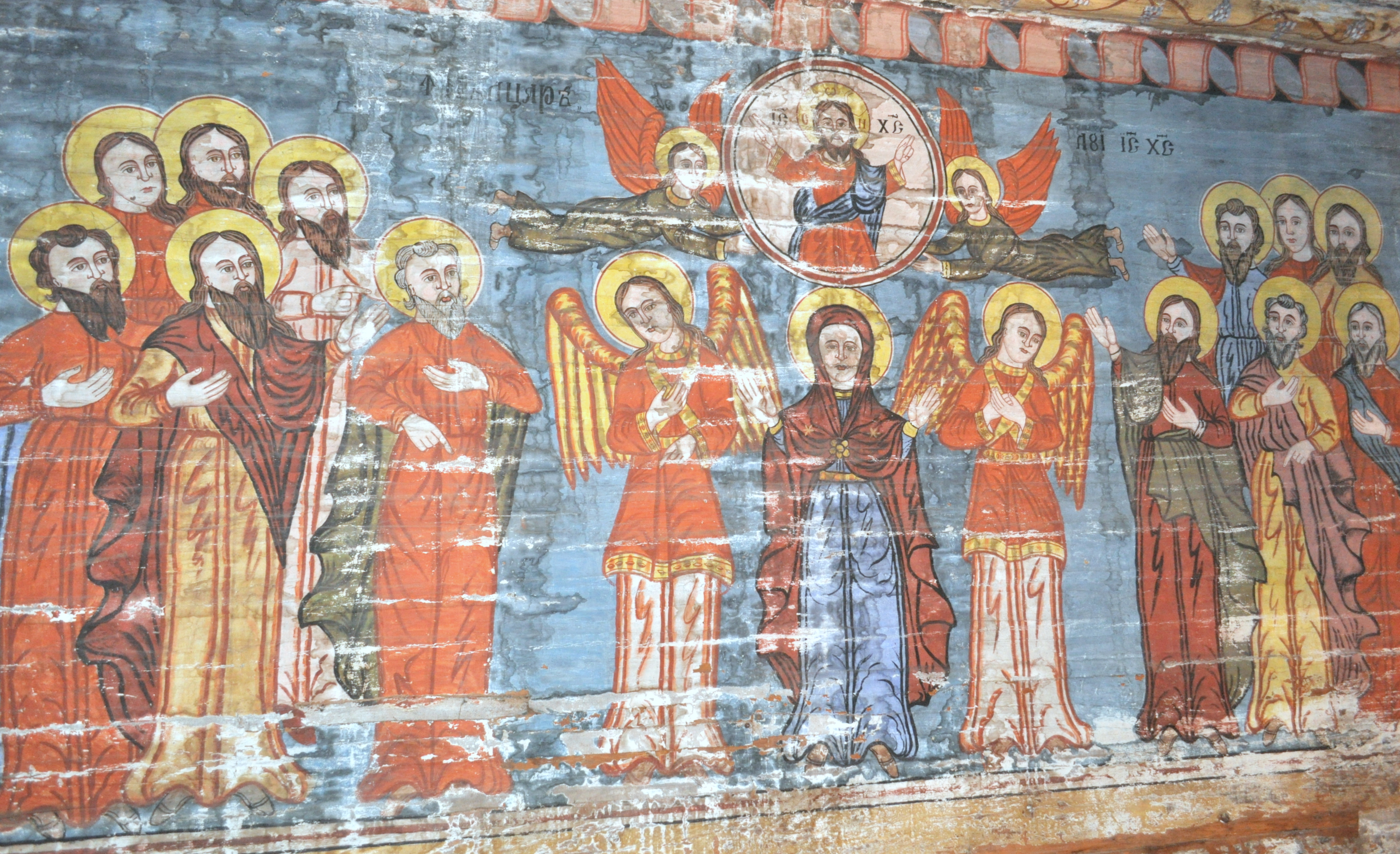
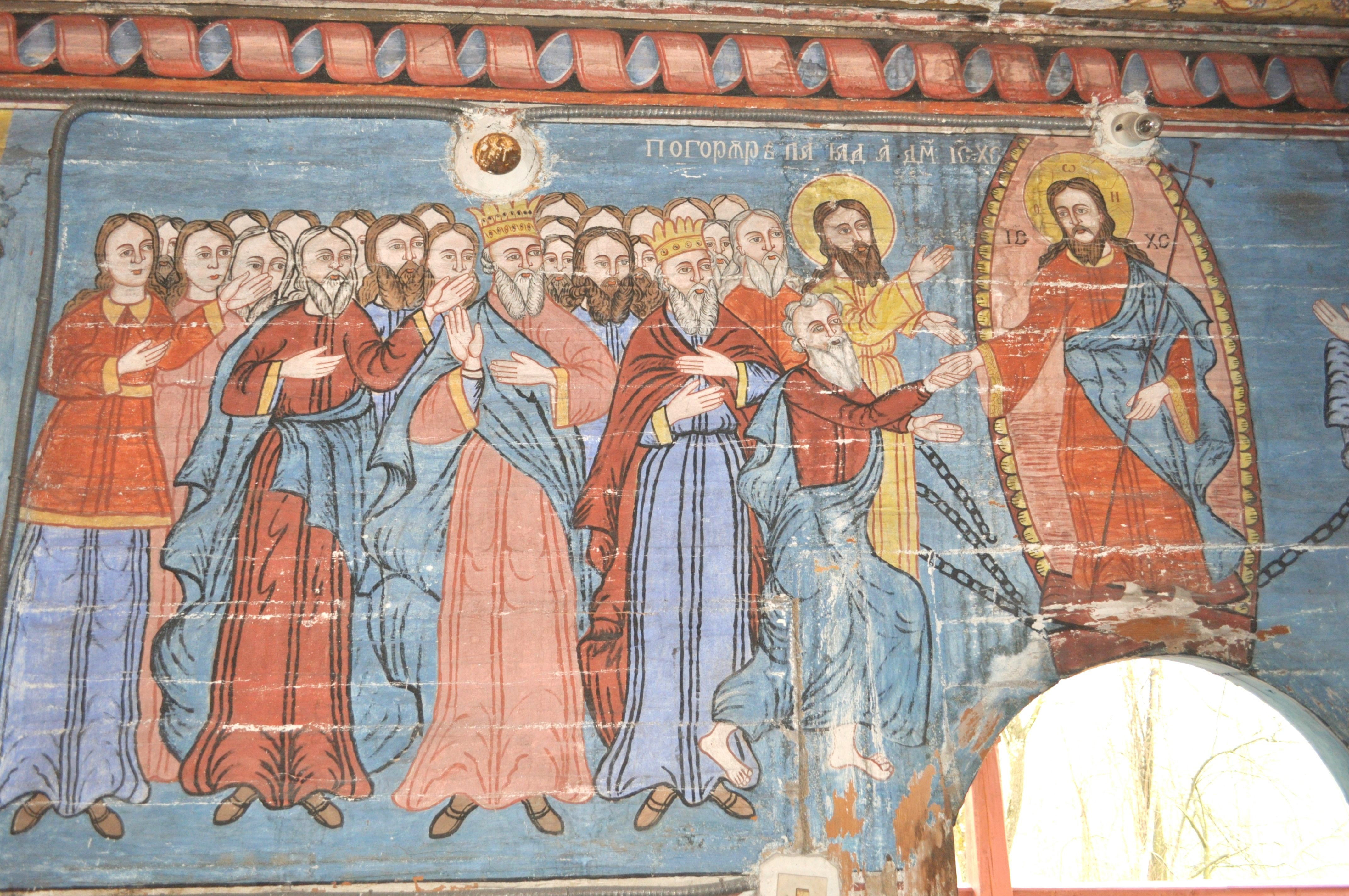
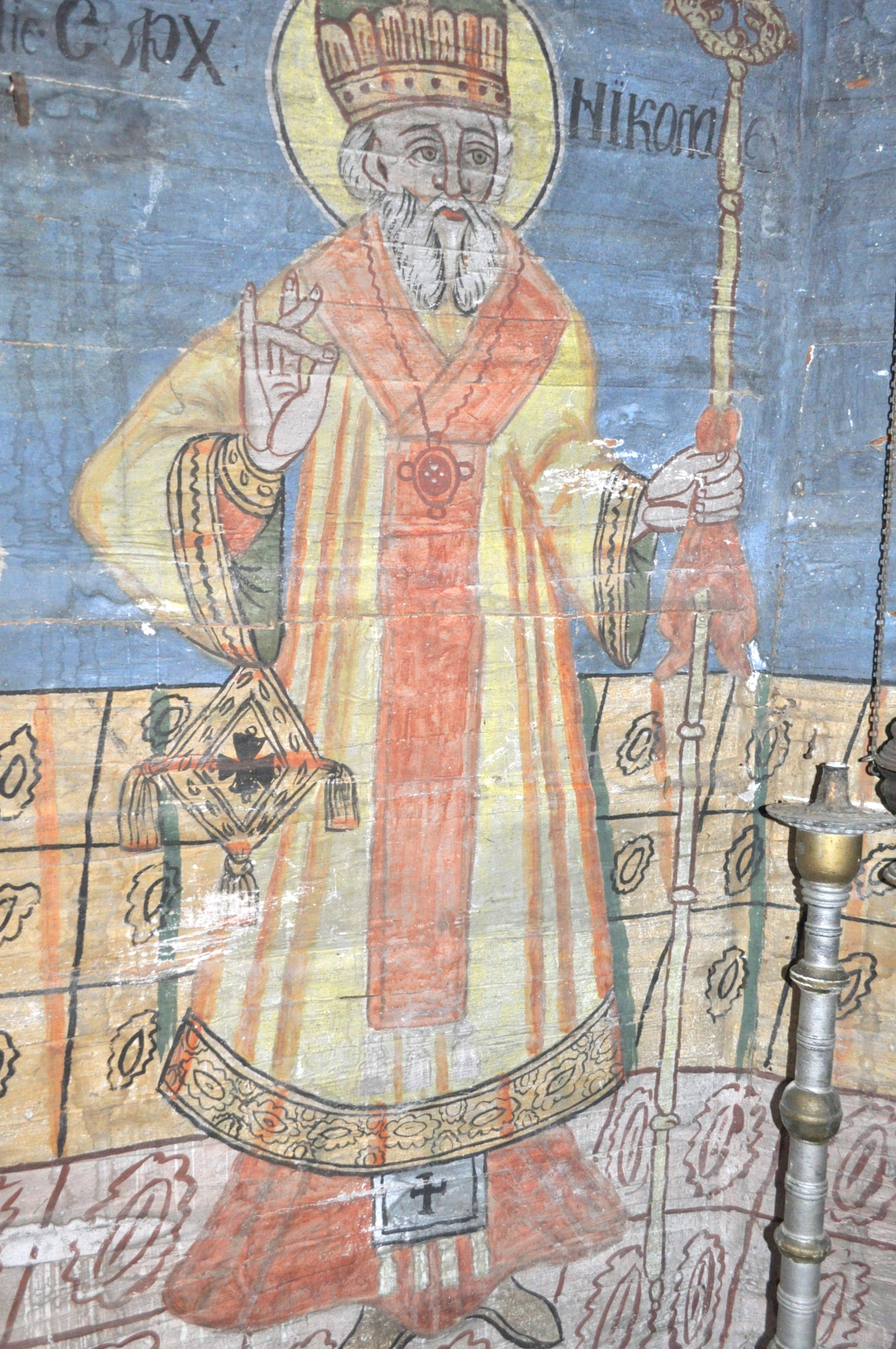
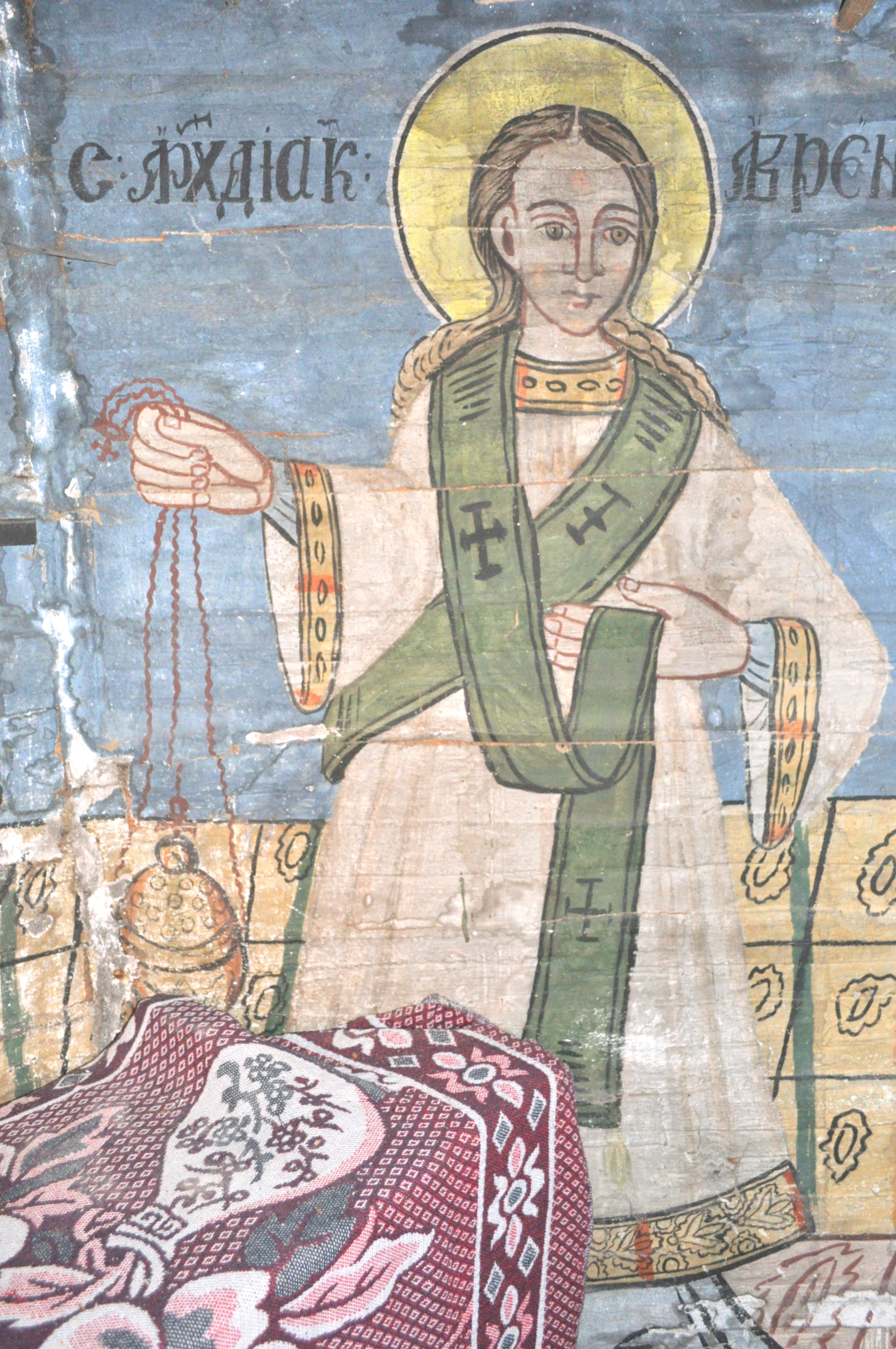
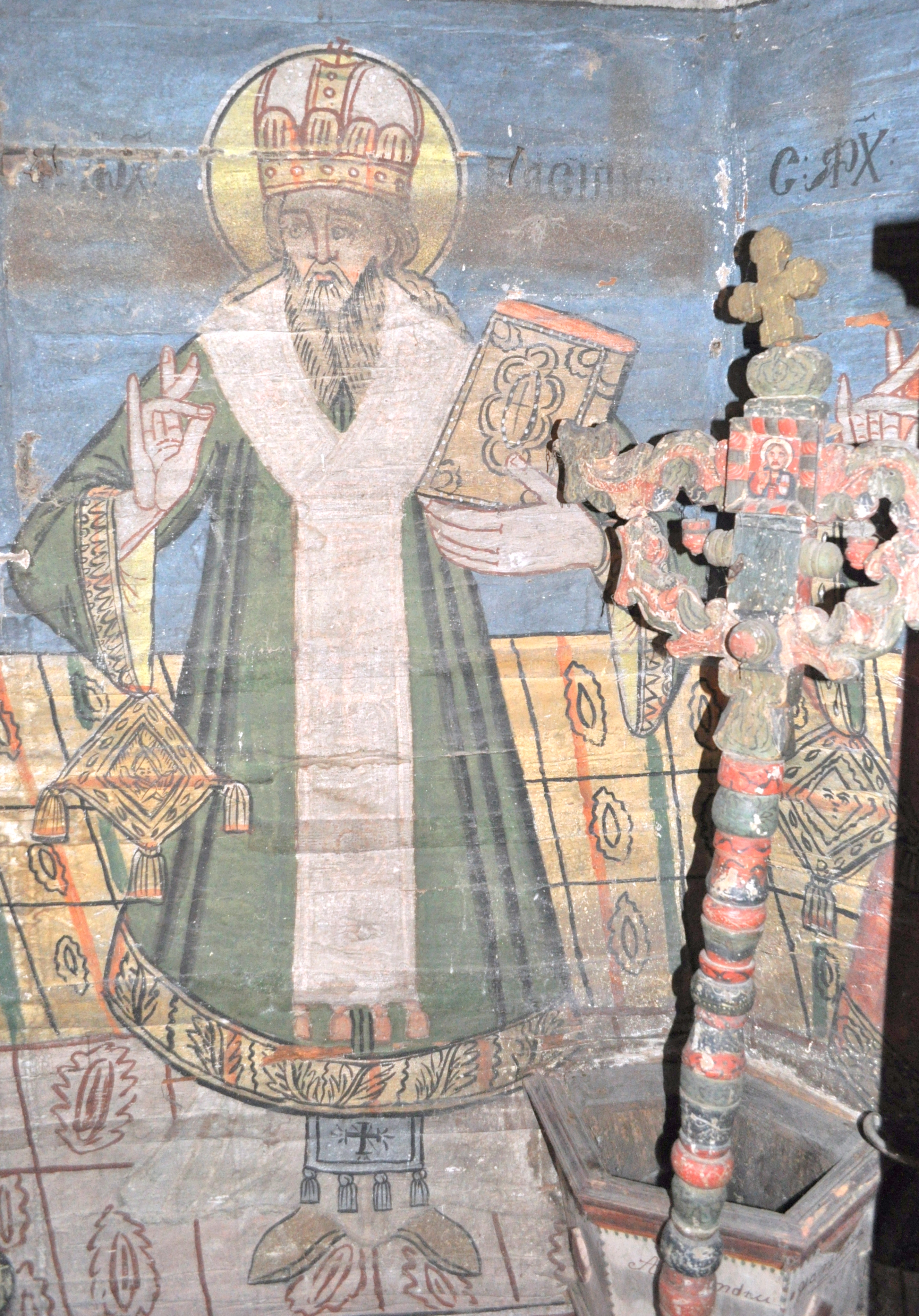
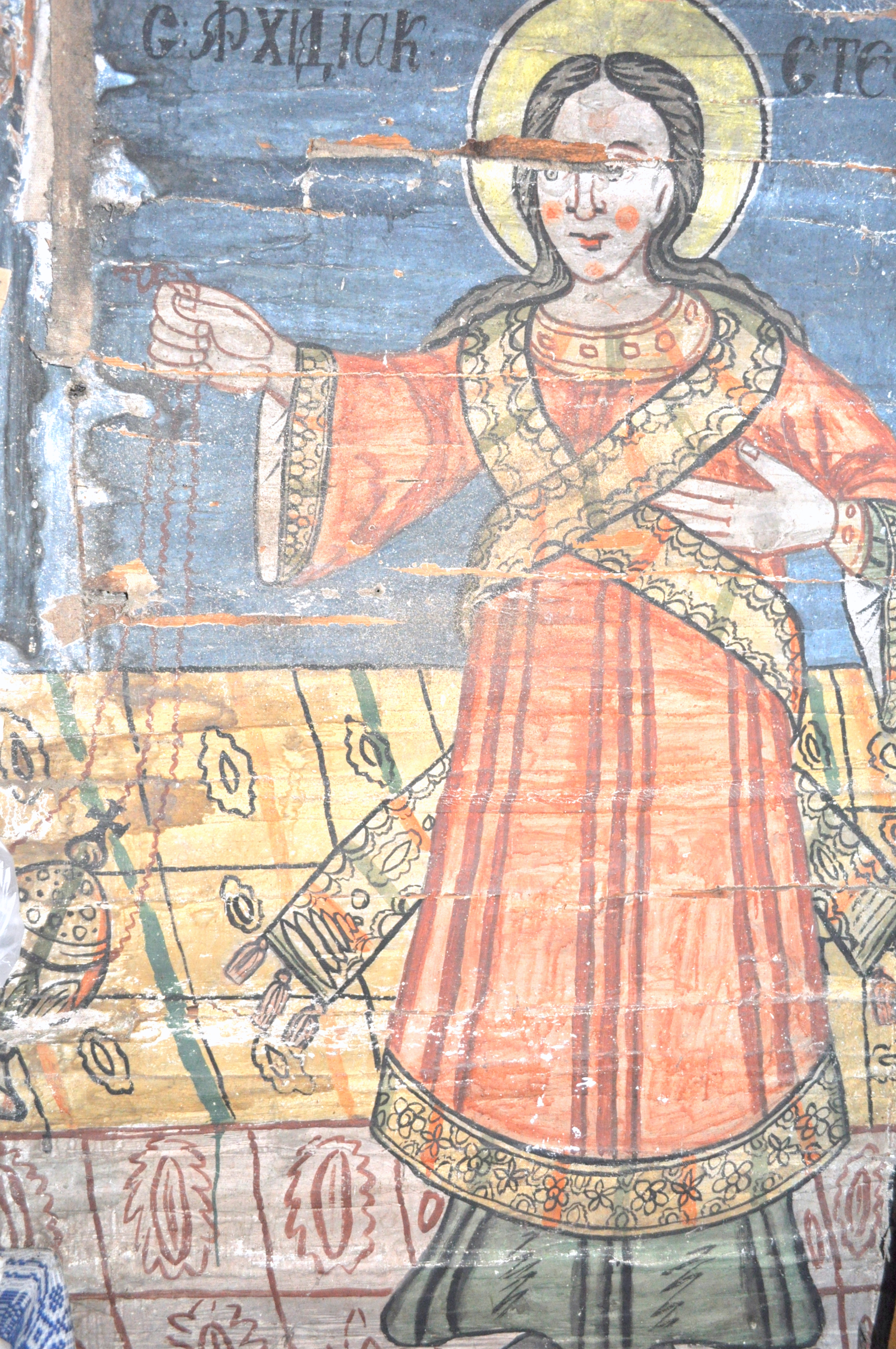
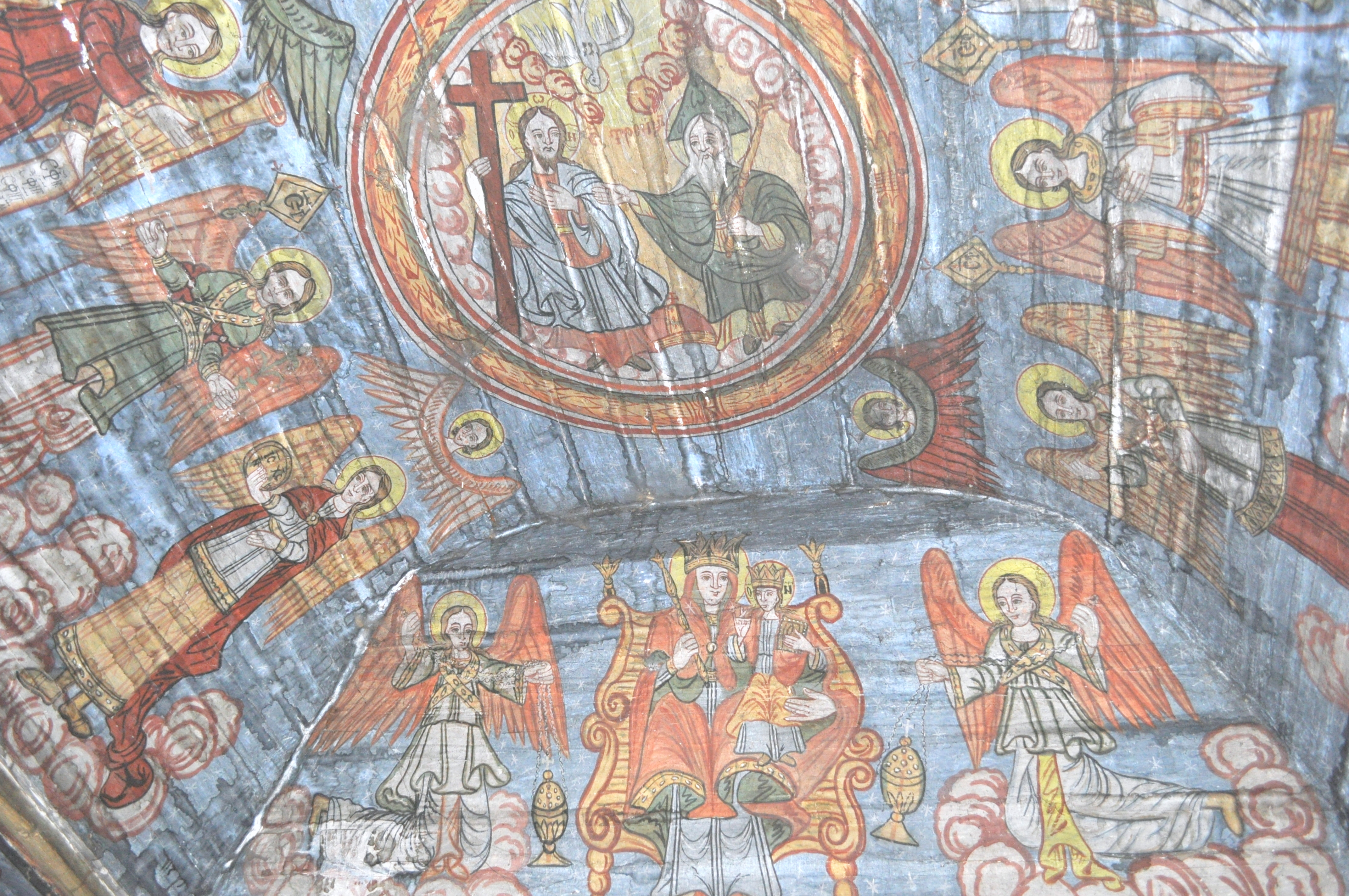
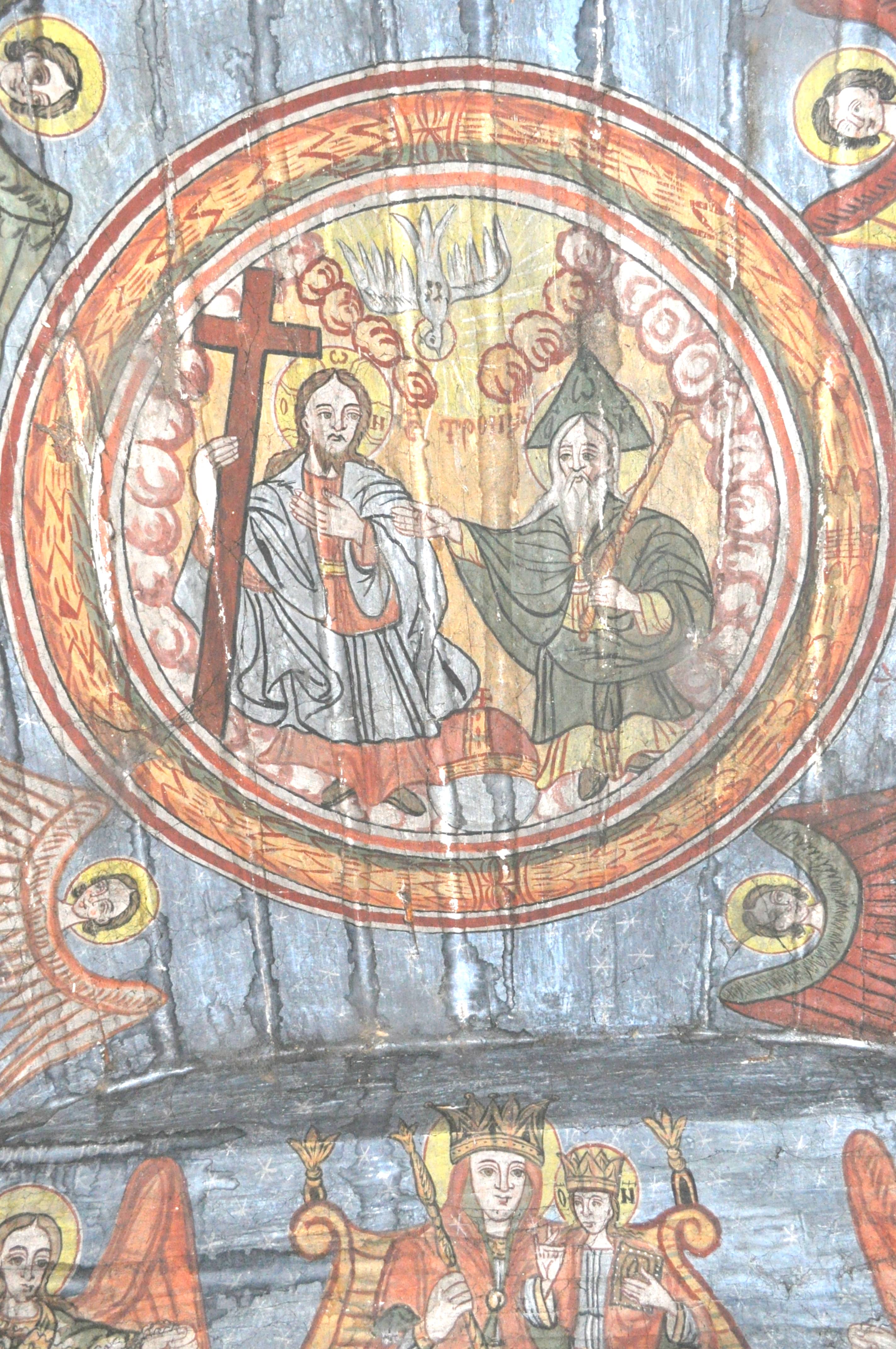